# Comerț cu amănuntul

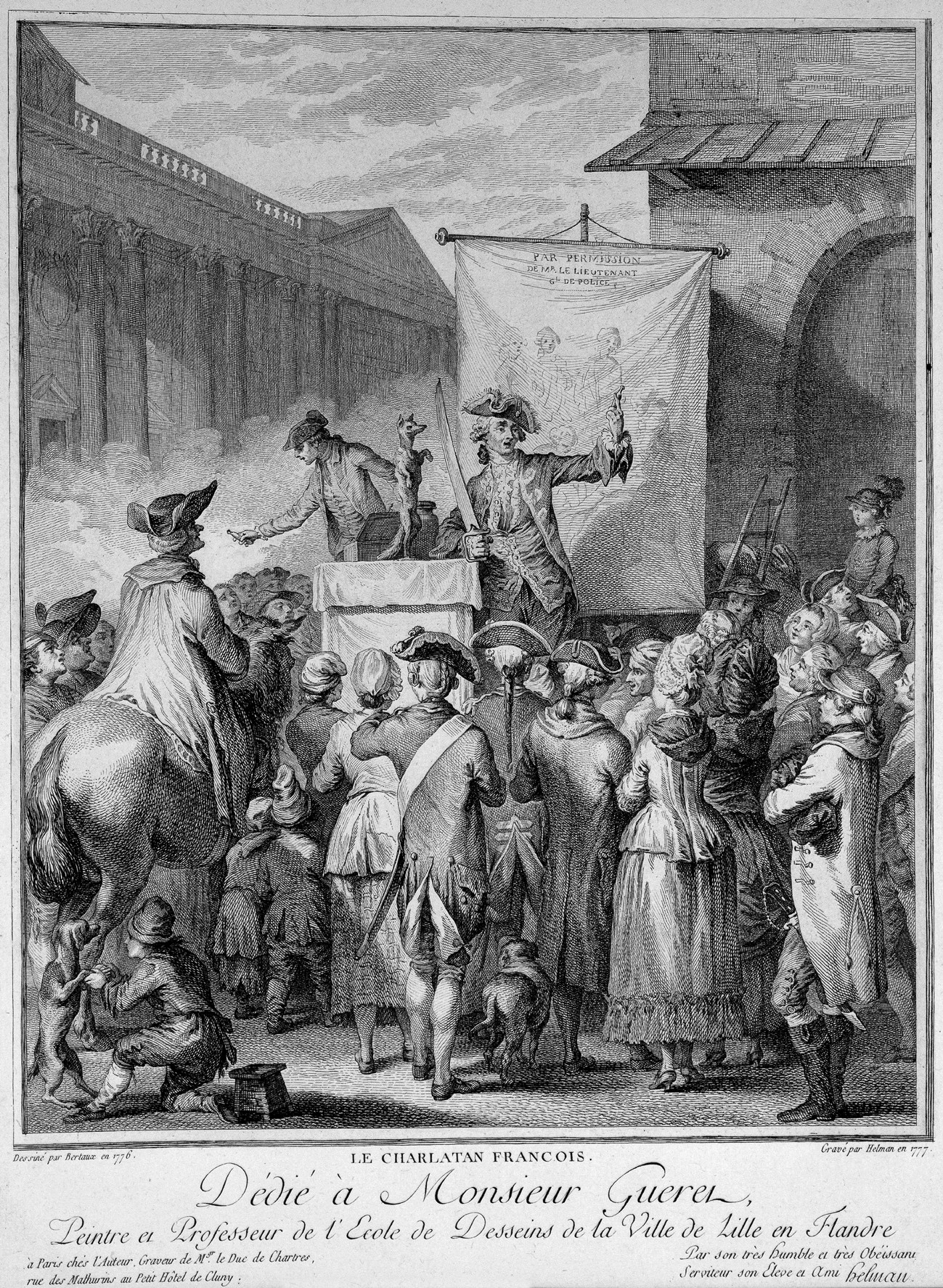
Spițer ambulant vânzându-și marfa pe o scenă din Franța

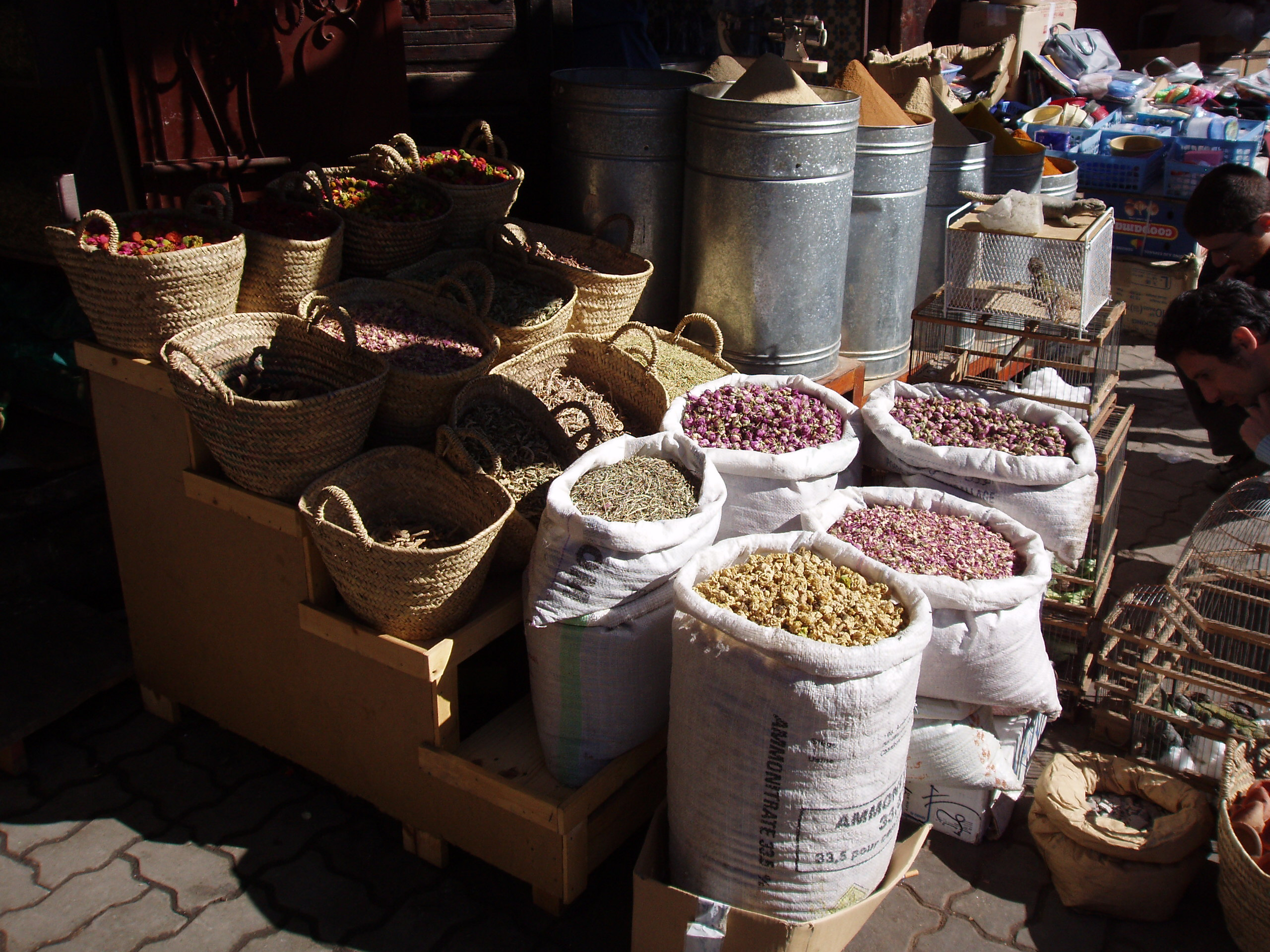
Într-un souk (piață) din Marrakech, mărfurile sunt expuse în ambalaje rustice

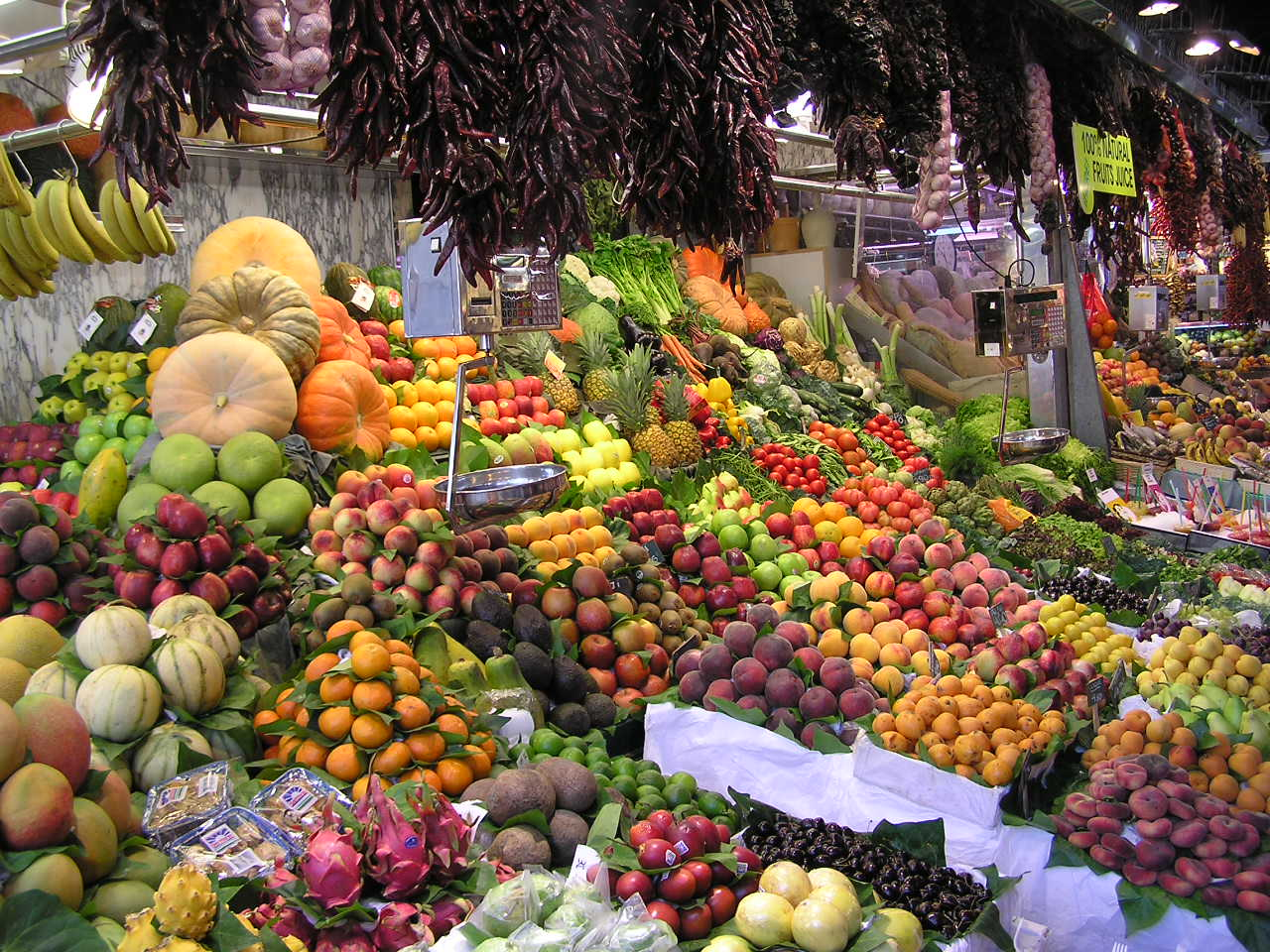
Piețele cu produse alimentare proaspete funcționează din cele mai vechi timpuri. În imagine, piața La Boqueria din Barcelona

Comerțul cu amănuntul sau comerț în detaliu, au détail (fr.) reprezintă procesul de vânzare a unor bunuri sau servicii către consumatori prin intermediul unor canale de distribuție diverse cu scopul de a obține profit. Comercianții cu amănuntul satisfac cererea stabilită în cadrul unui lanț de aprovizionare. Punctele de vânzare cu amănuntul, ca piețele sau magazinele, au o istorie îndelungată, care datează din antichitate. De-a lungul secolelor, magazinele au evoluat de la micile chioșcuri rudimentare din trecut la mall-urile sofisticate pe care le cunoaștem astăzi. Primii comercianți cu amănuntul erau vânzători ambulanți. Termenul de „comerciant cu amănuntul” desemnează, în general, un furnizor de servicii care onorează comenzile mici ale unui număr mare de indivizi, care sunt utilizatori finali, și nu comenzile mari ale unei clientele formate din angrosiști, companii sau instituții de stat. Cumpărarea se referă la procesul de achiziționare a unor produse. Cumpărăturile pot avea drept scop obținerea unor produse finite, incluzând produsele de strictă necesitate precum mâncarea sau îmbrăcămintea sau pot reprezenta o activitate recreațională.  Mersul la cumpărături în scop recreațional  presupune adesea admirarea vitrinelor (doar privit, fără a cumpăra) și căutarea prin magazine, care nu rezultă întotdeauna într-o achiziție.
Detailiștii iau numeroase decizii la nivel strategic cu privire la tipul de magazin ales, nișa de piață deservită, gama de produse oferite spre vânzare, serviciul clienți, serviciile de asistență și poziționarea generală pe piață a magazinului. Odată ce au stabilit un plan strategic, comercianții elaborează un mix de marketing specific comerțului cu amănuntul, care are în vedere produsele, prețurile, plasamentul, activitățile de promovare, personalul și prezentarea. În era digitală, un număr tot mai mare de comercianți urmăresc să extindă cotele de piață ocupate propunând servicii de vânzări prin intermediul mai multor canale,  de la comerțul tradițional desfășurat în cadrul magazinelor fizice la comerțul online. Tehnologiile digitale schimbă și modalitățile de plată aflate la dispoziția consumatorilor pentru a plăti bunurile și serviciile achiziționate. Serviciile de suport utilizate în comerțul cu amănuntul pot să includă acordarea de credite, servicii de livrare la domiciliu, servicii de consiliere, servicii de consiliere stilistică și o gamă întreagă de alte servicii de asistență. 
Magazinele cu amănuntul pot lua diverse forme și pot funcționa în diferite contexte – de la magazinele înșiruite din cartierele rezidențiale până la mall-urile de mari dimensiuni. Străzile comerciale pot fi destinate exclusiv pietonilor. Acestea pot fi acoperite parțial sau integral pentru a crea un mediu mai plăcut – protejând clienții de condițiile meteorologice nefavorabile, precum temperaturile extreme, vântul sau precipitațiile. Comerțul cu amănuntul în absența unui punct de desfacere fizic poate lua forma comerțului online (un tip de comerț electronic utilizat în tranzacțiile dintre comercianți și consumatori) sau a comenzilor prin poștă. 

## Etimologie
În limba română, sintagma „comerț cu amănuntul” este o traducere a expresiei franceze „commerce au détail”. Cuvântul care desemnează această activitate în limba engleză, „retail”, provine tot din franceză, din verbul „tailler”, care însemna „a tăia”, „a împărți”, și era utilizat frecvent mai ales în domeniul croitoriei. Folosit la început doar ca verb în limba engleză, cuvântul „retail” a început să fie folosit ca substantiv din anul 1433.

## Istoric

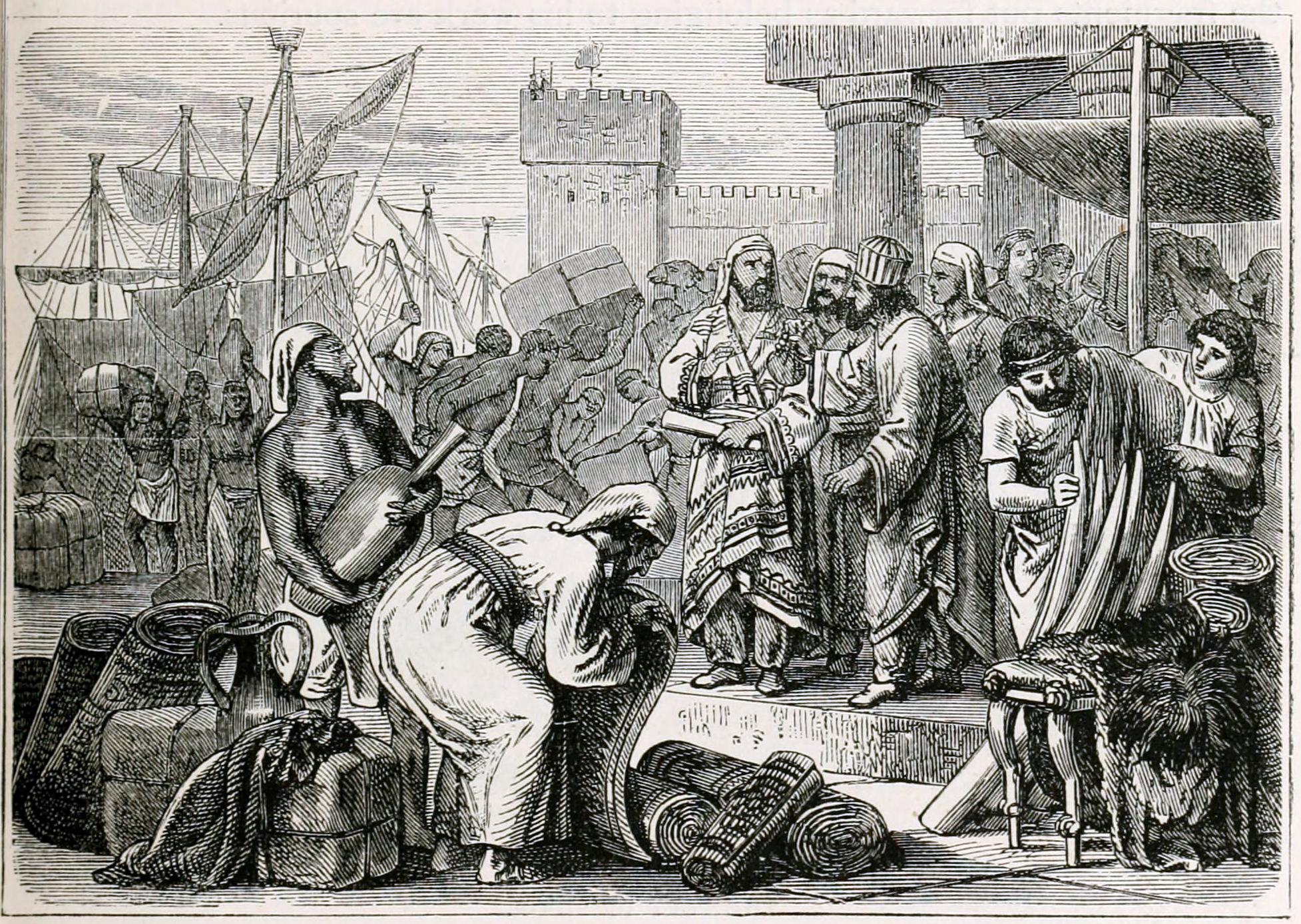
Negustorii fenicieni făceau comerț în tot bazinul mediteranean

### Comerțul cu amănuntul în antichitate
Piețele de desfacere datează din cele mai vechi timpuri. Descoperirile arheologice privind existența comerțului, care, la acea vreme, implica probabil doar trocul, datează de peste 10000 de ani. Odată cu creșterea și dezvoltarea civilizației, trocul a fost înlocuit de comerțul cu amănuntul, care presupunea folosirea banilor. Se presupune că activitățile de vânzare-cumpărare ar fi apărut în Asia Mică (Turcia de astăzi) în jurul mileniului al VII-lea î.Hr. Gharipour arată că s-au găsit dovezi privind existența unor magazine și centre comerciale în regiunea Sialk din Kashan (6000 î.Hr.), în Catalk Huyuk din Turcia de astăzi (7500-5700 î.Hr.), în Ierihon (2600 î.Hr.) și în Susa (4000 î.Hr). Piețe publice în aer liber se găseau și în Babilonia, Asiria, Fenicia și Egipt.  În general acestea erau așezate în centrul orașelor. Artizani pricepuți, precum fierarii sau marochinerii, aveau ateliere pe aleile care duceau spre piață. Deși își vindeau marfa din incinta propriilor spații, aceștia pregăteau și produse pentru zilele de târg. În Grecia Antică piețele erau amplasate în agora, un spațiu în aer liber, unde, în zilele de târg, bunurile erau expuse pe rogojini sau pe tarabe temporare. În Roma Antică, comerțul se desfășura în forumuri. Roma avea două forumuri: Forumul Roman și Forul lui Traian. Cel din urmă era un ansamblu de mari dimensiuni care cuprindea clădiri în care magazinele ocupau patru nivele. S-ar putea spune că forumul roman a fost primul exemplu de punct de desfacere cu amănuntul permanent, cu spații deschise clienților. În Antichitate, schimbul implica vânzarea directă prin intermediul negustorilor sau al vânzătorilor ambulanți, trocul fiind folosit și el în mod frecvent.
Fenicienii, cunoscuți pentru calitățile lor de navigatori, se deplasau cu ușurință în bazinul Mării Mediterane, devenind o mare putere comercială în secolul al IX-lea î.Hr. Aceștia importau și exportau lemn, materiale textile, sticlă, dar și produse alimentare, precum vinul, uleiul, fructele uscate sau diferite nuci și alune. Abilitățile lor comerciale au fost susținute de o rețea de colonii înființate de-a lungul coastelor Mediteranei care se întindea din Creta de astăzi până în Tanger și Sardinia. Fenicienii nu se ocupau doar de comercializarea bunurilor materiale, ci și de răspândirea culturii. Pentru a funcționa, vastele rețele comerciale feniciene  aveau nevoie de ample operațiuni de contabilitate și de o corespondență susținută cu partenerii. În jurul anului 1500 î.Hr., locuitorii Feniciei au creat un alfabet consonantic care era mult mai ușor de învățat decât sistemele de scriere complexe folosite în Egipt și Mesopotamia. La scurt timp, comercianții și negustorii fenicieni au răspândit noul alfabet în întreaga regiune.Diferite inscripții feniciene au fost descoperite în situri arheologice de pe teritoriul unor foste orașe și colonii ale acestei civilizații în întreg bazinul mediteranean, în cetăți precum Byblos (în Libanul astăzi) sau Cartagina, în Africa de Nord.

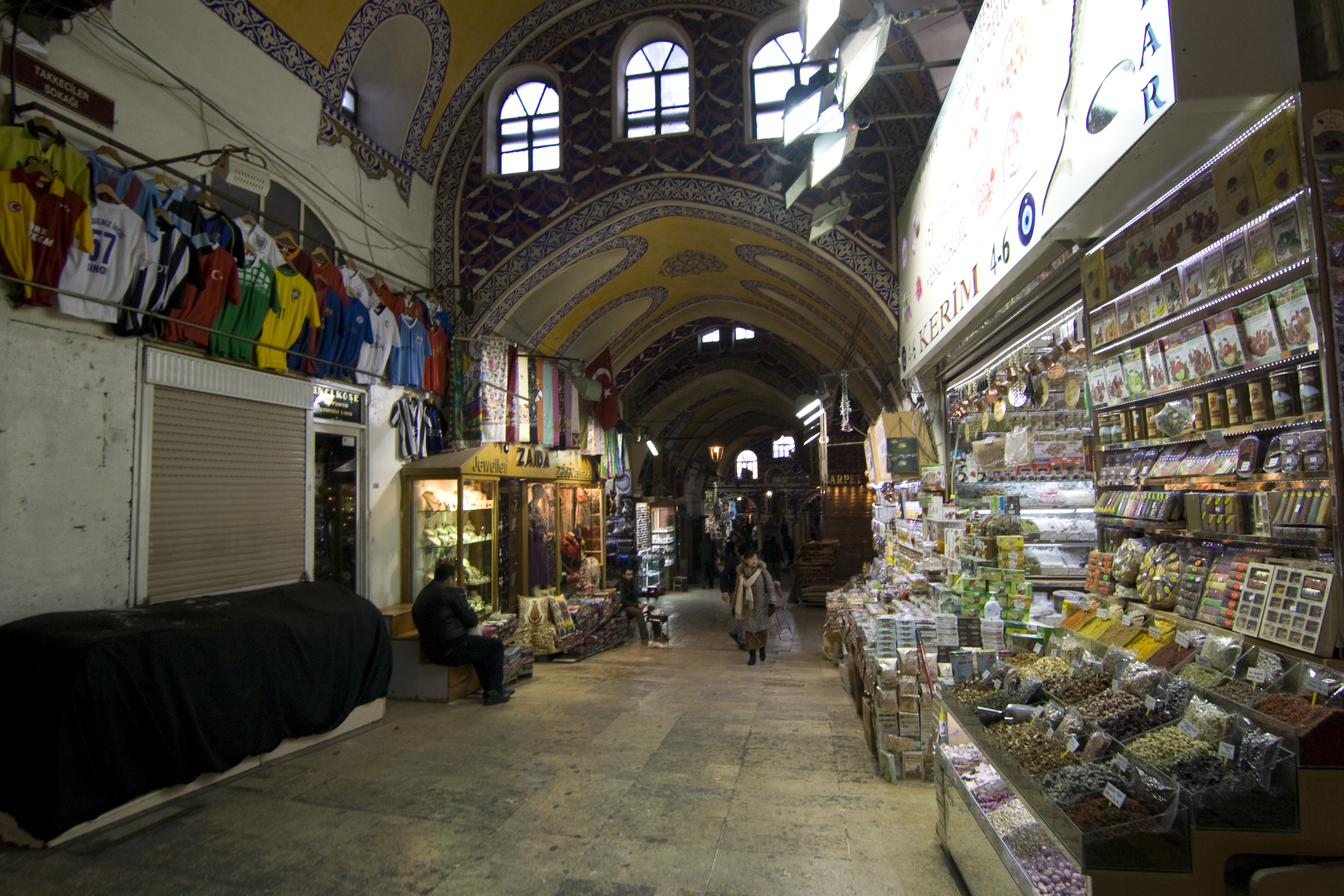
Marele Bazar din Istanbul (interior). Înființat în 1455, este considerat cea mai veche piață acoperită aflată în funcțiune fără oprire până în prezent

În lumea greco-romană, piețele deserveau în principal populația locală. Producătorii locali, care, în general, erau săraci, vindeau mici cantități din surplusul de producție din propriile gospodării și cumpărau mici echipamente agricole, dar și unele obiecte de valoare pentru casele lor. Negustorii se prezentau direct la porțile marilor producători, precum locuitorii cu stare, care dețineau domenii, astfel încât aceștia din urmă nu aveau de ce să meargă la piață. Moșierii foarte bogați se ocupau ei înșiși de distribuția produselor proprii, care putea implica chiar și operațiuni de import-export. Documentele antice, dar și investigațiile arheologice au scos la iveală numeroase detalii despre operațiunile de export din antichitate. Romanii preferau să cumpere bunuri doar din anumite locuri: stridii din Londinium, scorțișoară de la un anumit munte din Arabia etc., iar aceste preferințe geografice au stimulat comerțul în întreaga Europă și în zona Orientului Mijlociu. Piețele erau și centre importante pentru viața socială.
Ascensiunea comerțului cu amănuntul și a tehnicilor de marketing a fost studiată intens în cazul Angliei și Europei, dar există relativ puține informații despre dezvoltarea acestor activități în alte arii geografice. Cu toate acestea, studii recente au arătat că sisteme timpurii de comerț cu amănuntul au apărut foarte devreme și în China. În anul 200 î.Hr. chinezii foloseau deja ambalarea, iar produsele purtau mărci care precizau numele familiei producătoare, locul de proveniență sau calitatea mărfii. Între anii 600-900 d.Hr., folosirea mărcilor pe produse era obligatorie conform reglementărilor administrative. Eckhart și Bengtsson au arătat că în perioada Dinastiei Song (960-1127) societatea chineză trăia într-o o cultură de consum, în care până și cumpărătorii obișnuiți,  nu doar elitele, își permiteau să consume bunuri la un nivel ridicat. Dezvoltarea culturii de consum a favorizat investițiile în imaginea companiei și practica etichetării, dar și apariția mărcilor simbolice, stimulând primele măsuri de protejare a mărcilor proprii și de creare a unor concepte sofisticate de marcă. 

### Comerțul cu amănuntul în Europa medievală

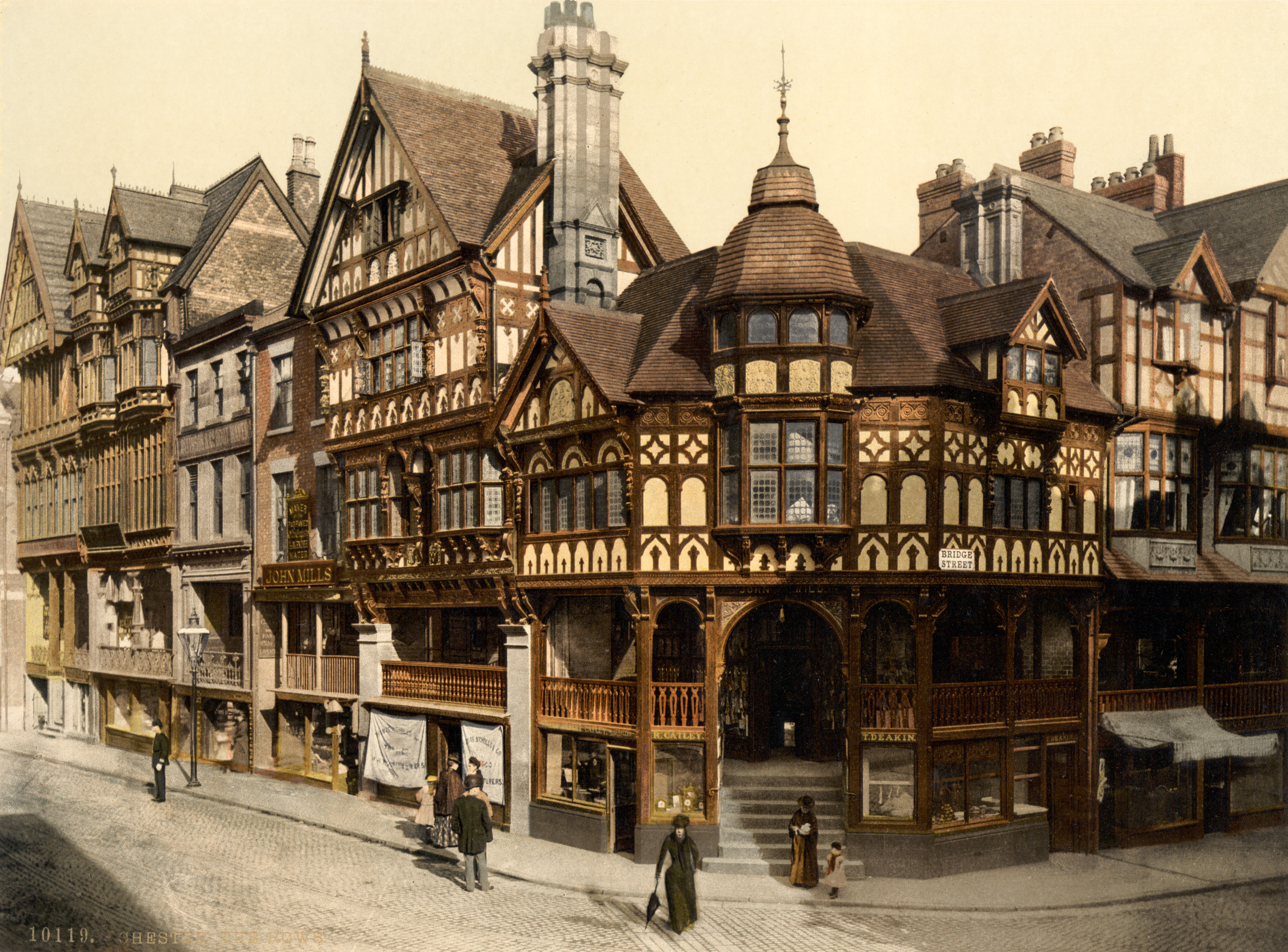
The Row, Chester, Cheshire, Anglia, c. 1895; o galerie comercială medievală unică

În Anglia și Europa medievale se găseau puține magazine; în schimb, cumpărătorii mergeau în atelierele negustorilor, unde negociau direct cu aceștia. În Londra secolului al XIII-lea se știa despre existența negustorilor de mărunțișuri și despre marfa pe care aceștia o vindeau: „diverse mărunțișuri, precum și condimente și medicamente”. Peștele și alte mărfuri perisabile erau vândute însă prin intermediul piețelor, tarabagiilor, vânzătorilor itineranți, negustorilor de stradă sau al altor tipuri de furnizori ambulanți.
În secolul al XIII-lea, în orașele mai populate, au început să apară primele magazine. Galeria comercială medievală din Chester a reprezentat o inovație majoră care a atras cumpărători din mai multe zone învecinate. Cunoscută sub denumirea de „The Rows” („rânduri”, „șiruri”),  acestă galerie comercială medievală este considerată prima de acest fel din Europa. Ruinele galeriei din Chester, despre care se crede că datează de la mijlocul secolului al XIII-lea, pot fi găsite și astăzi în Cheshire. În secolele XIII-XIV, a fost înființată o altă galerie cu câteva magazine, pe strada Drapery Row din Winchester. Apariția numelor de străzi precum „Drapery Row” („rândul țesătorilor”), „Mercer’s Lane” („calea merceriilor”) și „Ironmonger Lane”(„calea ferarilor”) în perioada medievală sugerează că magazinele deveneau din ce în ce mai comune.

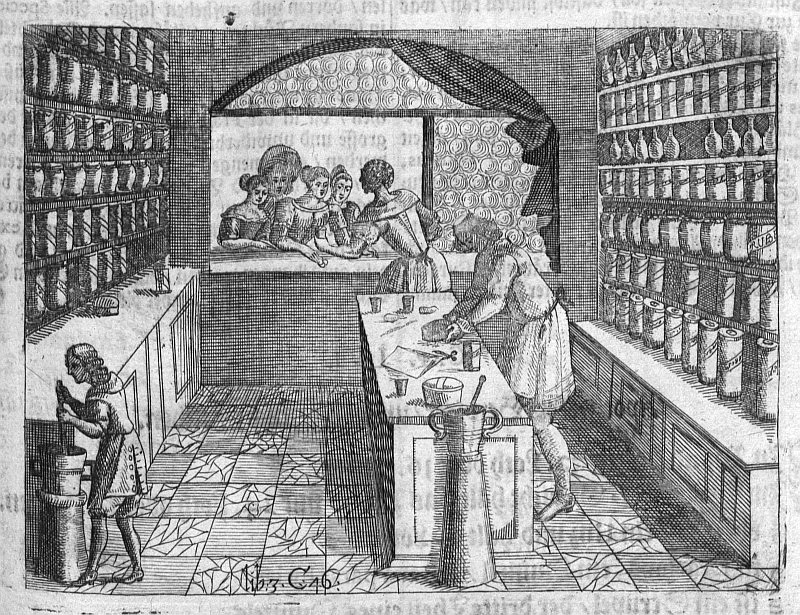
Un magazin tipic din secolul al XVII-lea, clienții fiind serviți printr-o fereastră care dădea direct în stradă

Magazinele medievale aveau puține lucruri în comun cu cele din ziua de astăzi. Până la sfârșitul secolului al XVI-lea, magazinele londoneze erau descrise drept  „tarabe rudimentare”, iar despre vânzători se spunea că „răcneau la fel de tare ca vânzătorii ambulanți”. Cox și  Dannehl afirmă că experiența cumpărătorului era foarte diferită. Din cauza lipsei ferestrelor transparente, care erau rare în secolul al XVII-lea și au devenit populare abia în secolul al XVIII-lea, magazinele erau întunecoase. Produsele erau rareori expuse publicului, iar tejgheaua era practic inexistentă. Cumpărătorii nu aveau posibilitatea de a testa marfa înainte de a o cumpăra. Multe magazine aveau o fereastră de la care serveau clienții direct în stradă. 
În afara orașelor mari, cele mai multe produse consumabile erau achiziționate din piețe sau târguri. Piețele erau organizate zilnic în orașele mai populate și săptămânal în zonele rurale cu o densitate mai scăzută a populației. În piețe se vindeau produse proaspete: fructe, legume, produse de panificație, carne, păsări, pește și alte produse gata preparate, pe când târgurile erau organizate în mod periodic și aproape întotdeauna asociate cu un festival religios. 
Târgurile vindeau produse neperisabile, cum ar fi uneltele agricole, produsele de uz casnic, mobilierul, covoarele sau ceramica. Piețele din orașe erau numeroase în peisajul european medieval, în vreme ce comercianții ambulanți aprovizionau zonele mai puțin populate sau districtele greu accesibile. Vânzătorii ambulanți și alți furnizori au continuat să își desfășoare activitatea de-a lungul secolelor, implementând alte tipuri de vânzare cu amănuntul. Filosoful politic John Stuart Mill a comparat confortul oferit de piețe/târguri cu activitatea vânzătorilor ambulanți: 
„Apariția timpurie a târgurilor și piețelor a fost favorizată de faptul că nu era necesară existența unui agent intermediar, iar consumatorii și producătorii se puteau întâlni periodic. Această modalitate de comercializare era potrivită pentru multe articole, în special  pentru produsele agricole...  însă, nu era  convenabilă pentru clienții care aveau alte ocupații sau nu locuiau în imediata vecinătate... nevoile consumatorilor trebuiau să fie asigurate din timp, riscând să rămână nesatisfăcute pentru perioade mari. Astfel, înainte ca resursele societății să permită înființarea acestor piețe și târguri, sarcina satisfacerii cererii a fost pusă exclusiv pe umerii comercianților ambulanți: vânzătorul itinerant, care apărea în zonă o dată pe lună, era preferat în detrimentul târgului, care se organiza o dată sau de două ori pe an".

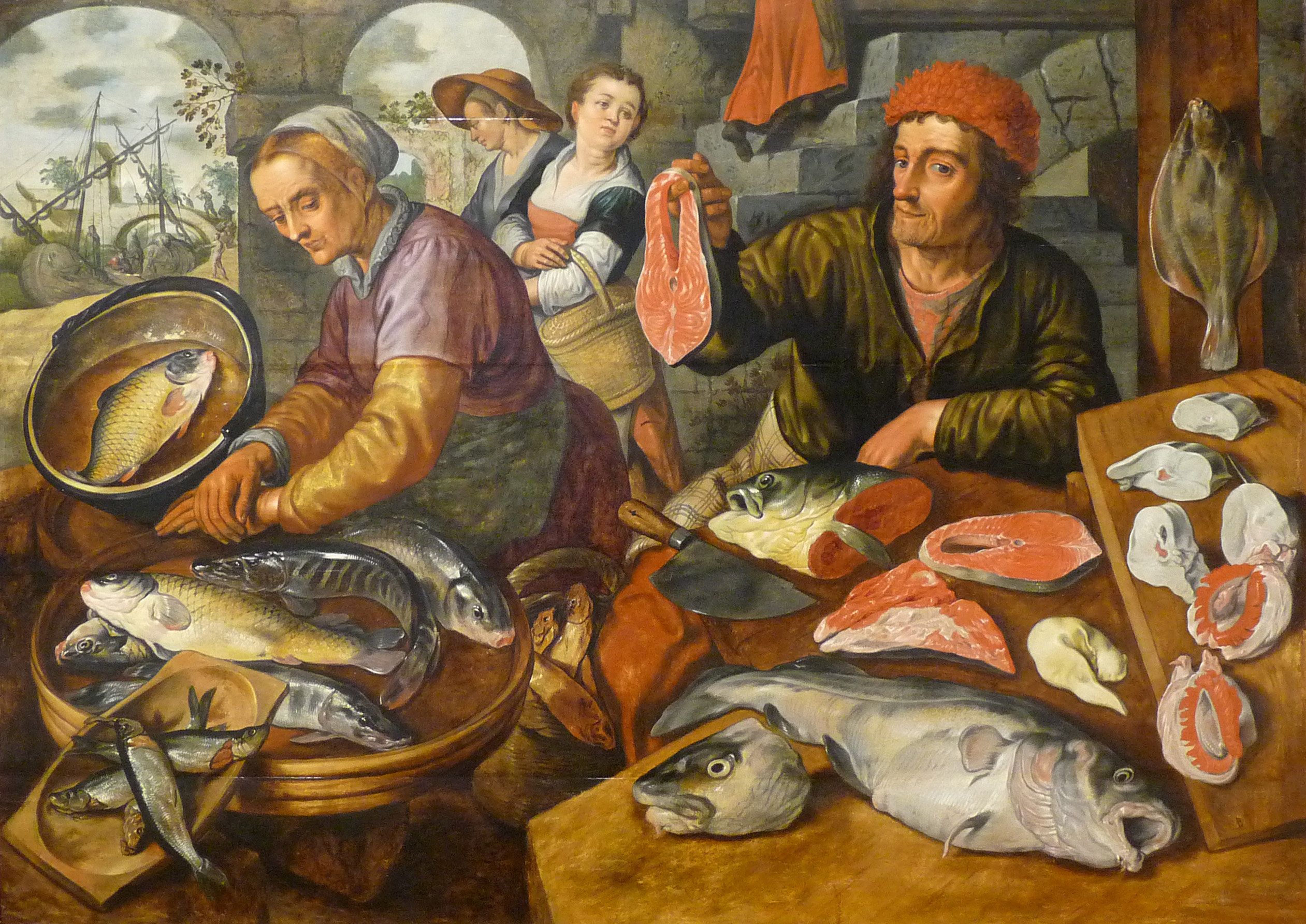
O piață de pește, pictură de Joachim Beuckelaer, cca. 1568

Blintiff a investigat primele rețele de târguri din Evul Mediu și sugerează că în secolul al XII-lea a avut loc o creștere exponențială a numărului acestora. Tot în aceeași perioadă au apărut rutele comerciale, întrucât negustorii adunau surplusul de marfă de la diferitele piețe din regiune și îl vindeau la rândul lor în orașele-târguri mai mari, centralizate. Construit în 1455, Marele Bazar din Istanbul este considerat cea mai veche piață din lume, aflată în funcțiune fără oprire până în zilele noastre. În secolul al XV-lea, piața populației Mexica (Azteci) din Tlatelolco era cea mai mare piață de pe teritoriul celor continentelor americane.
La scurt timp după apariție, orașele-târguri englezești au fost supuse unor reglementări. Monarhii englezi acordau lorzilor locali autorizații pentru crearea  piețelor și târgurilor în orașe sau sate. Aceste autorizații le ofereau lorzilor atât dreptul de a percepe taxe, cât și o oarecare protecție împotriva piețelor rivale. De exemplu, odată ce unei piețe autorizate îi erau aprobate anumite zile de funcționare, o piață rivală din apropiere nu putea funcționa în aceleași zile. În secolele XII-XVI o întreagă rețea de piețe autorizate s-a dezvoltat în Anglia, oferindu-le consumatorilor o gamă relativ mare de târguri pe care puteau să le frecventeze. Un studiu privind obiceiurilor de cumpărare ale călugărilor și ale altor categorii sociale din Anglia medievală sugerează că în această perioadă consumatorii dădeau dovadă de discernământ în alegerile făcute.  Deciziile de cumpărare se bazau pe anumite criterii, precum percepțiile cumpărătorilor cu privire la gama, calitatea și prețul produselor disponibile. Acești factori erau luați în calcul de consumatori atunci când alegeau de unde să cumpere produse și piețele care erau mai bune pentru ei.  În zilele noastre, comercianții și artiștii itineranți duc mai departe reputația acestor piețe istorice. 
Braudel  și Reynold au realizat un studiu sistematic privind orașele-tărguri europene în secolele XII-XV. Investigațiile acestora arată că în districtele regionale târgurile erau organizate o dată sau de două ori pe săptămână, în timp ce piețele deschise zilnic erau obișnuite în orașele mai mari. Cu timpul, magazinele permanente cu zile fixe de tranzacționare au început să înlocuiască piețele periodice. Lacunele din distribuție erau umplute de negustori ambulanți. Piața fizică era caracterizată de schimb, iar economia era caracterizată de comerțul local. Braudel susține că în anul 1600 bunurile călătoreau pe distanțe relativ scurte: grâne 8-16 km, vite 65-112 km, lână și țesături din lână 32-65 km. După perioada marilor descoperiri geografice, bunurile erau importate din ținuturi îndepărtate - stamba venea din India, porțelanul, mătasea și ceaiul din China, mirodeniile din India și Asia de Sud-Est, iar tutunul, zahărul, romul și cafeaua din Lumea Nouă.
În 1711 eseistul englez Joseph Addison descria astfel originea exotică a produselor disponibile în societatea engleză:
„Corăbiile noastre sunt încărcate cu recolta fiecărui climat. Mesele ne sunt aprovizionate cu mirodenii, uleiuri și vinuri. Avem camerele decorate cu lucrătura meșterilor japonezi și pline cu piramide din China. Păhărelul nostru de dimineață vine din cele mai îndepărtate colțuri ale lumii. Ne alinăm suferințele trupului cu spițerii din America și ne odihnim în baldachine din India. Prietenul meu, Sir Andrew, spune că grădinile noastre sunt chiar podgoriile Franței. Răsadnițele noastre sunt Insulele Moluce. Persanii ne țes mătasea, iar chinezii sunt olarii noștri. Într-adevăr, Mama Natură ne oferă minimul necesar supraviețuirii, dar comerțul ne oferă o mai mare varietate de lucruri folositoare, în același timp punându-ne la dispoziție tot ceea ce este comod și ornamental".
Luca Clerici a realizat un studiu detaliat privind piața de alimente din  Vicenza din secolul al XVI-lea. Acesta a descoperit că existau foarte multe tipuri de „revânzători” care activau in piețe. Spre exemplu, în comerțul cu lactate, brânzeturile și untul erau vândute de membrii a două bresle producătoare (din care făceau parte negustorii de brânzeturi care erau proprietari de magazine), de așa-numiții „revânzători” (negustori ambulanți care ofereau spre vânzare o gamă largă de produse) și de alți vânzători care nu făceau parte din vreo breaslă. Magazinele negustorilor de brânzeturi se aflau la primărie și erau foarte profitabile. Revânzătorii și vânzătorii direcți au crescut numărul de actori de pe piață, astfel mărindu-se și concurența, în avantajul consumatorilor. Vânzătorii direcți care aduceau produse din zona rurală din apropiere își vindeau marfa în piața centrală și aveau prețuri mult mai mici decât negustorii de brânzeturi.

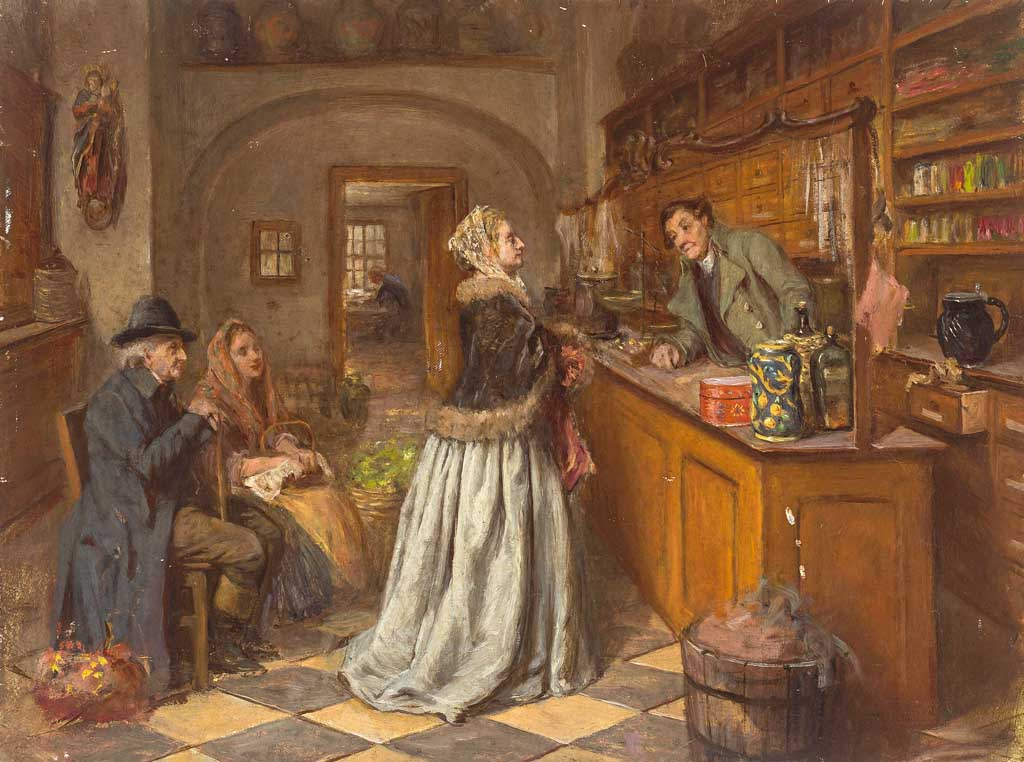
Servirea la tejghea a fost o inovație în secolul al XVIII-lea

### Comerțul cu amănuntul în secolele al XVII-lea, al XVIII-lea și al XIX-lea
În secolul al XVII-lea, magazinele permanente cu un program obișnuit de tranzacționare au început să înlocuiască piețele și târgurile, devenind principalele puncte de vânzare cu amănuntul. Comercianții de provincie erau activi în aproape toate piețele orășenești din Anglia. Acești comercianți vindeau produse generale într-o manieră asemănătoare  magazinelor de cartier sau a celor universale. De exemplu, William Allen, un negustor de mărunțișuri din Tamworth care a decedat în anul 1604, vindea mirodenii, dar și blănuri și țesături. William Stout din Lancaster vindea zahăr, tutun, cuie și prune uscate, atât în magazinul său, cât și în piețele centrale. Autobiografia acestuia ne dezvăluie că își petrecea cea mai mare parte a timpului pregătindu-și produsele pentru a fi vândute în piața centrală, care aducea un flux constant de clienți în oraș. 
Pe măsură ce numărul lor a crescut, magazinele au început să se schimbe. Activitățile specifice magazinelor moderne, inexistente în secolul al XVI-lea și începutul secolului al XVII-lea, au determinat apariția unor amenajări interioare asemănătoare cu cele din magazinele moderne. Până în secolul al XVIII-lea nu existau tejghele, vitrine, scaune, oglinzi, cabine de probă etc., însă o serie de inovații din domeniu de la sfârșitul secolului al XVII-lea și începutul secolului al XVIII-lea le-au oferit clienților posibilitatea de a căuta printre mărfurile expuse și de a intra în contact direct cu produsele.

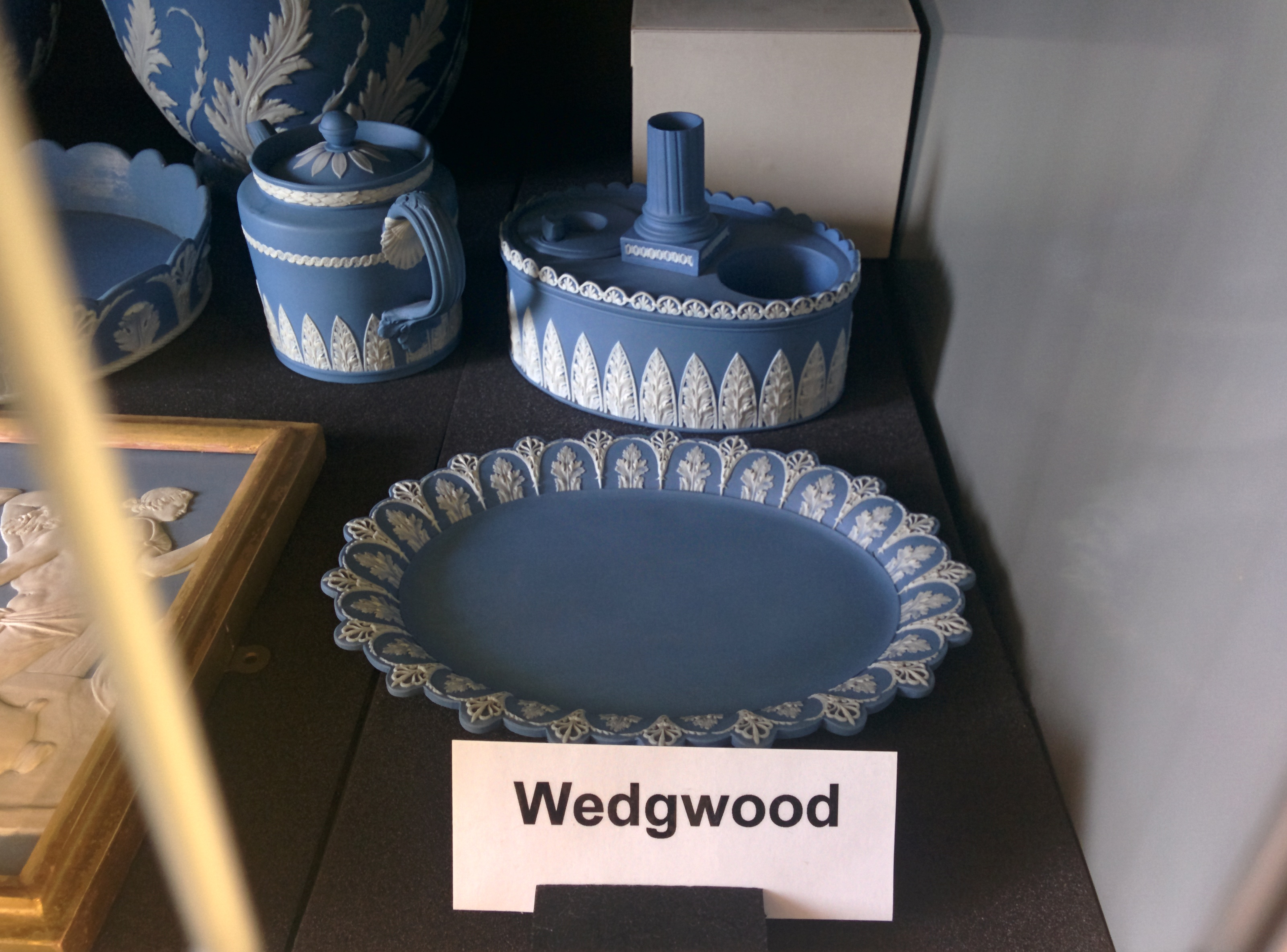
Josiah Wedgewood a fost unul dintre antreprenorii englezi care și-au amenajat vitrine de prezentare a produselor în propriile locuințe sau în spații închiriate

În afara marilor orașe metropolitane, doar un număr restrâns de magazine își permiteau să servească exclusiv un anumit tip de clientelă. Cu toate acestea, magazinele cu amănuntul au introdus treptat inovații prin care puteau separa clienții bogați de oamenii de rând. Una dintre tehnici presupunea amenajarea unei ferestre de la care clienții puteau fi serviți direct în stradă. Acest lucru a făcut posibilă vânzarea de bunuri oamenilor obișnuiți, fără ca aceștia să fie încurajați să intre în magazin. O altă soluție la modă la sfârșitul secolului al XVI-lea a fost aceea de a invita clienții preferați într-o încăpere din spatele magazinului, unde mărfurile erau expuse permanent. O altă tehnică apărută cam în aceeași perioadă era amenajarea unei vitrine cu produse chiar în locuințele comercianților, pentru a fi expuse clienților bogați. Samuel Pepys, de exemplu, scria în anul 1660 că a fost invitat în casa unui comerciant cu amănuntul pentru a vedea o rindea de lemn. Întreprinzătorii englezi din secolul al XVIII-lea Josiah Wedgewood și Matthew Boulton obișnuiau să expună mărfuri în vitrine extravagante amenajate în propriile locuințe sau în spații închiriate. 
Savitt susține că în secolul al XVIII-lea comercianții americani care lucrau ca importatori și exportatori au început să se specializeze fie în comerțul cu ridicata, fie în comerțul cu amănuntul. Aceștia evitau să se axeze numai pe anumite tipuri de mărfuri, preferând să tranzacționeze în calitate de comercianți generali care propuneau o gamă largă de tipuri de produse. Acești negustori își desfășurau activitatea în orașele mari, unde, de cele mai multe ori, dispuneau de un nivel de finanțare a creditelor mai ridicat pentru tranzacțiile cu amănuntul.

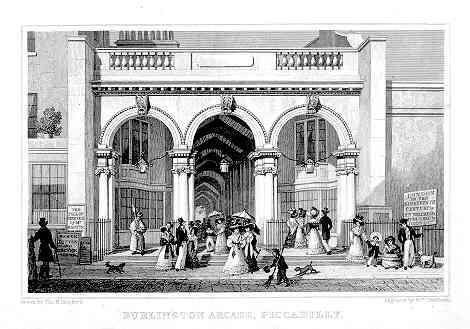
Intrarea în Burlington Arcade din strada Piccadilly în 1827-28

La sfârșitul secolului al XVIII-lea,  atât în Europa, cât și la polul opus, în Australia și Noua Zeelandă, au început să apară tot mai multe pasaje sau galerii comerciale. Acestea erau spații acoperite în care își desfășurau activitatea mai mulți comercianți. De regulă, acoperișul era construit din sticlă pentru a permite luminii naturale să pătrundă în interior și pentru a reduce nevoia de lumânări sau de iluminare electrică. Arhitectul Bertrand Lemoine a descris perioada 1786-1935 drept l’Ère des passages couverts (era pasajelor acoperite). Propunându-și să atragă membrii rafinați ai clasei de mijloc, comercianții puneau la vânzare bunuri de lux la prețuri destul de mari. Cu toate acestea, prețurile nu au reprezentat niciodată un impediment pentru clienți, deoarece pentru aceștia noile galerii au devenit locuri foarte potrivite pentru a face cumpărături și pentru a se face remarcați. Pasajele le ofereau cumpărătorilor promisiunea unui spațiu închis situat departe de haosul străzilor zgomotoase și murdare, un spațiu cald și uscat, ferit de vreme rea, dar și un refugiu în care puteau să socializeze și să își petreacă timpul liber. Pe măsură ce mii de pasaje acoperite cu sticlă s-au răspândit în Europa, acestea au devenit mai grandioase și mai bogat ornamentate. La mijlocul secolului al XIX-lea, galeriile deveniseră  centre importante destinate modei și vieții sociale. În secolul al XIX-lea, plimbarea prin aceste pasaje era un mod popular de petrecere a timpului liber pentru o clasă de mijloc aflată în plină dezvoltare. Ghidul turistic ilustrat al Parisului din 1852 sublinia farmecul arcadelor în următoarea descriere:
„Am menționat în mod repetat pasajele care se deschid spre bulevardele interioare amintite anterior. Aceste  arcade, o invenție recentă în materie de lux industrial,  sunt niște galerii cu acoperiș de sticlă și pereți de marmură, care se întind de-a lungul mai multor blocuri de locuințe. Proprietarii acestora s-au asociat pentru aceste întreprinderi. Înșiruite pe ambele laturi ale acestor pasaje luminate de sus, se găsesc cele mai elegante magazine. Galeriile sunt un adevărat oraș, o lume în miniatură, în care clienții vor găsi toate lucrurile de care au nevoie".

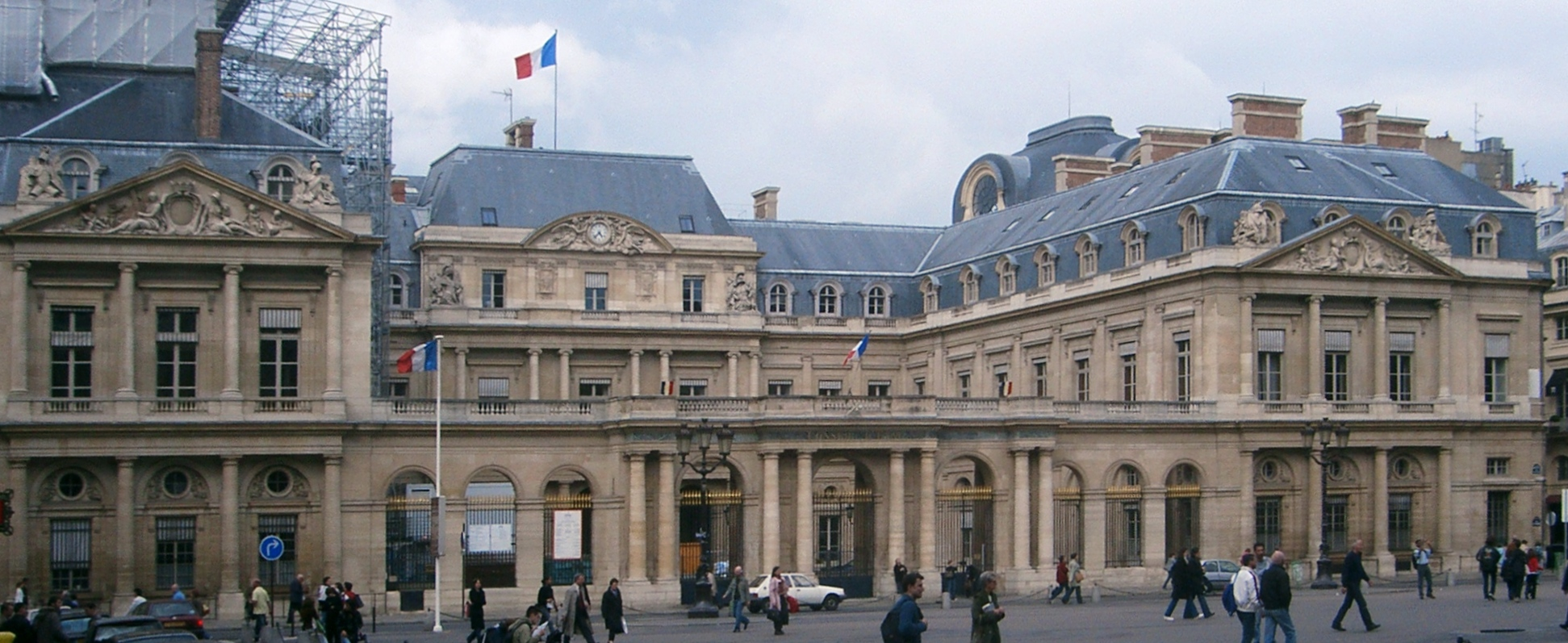
Intrarea în Palais-Royal

Deschis publicului în 1784, Palatul Royal din Paris a devenit una dintre cele mai importante piețe de desfacere din acest oraș și este considerat primul exemplu de galerie comercială. Palatul Royal era un complex de grădini, magazine și zone de divertisment aflate la parter de-a lungul corpurilor clădirii, sub coloanele originale. Zona se lăuda cu aproximativ 145 de magazine, cafenele, saloane de artă, saloane de coafură, librării, muzee, numeroase chioșcuri cu răcoritoare și două teatre. Magazinele erau specializate în vânzarea unor articole de lux, precum bijuteriile, blănurile, tablourile sau mobila, fiind special concepute pentru a-i atrage pe cei bogați. Comercianții care își desfășurau activitatea la palat au fost printre primii din Europa care au renunțat la troc și au adoptat prețuri fixe, scutindu-și astfel clientela de agitația produsă de sistemul schimbului de mărfuri. Magazinele erau prevăzute cu geamuri mari la exterior, care le permiteau membrilor clasei de mijloc să se uite la vitrine și să viseze chiar și atunci când nu își puteau permite produsele scumpe de acolo. Astfel, Palatul Royal a devenit unul dintre primele exemple ale unui nou stil de galerie comercială, frecventat atât de aristocrație, cât și de clasele de mijloc. Acesta a devenit cunoscut drept un loc în ale cărui saloane, cafenele și librării se puteau purta conversații sofisticate, dar și ca un loc frecventat de soldați în permisie și prostituate, multe dintre acestea având chiar apartamente închiriate în clădire. Galeriile Burlington (Burlington Arcade) din Londra, deschise în 1819, s-au impus de la bun început drept un loc elegant și exclusivist. Printre alte galerii notabile din secolul al XIX-lea se numără Les Galeries Royales Saint-Hubert din Bruxelles, inaugurate în 1847, Çiçek Pasaji din Istanbul, deschis în 1870 sau Galleria Vittorio Emanuele II din Milano, deschisă pentru prima dată în 1877. Galeriile comerciale au fost precursoarele centrelor comerciale moderne.

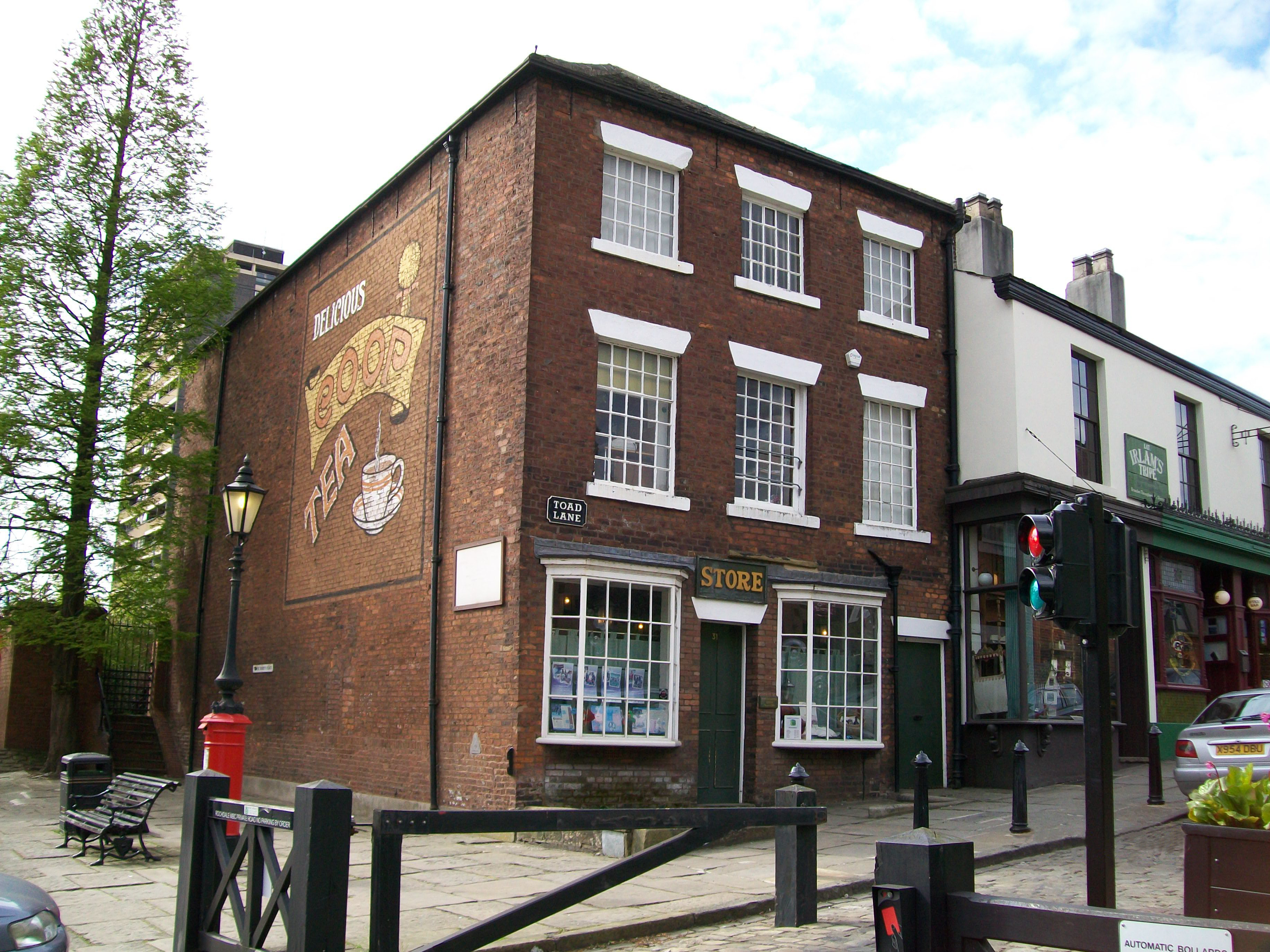
Magazinul din Toad Lane, Rochdale, Manchester, una dintre primele unități de tip cooperativă din Marea Britanie

În timp ce galeriile erau tărâmul burgheziei, un nou tip de întreprindere comercială a apărut pentru a servi nevoilor muncitorilor cu venituri mici. John Stuart Mill a scris despre apariția magazinului cu amănuntul de tip cooperativă, la care a asistat chiar el la mijlocul secolului al XIX-lea. Stuart Mill vorbește despre aceste cooperative ca parte dintr-o mișcare cooperativistă mai cuprinzătoare, care a căpătat o amploare deosebită în orașul industrial Manchester și în districtele Yorkshire și Lancashire. Economistul prezintă unul dintre magazinele de tip cooperativă din Rochdale, Manchester, Anglia: „În 1853, magazinul a achiziționat pe partea opusă a străzii un depozit (proprietate comună) în valoare de 745 de lire sterline, unde păstrează și comercializează rezervele de făină, carne macră, cartofi și produse asemănătoare”. De asemenea, Stuart Mill citează și un contemporan care a scris despre beneficiile cooperativei:
"Cumpărătorul și vânzătorul se întâlnesc ca prietenii, nu există nici exagerare de o parte, nici suspiciune de cealaltă. Acești oameni modești și muncitori, care până acum nu au consumat niciodată mâncare de calitate și nu au luat nicio cină mai acătării, care până nu demult purtau pantofi care se stricau și se umpleau de apă prea repede și haine făcute din cele mai proaste materiale, la fel ca soțiile lor, îmbrăcate în rochii de stambă foarte greu de curățat, își pot face astăzi cumpărăturile la magazin, ca milionarii și, în ceea ce privește puritatea alimentelor, pot spune că trăiesc ca lorzii".

### Comerțul cu amănuntul în perioada modernă

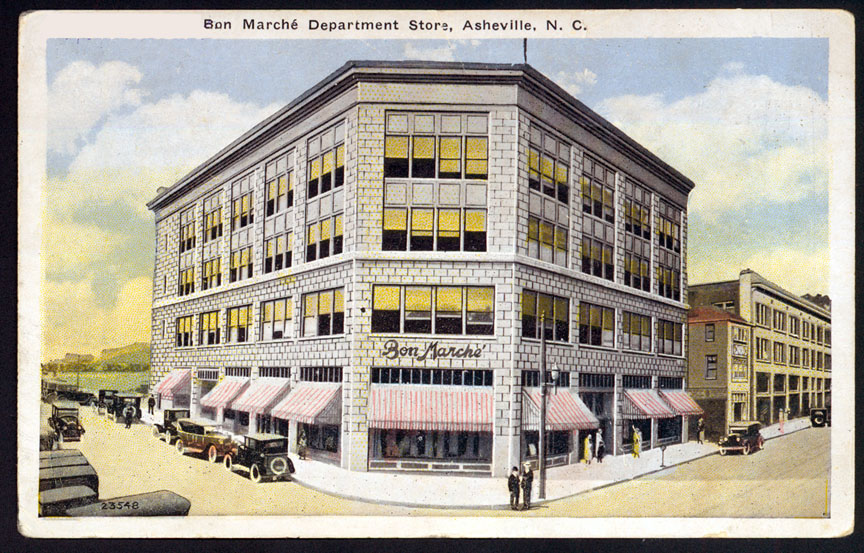
Centrele comerciale, ca Le Bon Marché din Franța, au apărut la mijlocul secolului al XIX-lea

Perioada modernă a comerțului cu amănuntul a început odată cu Revoluția industrială[43]. În metropole, centrele comerciale au apărut în a doua parte a secolului al XIX-lea și au schimbat pentru totdeauna obiceiurile cumpărătorilor, redefinind conceptele de serviciu și lux. Termenul de „centru comercial“ („department store” în engleză) este originar din America. În Anglia secolului al XIX-lea, aceste magazine mai erau cunoscute și ca depozite comerciale. Începând cu a doua jumătate a secolului al XIX-lea, un număr foarte mare de centre comerciale au fost deschise în America, Marea Britanie și Europa: Harrod’s în Londra în 1834; Kendall's în Manchester în 1836; Selfridges în Londra în 1909; Macy's în New York în 1858; Bloomingdale's în 1861; Sak's în 1867; J.C. Penney în 1902; Le Bon Marché în Franța în 1852 și Galeriile Lafayette în Franța în 1905. Alte inovații din secolul XX în domeniul comerțului cu amănuntul includ lanțurile de magazine, comanda prin poștă, marketingul multi-nivel  (vânzările în sistem piramidal sau rețele de vânzări, cca. 1920), vânzările-eveniment (cca. 1930) sau  comerțul electronic de tip B2C (business-to-consumer).
Multe dintre primele centre comerciale erau mai mult decât niște simple galerii comerciale: erau locuri în care cumpărătorii puteau să își petreacă timpul liber și să participe la activități distractive.  Unele centre comerciale ofereau săli de lectură, galerii de artă și concerte. Cele mai multe aveau cofetării sau  restaurante și dispuneau de „zone de tratament” pentru femeile care doreau să se răsfețe cu o manichiură. Prezentările de modă, care au apărut în America în 1907, au devenit un eveniment de bază în multe centre. De asemenea, celebritățile erau deseori invitate în aceste magazine pentru a crea o impresie bună. Evenimente tematice erau organizate pentru prezentarea unor mărfuri de pe țărmuri străine, oferindu-le cumpăratorilor posibilitatea de a cunoaște culturile exotice din Orient și Orientul Mijlociu.

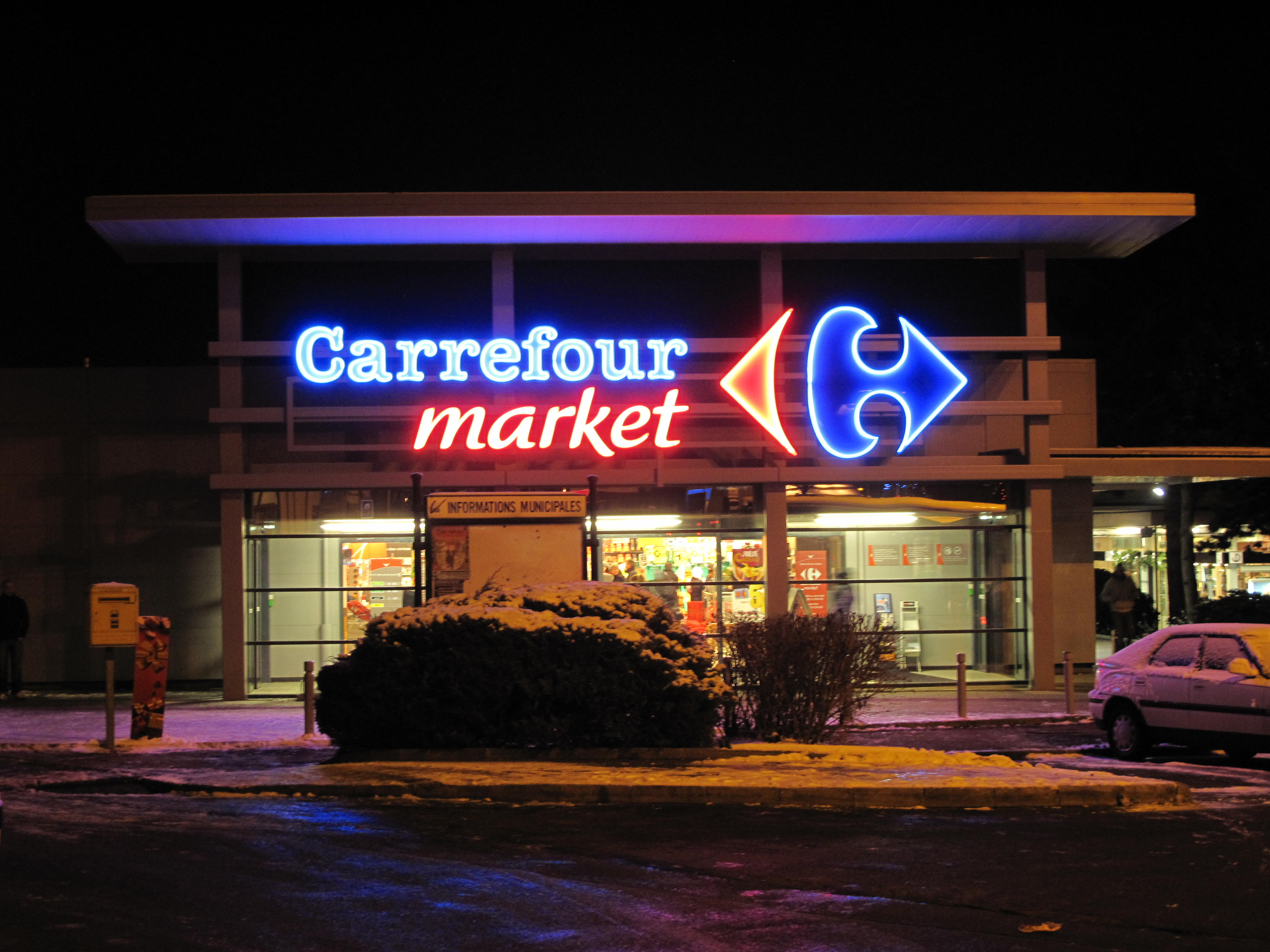
În 1963, Carrefour a deschis primul hypermarket în St Genevieve-de-Bois, în apropiere de Paris,

În această perioadă, comercianții cu amănuntul au conceput și elaborat practicile moderne de marketing din domeniu. Printre pionierii vânzărilor care au contribuit la practicile și metodele de marketing folosite în comerțul cu amănuntul se numără: A. T. Stewart, Potter Palmer, John Wanamaker, Montgomery Ward, Marshall Field, Richard Warren Sears, Rowland Macy, J.C. Penney, Fred Lazarus, frații Edward și William Filene sau Sam Walton.
Montgomery Ward este cunoscut drept inventatorul cataloagelor cu produse de vânzare și al sistemelor de comandă prin poștă. Primul lui catalog, publicat în august 1872, era o simplă foaie de 20 cm × 30 cm care conținea o listă cu 163 de produse și prețurile lor, alături de instrucțiuni privind felul în care puteau fi comandate scrise chiar de Ward. Comerciantul american a fost cel care, în 1875, a inventat sloganul „Satisfaction guaranteed or your money back“, care le oferea clienților posibilitatea de a returna și de a-și primi banii înapoi pentru produsele de care nu erau mulțumiți. 
Edward Filene, un susținător al abordării științifice în managementul comerțului cu amănuntul, a dezvoltat conceptul de Depozit cu reduceri automate. Deși magazinul lui Filene nu a fost primul depozit de produse la preț redus din America, principiul reducerilor automate a generat entuziasm și s-a dovedit a fi foarte profitabil. Conform planului lui Filene, marfa care nu era vândută în 30 de zile era oferită apoi la preț redus. După alte 12 zile, prețul era redus din nou cu 25%. Dacă nu se vindea după alte 18 zile, o altă reducere de 25% era aplicată. Marfa care nu era vândută timp două luni era oferită în scop caritabil. Filene a fost un pionier și în relațiile cu angajații. A instituit un program prin care o parte din profit le revenea angajaților, a stabilit un salariu minim pentru femei și o săptămână de lucru de 40 de ore, dar și asigurări de sănătate și concedii plătite. A jucat de asemenea un rol important în crearea Asociației Cooperative Filene, care „se poate să fi fost primul sindicat al angajaților din America”. Prin intermediul acestui canal,  Filene a reușit să poarte un dialog constructiv cu angajații săi în cadrul unor negocieri colective și al proceselor de arbirtaj.

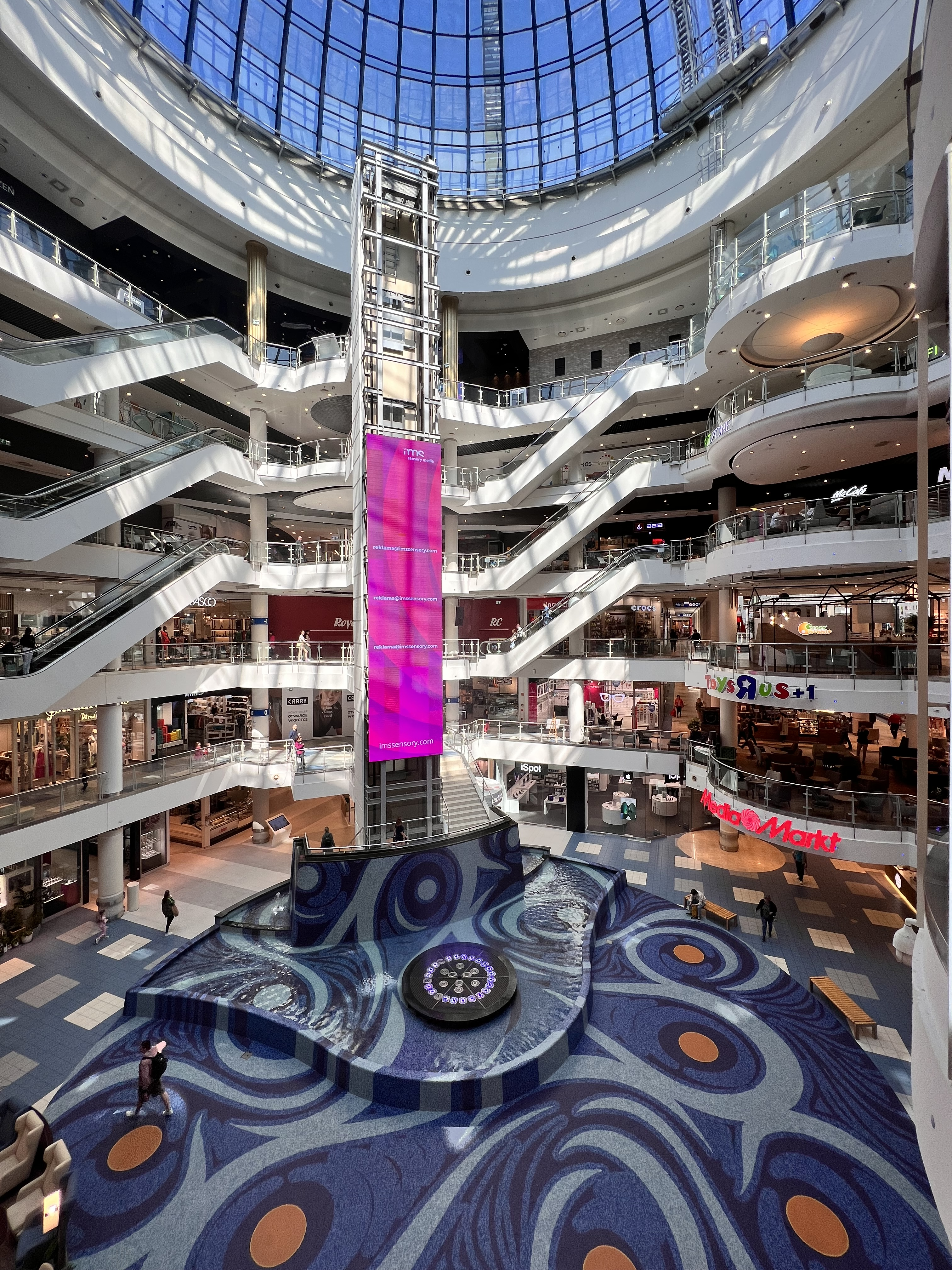
Mall din Varșovia, Polonia

Pe parcursul secolului XX, s-a remarcat tendința de a construi magazine din ce în ce mai mari. În S.U.A., mărimea medie a supermarketurilor a crescut de la 2880 de metri pătrați în 1991 la 4088 de metri pătrați în 2000. În 1963, Carrefour a deschis primul hipermarket în St Genevieve-de-Bois, lângă Paris, Franța. La sfârșitul secolului XX, magazinele au început să se prezinte drept „mega-magazine“ sau „magazine-depozit“, denumiri care reflectă faptul că dimensiunile lor erau din ce în ce mai mari. În Australia, de exemplu, cunoscutul lanț de magazine Bunnings a trecut de la magazinele mici (spații comerciale sub 5.000 de metri pătrați) la „magazinele-depozit“ (spații comerciale între 5.000 și 21.000 de metri pătrați) pentru a putea acoperi o varietate mai mare de produse, ca răspuns la creșterea numerică a populației și pentru că preferințele clienților erau în schimbare. Tendința de a mări spațiile comerciale nu a fost aceeași peste tot în lume, iar la începutul sec. XXI acest fapt a creat un număr de metri pătrați pe cap de locuitor de două ori mai mare în Statele Unite față de Europa. 
Pe măsură ce secolul XXI ia contur, există indicii care sugerează că magazinele tradiționale simt tot mai acut presiunea vânzărilor online, iar reducerea dimensiunilor acestora este inevitabilă.

## Strategii de vânzare cu amănuntul

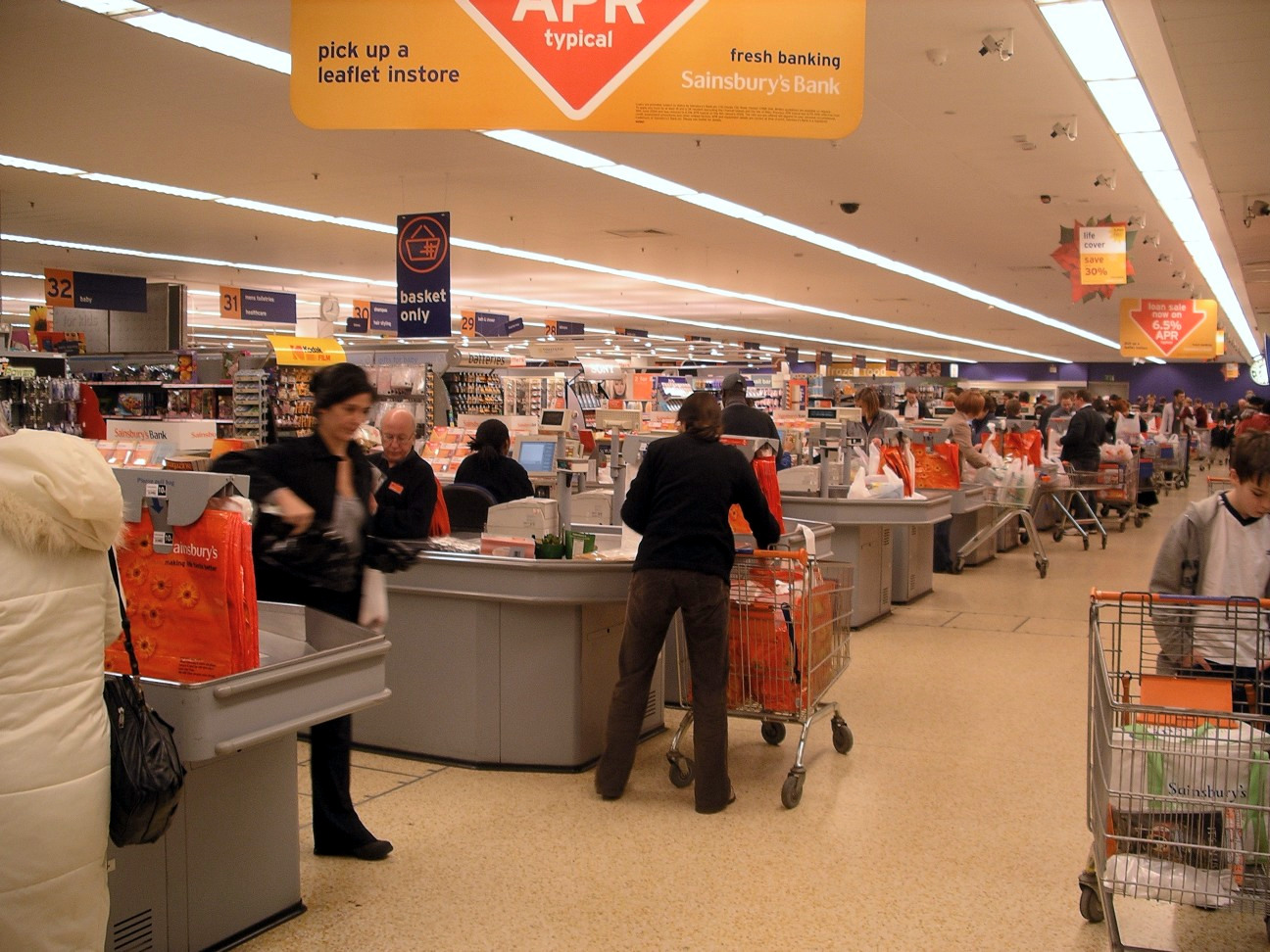
Comercianții cu amănuntul iau numeroase decizii strategice – tipul de magazin ales, piața deservită, sortimentul de produse și serviciile pentru clienți oferite

Deosebirea dintre deciziile strategice și cele manageriale este utilizată în mod normal pentru a distinge „două etape ce au obiective diferite și sunt bazate pe instrumente conceptuale diferite. Planificarea strategică vizează alegerea politicilor care au ca scop îmbunătățirea poziției competitive a firmei, luând în considerare provocările și oportunitățile propuse de mediul concurențial. Pe de altă parte, deciziile manageriale sunt axate pe punerea în aplicare a unor obiective specifice”.
În comerțul cu amănuntul, planul strategic este conceput pentru a stabili viziunea companiei și pentru a le oferi factorilor de decizie o serie de repere privind felul în care în care ansamblul produselor și serviciilor oferite va spori satisfacția clienților. În cadrul procesului de planificare strategică analiștii realizează, în mod normal, o analiză detaliată a mediului de afaceri, care urmărește identificarea  tendințelor și oportunităților din mediul concurențial, mediul de piață, mediul economic și cel al reglementărilor legal-politice. Strategia de vânzare cu amănuntul este concepută de obicei la fiecare 3-5 ani de către directorul executiv al companiei.

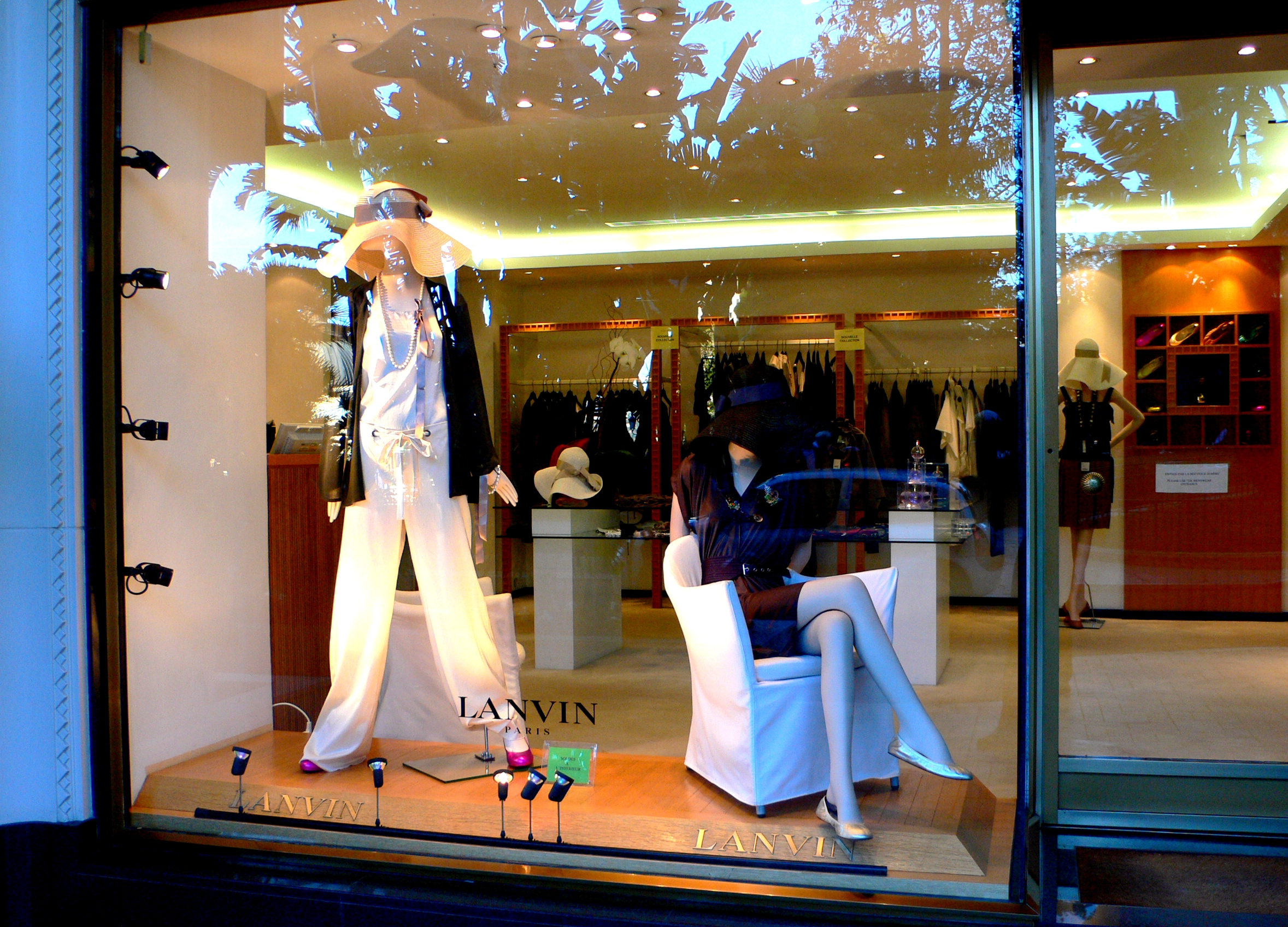
Detailistul ia în considerare, de asemenea, poziția strategică generală și imaginea companiei

În comerțul cu amănuntul, analiza strategică include, în general, următoarele elemente:
* Analiza pieței
Dimensiunea și starea pieței, concurența, atractivitatea și tendințele pieței
* Analiza clienților
Segmentarea pieței, profilul demografic, geografic și psihografic, valorile și atitudinile, comportamente de cumpărare, preferințele de marcă, analiza nevoilor și dorințelor, comportamente media
* Analiza internă
Abilitățile angajaților, capacitatea tehnică, resursele financiare, abilitatea de a genera economii de scară sau economii de gamă, relațiile comerciale, reputația, poziționarea, performanțele anterioare
* Analiza concurenței
Disponibilitatea înlocuitorilor, punctele forte și punctele slabe ale competitorilor, inventarierea percepțiilor, tendințele concurenței
* Analiza sortimentului de produse

Vânzări pe metru pătrat, rulajul stocurilor, profitul pe linie de produse
* Analiza canalelor de distribuție
Termenul de execuție între plasarea comenzii și trimiterea ei, costuri cu distribuția, costuri cu  intermediarii
* Evaluarea aspectelor economice ale strategiei
Analiza cost-beneficiu a activităților planificate
La finalizarea analizei, comercianții de detail ar trebui să aibă o imagine clară despre grupurile de clienți pe care ar trebui să le vizeze activitățile de marketing. Studiile de specialitate arată că există o corelație puternică între poziționarea magazinului și situația socio-economică a consumatorilor. Mai mult, strategia comercială, cuprinzând și calitatea serviciilor, prezintă o asociere importantă și pozitivă cu fidelitatea clienților. Strategia comercială trebuie să sublinieze într-un mod eficient toate aspectele cheie ale grupului țintă de consumatori, incluzând date demografice și preferințele acestora. Pe o piață cu o competitivitate mare, strategia comercială are în vedere sustenabilitatea pe termen lung, concentrându-se pe relațiile cu clienții și evidențiind importanța valorii adăugate și a satisfacției clientului. 

## Mixul de marketing în comerțul cu amănuntul

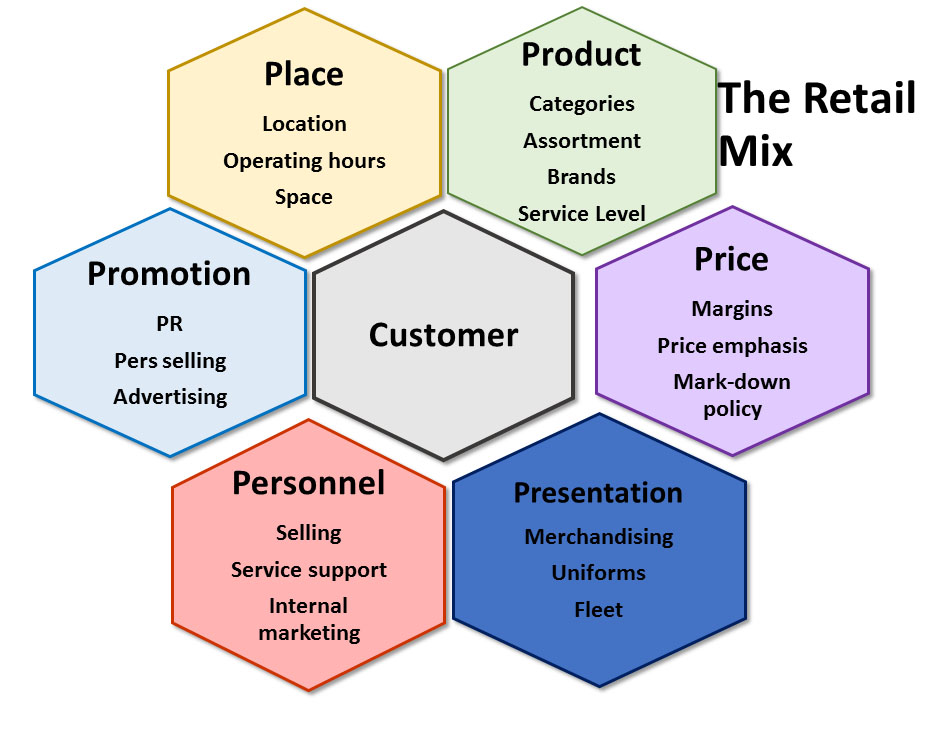
Mixul de marketing în comerțul cu amănuntul sau „Regula celor 6 P”

Vezi și managementul produselor; mix de marketing; preț
Odată ce au stabilit planul strategic al afacerii, managerii din domeniul comerțului de detail își îndreaptă atenția asupra aspectelor manageriale ale planificării. Mixul de marketing specific întreprinderilor de comerț cu amănuntul este elaborat cu scopul de a coordona deciziile tactice de zi cu zi. Acesta are în vedere, de obicei. șase mari componente decizionale, și anume: produsele, deciziile privind plasamentul, promovarea, prețurile, personalul și prezentarea. Mixul de marketing folosit în comerțul de detail este bazat, în mare, pe cel folosit de obicei în marketing, fiind modificat pentru a corespunde domeniului comercial și fiind cunoscut drept Regula celor 6 P (vezi diagramă).

### Produsul
Vezi Managementul produselor
Deciziile majore legate de produs cu care se confruntă comerciantul au în vedere: sortimentul de produse (numărul și tipul de familii de produse și mărcile comerciale oferite spre vânzare); tipul de servire (de la contact direct cu clienții la autoservire) și disponibilitatea serviciilor de asistență (de exemplu condițiile acordării unui credit, servicii de livrare, servicii post-vânzare). Aceste decizii depind de analiza minuțioasă a pieței, cererii și concurenței, dar și a competențelor și expertizei comerciantului.

#### Sortimentul de produse

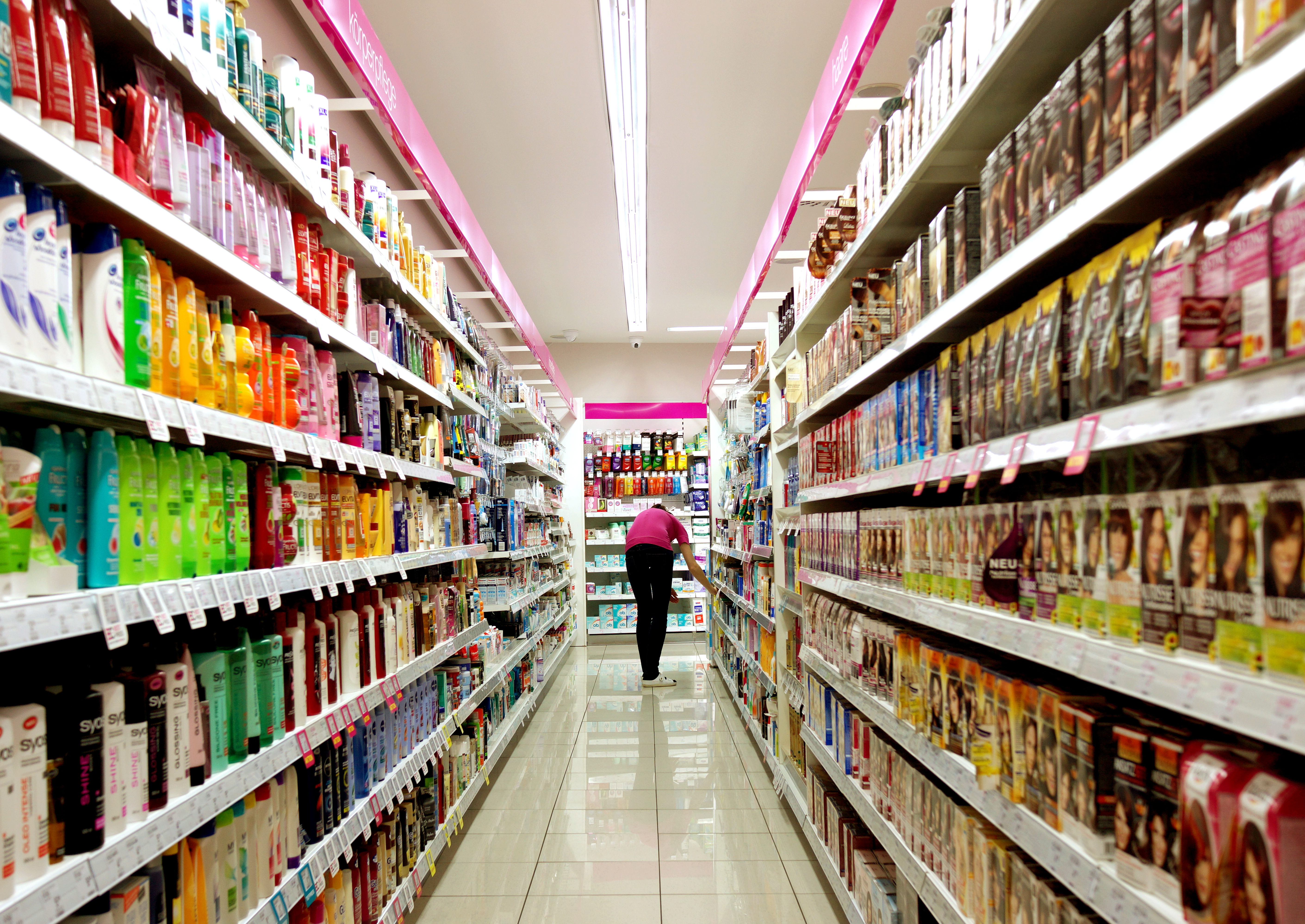
De obicei, un supermarket oferă un sortiment care cuprinde între 30.000 și 60.000 de produse diferite

Termenul de sortiment sau asortiment de produse se referă la combinația dintre lărgimea și profunzimea gamei de produse oferite. Principalele caracteristici ale asortimentului de produse al unei companii sunt:
(1) lungimea sau numărul liniilor de produse
numărul de produse diferite vândute de un magazin
(2) lărgimea sortimentului de produse
se referă la varietatea liniilor de produse pe care le oferă un magazin. Aceasta mai poartă 	numele de amploare a sortimentului de produse sau de lărgime a stocurilor de marfă sau a 	liniilor de produse.
(3) profunzimea sau numărul de produse diferite dintr-o linie de produse
numărul de variante ale aceluiași produs vândute de un magazin
(4) coerența
legătura dintre produsele comercializate într-un anumit mediu comercial.
Pentru un comerciant, cheia succesului poate fi găsirea unui echilibru între lărgimea și profunzimea sortimentului de produse oferit. Un supermarket obișnuit poate avea între 30.000 și 60.000 de linii de produse diferite (lungimea sortimentului), dar poate oferi până la 100 de tipuri de pastă de dinți diferite (profunzime). În general, magazinele de specialitate oferă mai puține linii de produse, chiar și numai 20, dar vor avea grijă să asigure o profunzime mai mare a acestor linii. De exemplu, Costco vinde 5.000 de linii de produse diferite, în timp ce Aldi asigură 1.400 de linii pe magazin.

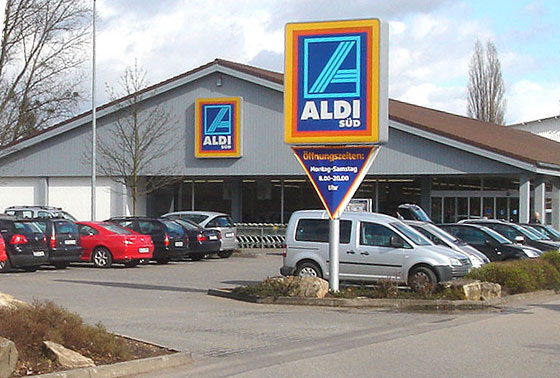
Comerciant de produse alimentare la preț redus, Aldi a redus cu succes numărul de linii de produse vândute la doar 1.400

Sortimentele largi le oferă consumatorilor numeroase beneficii, adică posibilitatea de a alege dintre mult mai multe produse și de a găsi produsul ideal. Totuși, pentru comerciant, un sortiment de mari dimensiuni implică costuri suplimentare în ceea ce privește evidența și inventarierea produselor sau stabilirea prețurilor, dar și mai multe riscuri de a înregistra pierderi cauzate de alterarea, uzura sau imposibilitatea vinderii stocurilor. Deținerea unui sortiment mai mare de produse expune comerciantul la riscuri mai mari legate de ritmul de vânzare a unor produse sau cota scăzută de vânzări pe metru pătrat de magazin. Pe de altă parte, reducerea numărului de linii de produse poate genera o reducere a costurilor grație rulajului mai mare obținut prin eliminarea liniilor greu de vândut și a situațiilor în care unele stocuri sunt epuizate, o reducere a costurilor asociate cu pierderile și inventarul, dar și obținerea unei cote mai mari de vânzări pe metru pătrat, care înseamnă că spațiul este utilizat într-un mod mai eficient.
Atunci când determină numărul de linii de produse pe care le va pune în vânzare, comerciantul trebuie să ia în considerare tipul de magazin, capacitatea fizică de depozitare, perisabilitatea produselor, rulajul estimat pentru fiecare linie precum și nevoile și așteptările consumatorului.

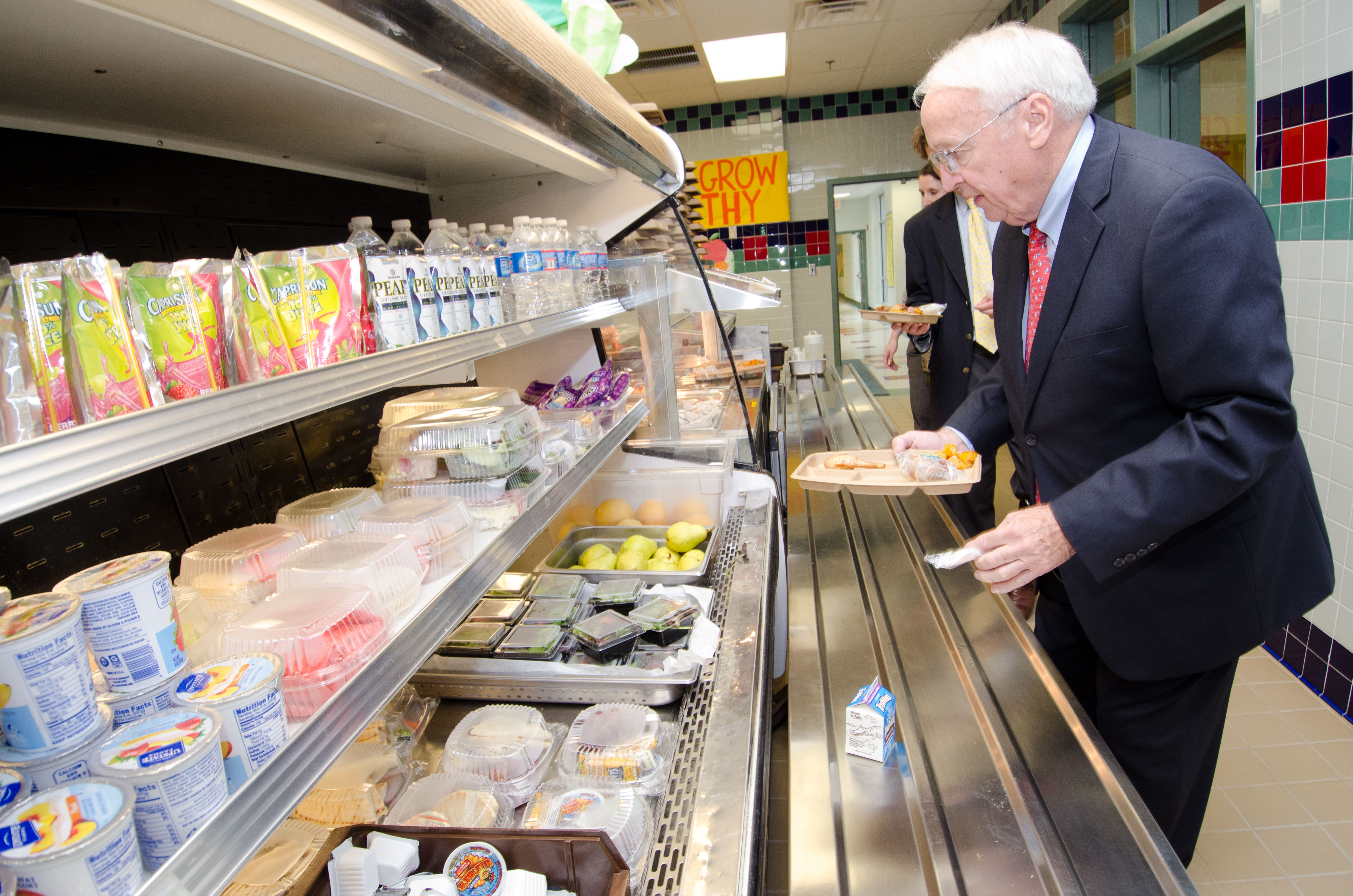
Autoservirea este o modalitate de a livra bunuri care presupune costuri reduse

#### Serviciile pentru clienți și servicii de asistență
Serviciile pentru clienți reprezintă “suma activităților și elementelor care le permit consumatorilor să primească lucrurile de care au nevoie sau pe care și doresc de la magazin”. Este foarte important ca asistentul de vânzări să întâmpine clienții și să fie mereu disponibil pentru a-i ajuta să găsească ceea ce le trebuie. Detailiștii sunt obligați să decidă dacă vor asigura servicii de asistență completă sau doar servicii minime în această privință, cum este cazul automatelor, care nu oferă practic nici un fel de asistență. În magazinele cu autoservire este nevoie doar de asistență de bază, în timp ce în majoritatea buticurilor și a magazinelor de specialitate asistența oferită ar trebui să fie completă. În plus, detailiștii trebuie să ia decizii cu privire la serviciile de suport, cum ar fi livrarea la domiciliu sau serviciile post-vânzare oferite clienților.
Serviciile oferite în cadrul comerțului cu amănuntul pot, de asemenea, să includă: oferirea de credite de consum, servicii de livrare, servicii de consultanță și înlocuire/retur, demonstrații privind calitățile/modul de funcționare a produselor, comenzi speciale, programe de fidelizare a clienților, oferirea de mostre pentru încercarea produselor și o serie de alte servicii de asistență. Magazinele încearcă deseori să ofere servicii de asistență individualizate, care să le diferențieze de cele oferite de alte puncte de desfacere. De exemplu, centrele comerciale pot oferi serviciile unui stilist sau ale unui consilier de modă pentru a-i ajuta pe clienți să își aleagă o garderobă elegantă pentru anotimpul următor, în timp ce magazinele mai mici le pot permite clienților să ia produsele acasă pentru o perioadă de probă, oferindu-le posibilitatea să încerce produsele înainte de a le achiziționa. Varietatea de servicii de asistență oferite este cunoscută drept tip de serviciu. Pe de o parte, punctele cu autoservire oferă puține servicii de asistență. La cealaltă extremă, magazinele cu servicii complete oferă o gamă largă de servicii personalizate pentru clienți, pentru a-i ajuta pe aceștia să aibă o experiență de cumpărare cât mai plăcută.
Atunci când ia decizii cu privire la serviciile pentru clienți, comerciantul  trebuie să mențină un echilibru între dorința clientului de a avea parte de servicii complete și disponibilitatea acestuia de a suporta costurile serviciilor de asistență oferite. Din punctul de vedere al costurilor implicate, autoservirea este o metodă avantajoasă de servire, atât timp cât comerciantul exploatează posibilitatea clienților de a îndeplini singuri majoritatea cerințelor legate de procesul de vânzare-cumpărare. Totuși, majoritatea clienților preferă servicii complete și sunt dispuși să plătească suplimentar pentru a beneficia de ele.
De obicei, rolul unui asistent de vânzări este acela de a întâmpina clienții, de a furniza informații despre produse și servicii, de a oferi sfaturi despre produsele disponibile în stocul curent, de a răspunde la întrebările clienților, de a finaliza tranzacțiile și, dacă este necesar, de a furniza serviciile post-vânzare necesare pentru a asigura satisfacția clienților. Pentru comercianți este extrem de important să pregătească personalul astfel încât acesta să dobândească abilitățile necesare pentru a le oferi clienților servicii excelente. Aceste abilități se pot referi la: cunoașterea produselor, gestionarea inventarului, gestionarea numerarului și a tranzacțiilor prin credit, gestionarea schimburilor de produse și a retururilor, relaționarea cu clienții dificili și, desigur, o cunoaștere detaliată a politicilor  magazinului. Furnizarea unor servicii de calitate pentru clienți creează multe oportunități pentru construirea unei relații de durată cu aceștia, care poate transforma clienții în surse de recomandare sau în avocați ai magazinului. Pe termen lung, serviciile de calitate le oferă companiilor o reputație solidă și le poate da acestora un avantaj concurențial. Serviciul clienți este esențial din mai multe motive. În primul rând, acesta contribuie la experiența generală a consumatorilor în ceea ce privește cumpărăturile. În al doilea rând, cercetările sugerează că o organizație care își pregătește angajații în mod adecvat în acest domeniu are mai multe beneficii față de companiile care nu implementează astfel de politici. Formarea personalului pentru oferirea de servicii implică instruirea acestuia privind metodele de servire a clientului care le pot aduce beneficii corporațiilor și întreprinderilor. Este important să se stabilească o legătură între client și angajat, cunoscută drept managementul relației cu clienții.

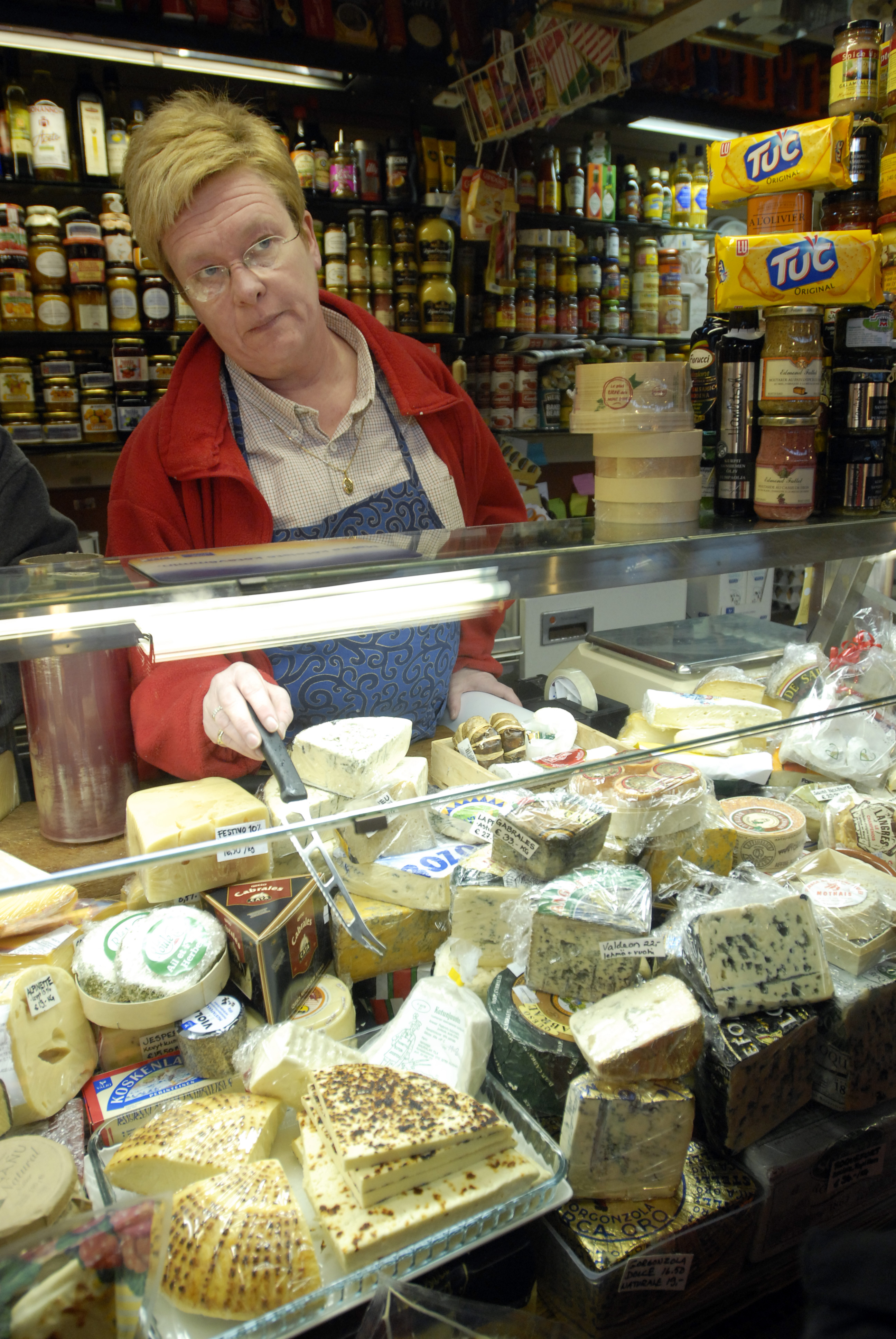
Servirea la tejghea este asociată cu magazinele care oferă servicii complete pentru clienți și îi oferă vânzătorului posibilitatea de a le da sfaturi de specialitate clienților

##### Tipuri de servicii pentru clienți
Există mai multe modalități prin care detailistul le poate furniza servicii consumatorilor:
- Servirea la tejghea, în cazul căreia mărfurile nu sunt la îndemâna cumpărătorilor și trebuie obținute de la vânzător. Acest tip de serviciu este folosit frecvent în cazul produselor mici și scumpe (de exemplu, bijuterii) sau al articolelor reglementate, precum medicamentele vândute cu rețetă sau, în unele țări, al băuturilor alcoolice. Această metodă de servire era folosită frecvent în Statele Unite în secolul XX și este des întâlnită și acum în anumite țări precum India, de exemplu.[necesită citare]
- Comandă online și deplasare la sediu („click and commmute”), serviciu de servire în cazul căruia produsele sunt comandate online și sunt preluate de la sediul comerciantului direct din mașină, printr-un ghișeu de tip fereastră („drive-through”).
- Comandă online și ridicare din magazin („ship to store”), în cazul căruia produsele sunt comandate online și pot fi preluate de la magazinul principal al comerciantului.
- Serviciul de tip livrare la domiciliu, în cazul căruia mărfurile sunt expediate direct la domiciliul sau la locul de muncă al consumatorului.
- Comanda prin poștă dintr-un catalog tipărit a fost inventată în 1744 și era des întâlnită la sfârșitul secolului al XIX-lea și începutul secolului XX. Comenzile telefonice erau des întâlnite în secolul XX, produsele putând fi selectate din diverse surse: cataloage, ziare, reclame televizatesau meniurile restaurantelor locale,pentru servicii imediate (în special pentru livrarea de pizza). Acest tip de servire este utilizat astăzi mai ales pentru a comanda mâncare.  Cumpărăturile de pe internet sunt o formă de livrare care a eclipsat comenzile telefonice și, în mai multe sectoare, precum cărțile sau muzica, toate celelalte tipuri de cumpărare.Există o presiune crescândă din partea mediului concurențial pentru a livra bunurile comandate, în special online, într-un interval de timp mai mic. Marii comercianți online, ca Amazon.com, continuă să inoveze și, începând cu anul 2015, au început să ofere livrări într-un interval de numai o oră în anumite zone. Aceștia folosesc chiar și drone pentru a le oferi consumatorilor opțiuni de livrare mai eficiente. Marketingul direct, care include telemarketingul și canalele de televiziune dedicate exclusiv cumpărăturilor, este folosit și el pentru a genera comenzi telefonice. Acest tip de vânzări a început să câștige o cotă de piață semnificativă în țările dezvoltate în anii 2000.
- Vânzările la domiciliu prin comis-voiajori, în cazul cărora vânzătorul poate călători cu bunurile de vânzare asupra sa.
- Autoservirea, în cazul căreia mărfurile pot fi manipulate și examinate de clienți înainte de cumpărare.
- Livrare digitală sau descărcarea unor produse electronice, în cazul căreia o serie de bunuri imateriale, ca muzica, filmele, cărțile electronice sau abonamente la reviste, sunt livrate direct consumatorului sub formă de informații transmise fie prin cablu, fie pe calea undelor, și sunt  reconstituite de un dispozitiv pe care consumatorul îl controlează (cum ar fi un MP3 player). Vânzările digitale de modele pentru imprimantele 3D intră în aceeași categorie, la fel ca și serviciile de tip „media leasing”, precum streaming-ul.

### Plasamentul
Deciziile privind locul de desfacere au în vedere accesibilitatea magazinului și pot implica elemente precum amplasamentul, utilizarea spațiului sau orele de lucru.

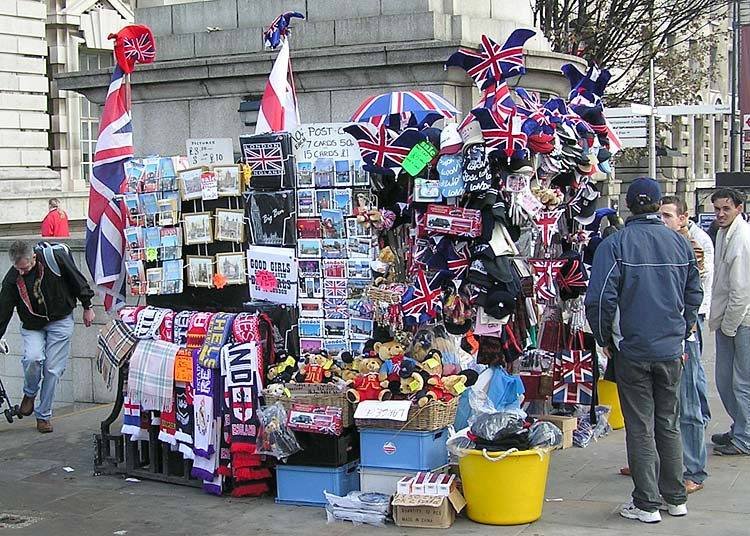
Magazinele de suveniruri sunt amplasate, de obicei, în zone cu trafic intens, cum ar fi acest stand de suveniruri din Londra, situat în apropiere de o gară la un colț de stradă aglomerat

#### Amplasamentul
De obicei, magazinele de detail sunt deschise în locuri în care oportunitățile de comercializare sunt optime (zone cu trafic intens; cartiere de afaceri din zone centrale). Alegerea unui amplasament potrivit poate fi un factor important în obținerea succesului. Deseori, vânzătorii cu amănuntul efectuează o analiză a zonei comerciale atunci când evaluează potențialele amplasamente. Aceasta este un studiu detaliat conceput pentru a aproxima zona de clientelă potențială. Tehnicile folosite pentru analizarea zonei comerciale includ: analiza ariei de piață, analiza ariei de atracție și analiza timpului de deplasare.
În plus, în evaluarea posibilelor puncte de desfacere, vânzătorii cu amănuntul pot lua în considerare diverși factori calitativi și cantitativi:
* Macro-factori
Printre macro-factori se numără caracteristicile pieței (demografice, economice și socio-culturale), cererea, concurența și infrastructura (de exemplu, accesul la curent electric, drumuri și sisteme de transport în comun).
* Micro-factori
Printre micro-factori se numără dimensiunea punctului de desfacere (de exemplu,  disponibilitatea locurilor de parcare) sau accesul vehiculelor de livrare.

### Strategii și tactici de stabilire a prețului

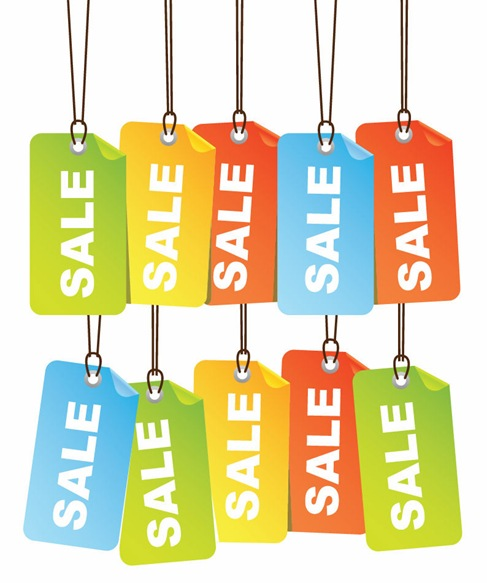
O etichetă este un indiciu vizual și obiectiv privind valoarea produsului

Strategia generală de fixare a prețului este stabilită de obicei în planul strategic general. În cazul lanțurilor de magazine, aceasta este stabilită la sediul central. În linii mari, există șase tipuri de abordări pentru stabilirea prețului menționate în literatura de specialitate:
Stabilirea prețului în funcție de operațiunile desfășurate: Obiectivul principal  este optimizarea capacității de producție, obținerea eficienței operaționale sau echilibrarea cererii și ofertei prin practicarea unor prețuri variate. În unele cazuri, prețurile pot fi stabilite pentru a descuraja achizițiile și a reduce cererea.
Stabilirea prețului în funcție de venituri (profit sau costuri): Comerciantul încearcă să își maximizeze profiturile (surplusul obținut în urma scăderii costurilor) sau doar să acopere costurile necesare pentru a atinge pragul de rentabilitate.
Stabilirea prețului în funcție de clienți: Obiectivul este mărirea numărului de clienți, încurajarea vânzărilor încrucișate sau identificarea tipurilor de preț pe care clienții sunt dispuși să le plătească.
Stabilirea prețului în funcție de valoare (sau imagine): Această strategie este utilizată atunci când compania folosește prețul pentru a semnala valoarea produsului pe piață sau dorește să influențeze percepția clientului, asociind prețul cu o anumită valoare pe piață. Stabilirea prețului în funcție de valoare își propune să întărească strategia generală de poziționare pe piață a companiei (de exemplu, menținerea unei imagini care inspiră calitate, lux).
Stabilirea prețului în funcție de relații: Comerciantul stabilește prețul având în vedere obținerea și menținerea relațiilor comerciale cu potențiali clienți sau cu vechii clienți.
Stabilirea prețului în funcție de aspecte sociale: Obiectivul este încurajarea sau descurajarea anumitor atitudini sau comportamente sociale (de exemplu, mărirea prețului tutunului pentru a descuraja fumatul).
În cele mai multe cazuri, comercianții cu amănuntul stabilesc prețuri folosind metoda “cost-plus”. Aceasta presupune adăugarea unui adaos comercial (procentual). O altă tehnică implică folosirea prețului sugerat de producător, care, de obicei, este imprimat chiar pe ambalajul produsului.

#### Tactici de stabilire a prețului

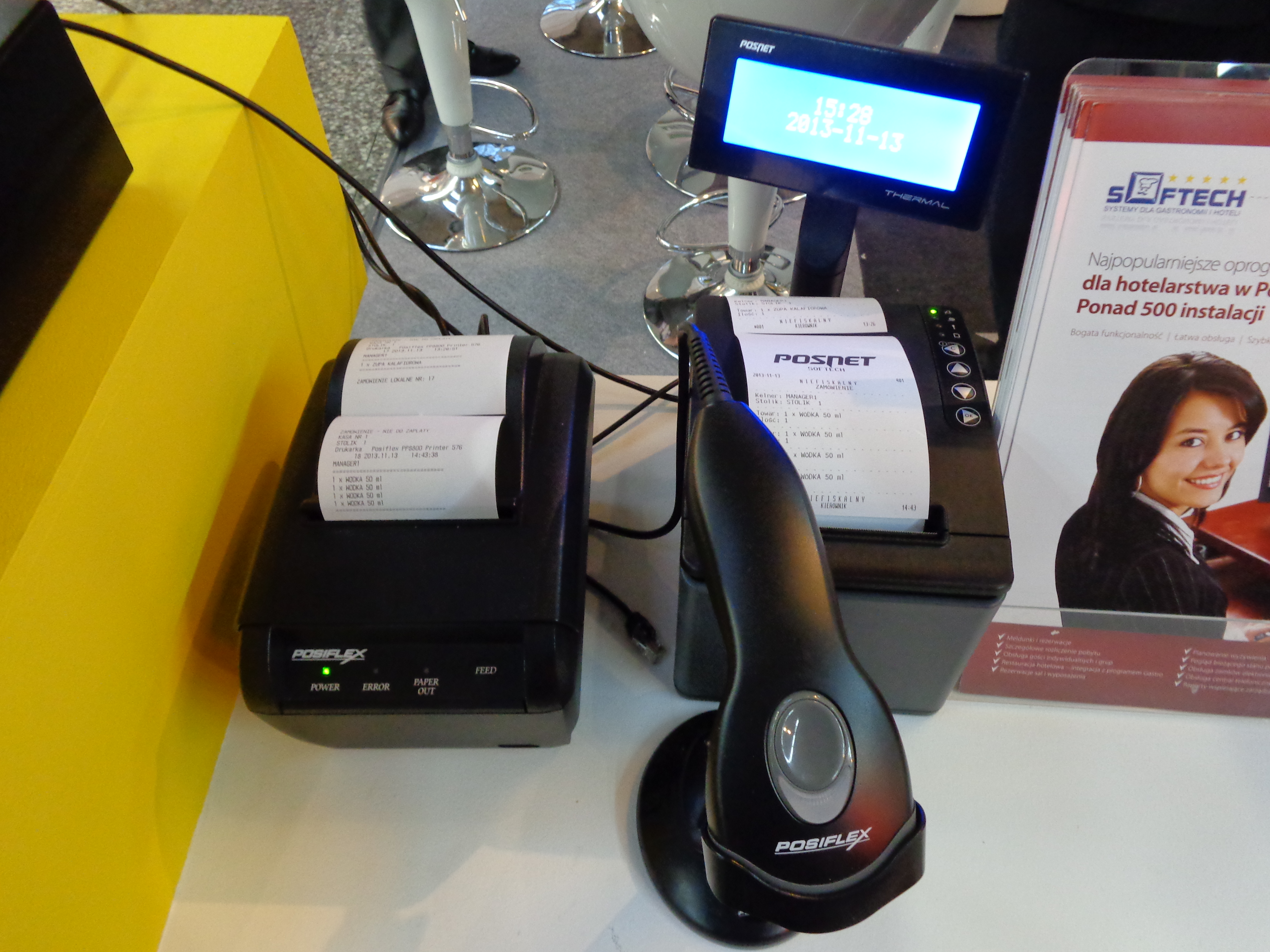
Comercianții cu amănuntul trebuie să ia în considerare, de asemenea, mijloacele de plată puse la dispoziția clienților

După ce au trasat în linii mari modul de stabilire a prețurilor (adică strategia de stabilire a prețurilor), factorii de decizie își îndreaptă atenția asupra tacticilor de stabilire a prețurilor. Deciziile tactice de stabilire a prețurilor au în vedere fixarea unor prețuri pe o perioadă limitată, create special pentru realizarea unor obiective pe termen scurt. Tehnicile de stabilire a unor prețuri tactice pot varia în funcție de o serie de considerente interne (de exemplu, nevoia de a lichida stocuri) sau externe (de exemplu, ca răspuns la prețurile practicate de concurență). Astfel, diferite tactici/strategii pot fi folosite pe parcursul unei singure perioade de planificare sau al unui an. Majoritatea proprietarilor de magazine au libertatea de a modifica prețurile, cu condiția ca acestea să coincidă cu abordarea strategică generală.
Comercianții cu amănuntul trebuie, de asemenea, să identifice modul de efectuare a plății pe care clientul îl preferă - de ex. numerar, credit, plata în rate în avans sau EFTPOS (plată cu cardul obișnuit sau fără contact). Toate mijloacele de plată trebuie gestionate și presupun costuri. Dacă se va oferi un credit, atunci vor fi stabilite condițiile de creditare. Dacă se oferă posibilitatea de a plăti în rate în avans, înainte de a lua produsul acasă, comerciantul va trebui să ia în considerare necesitățile legate de depozitare și administrarea stocurilor. Dacă predomină plata în numerar, comerciantul va trebui să ia în considerare nevoia de lichidități pentru rest, necesarul de trezorerie, costurile salariale asociate cu administrarea sumelor mari de bani în numerar și asigurarea unor locuri sigure pentru stocarea fondurilor puse în circulație. Marii comercianți cu amănuntul, care administrează sume mari de bani în numerar, pot fi nevoiți să angajeze o firmă de securitate care să se ocupe de încasările zilnice și să livreze necesarul de lichidități. Un număr mic dar în creștere de comercianți încep să accepte mijloace de plată noi, precum PayPal sau Bitcoin. De exemplu, Subway (SUA) a anunțat recent că va accepta plăți efectuate cu Bitcoin.

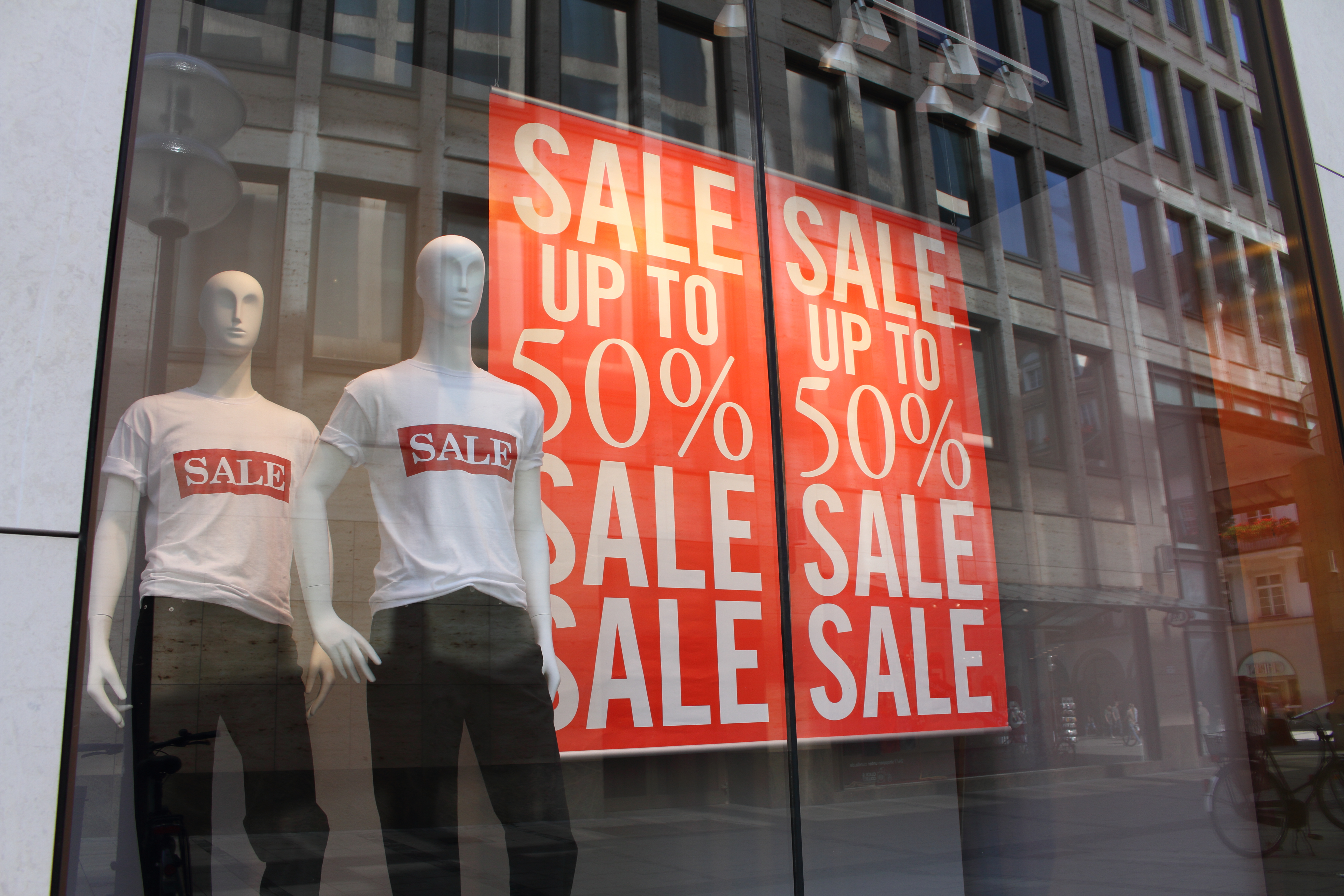
Orice formă de reducere de preț este un discount

Printre tacticile de stabilire a prețurilor se numără, de obicei:
Reducerile de preț
Reducerea prețurilor are loc atunci când distribuitorul sau detailistul oferă un discount. Reducerile pot fi realizate  în diferite forme: reduceri la achiziționarea unor cantități mari de produse, reduceri pentru fidelitate, reduceri sezoniere, reduceri periodice sau aleatorii etc..
Reducerile permanente (EDLP)

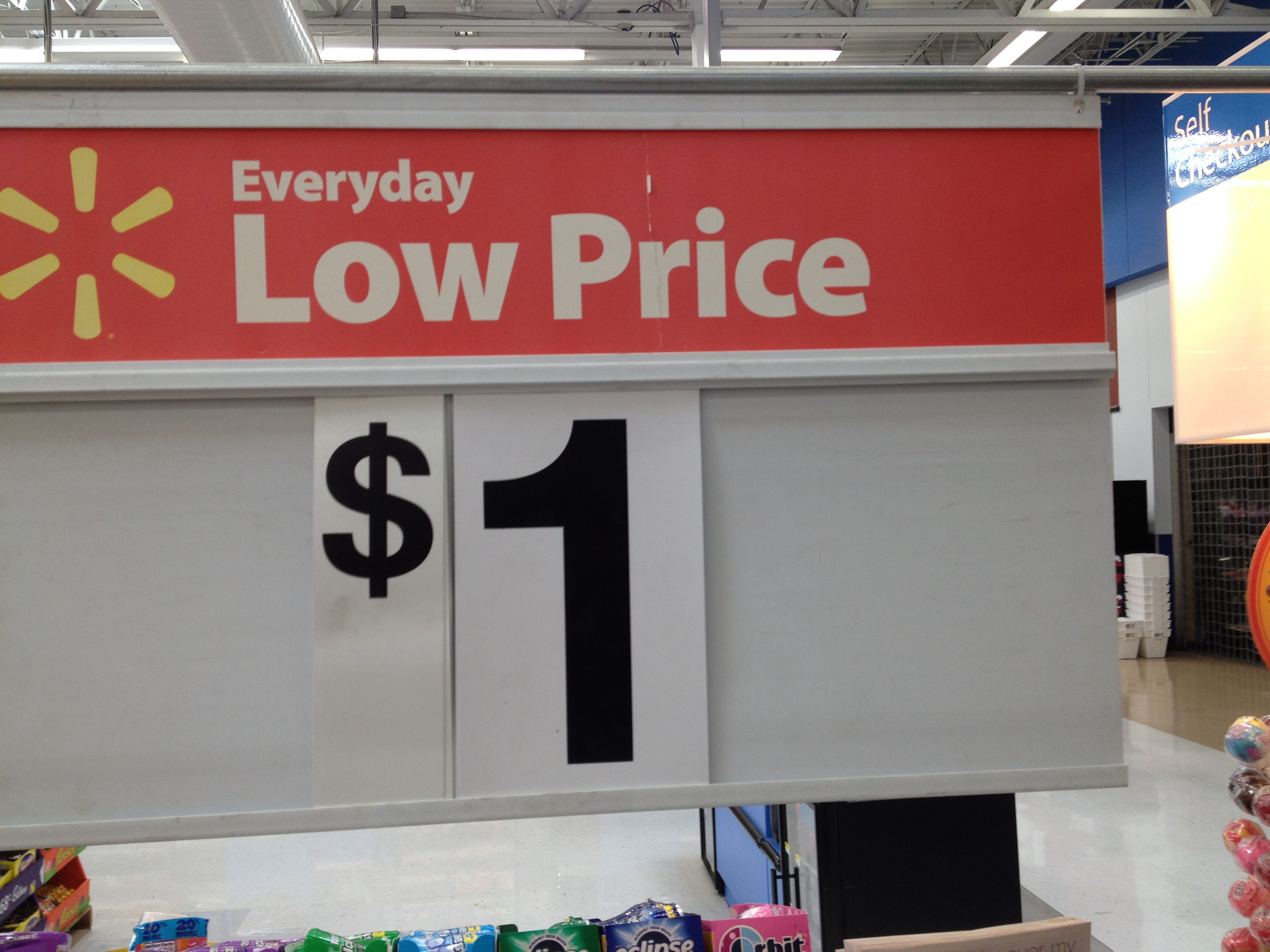
Reducerile „permanente” sunt utilizate la scară largă în supermarketuri

Reducerile permanente („every day low prices – EDLP”) se referă la menținerea constantă a unui preț scăzut, clienții nemaifiind  nevoiți să aștepte reduceri sau oferte speciale. Această metodă este utilizată la scară largă de către supermarketuri.
Strategia reducerilor permanente (EDLP)  este foarte utilizată în supermarketuri.
Strategia de smântânire
Strategia de smântânire („high-low pricing”) se referă la practica de a oferi produse la un preț ridicat pentru o perioadă de timp, urmată de oferirea acelorași produse la un preț scăzut pe o perioadă predeterminată. Această practică este utilizată la scară largă de lanțurile de magazine care vând produse de uz casnic. Principalul dezavantaj al acestei strategii este tendința consumatorilor de a deveni conștienți de ciclurile prețurilor și de perioada în care achizițiile sunt oferite la preț redus.
Produse vândute fără adaos comercial
Aceste articole sunt vândute la un preț stabilit sub marja de profit. Această tactică este extrem de utilizată în supermarketuri și în magazinele cu produse ieftine, fiind utilizată pentru a stimula clienții să intre în magazin. Prețul redus este bine promovat, iar magazinul este pregătit să înregistreze o mică pierdere la o anumită linie de produse, așteptându-se să o recupereze după ce clienții vor achiziționa și alte produse la prețuri mai mari, cu marje de profit mai mari. În industria serviciilor, această strategie se poate referi la practica de a oferi un preț redus la prima comandă, ca stimulent, cu intenția de a mări prețurile la comenzile ulterioare.
Vânzările grupate

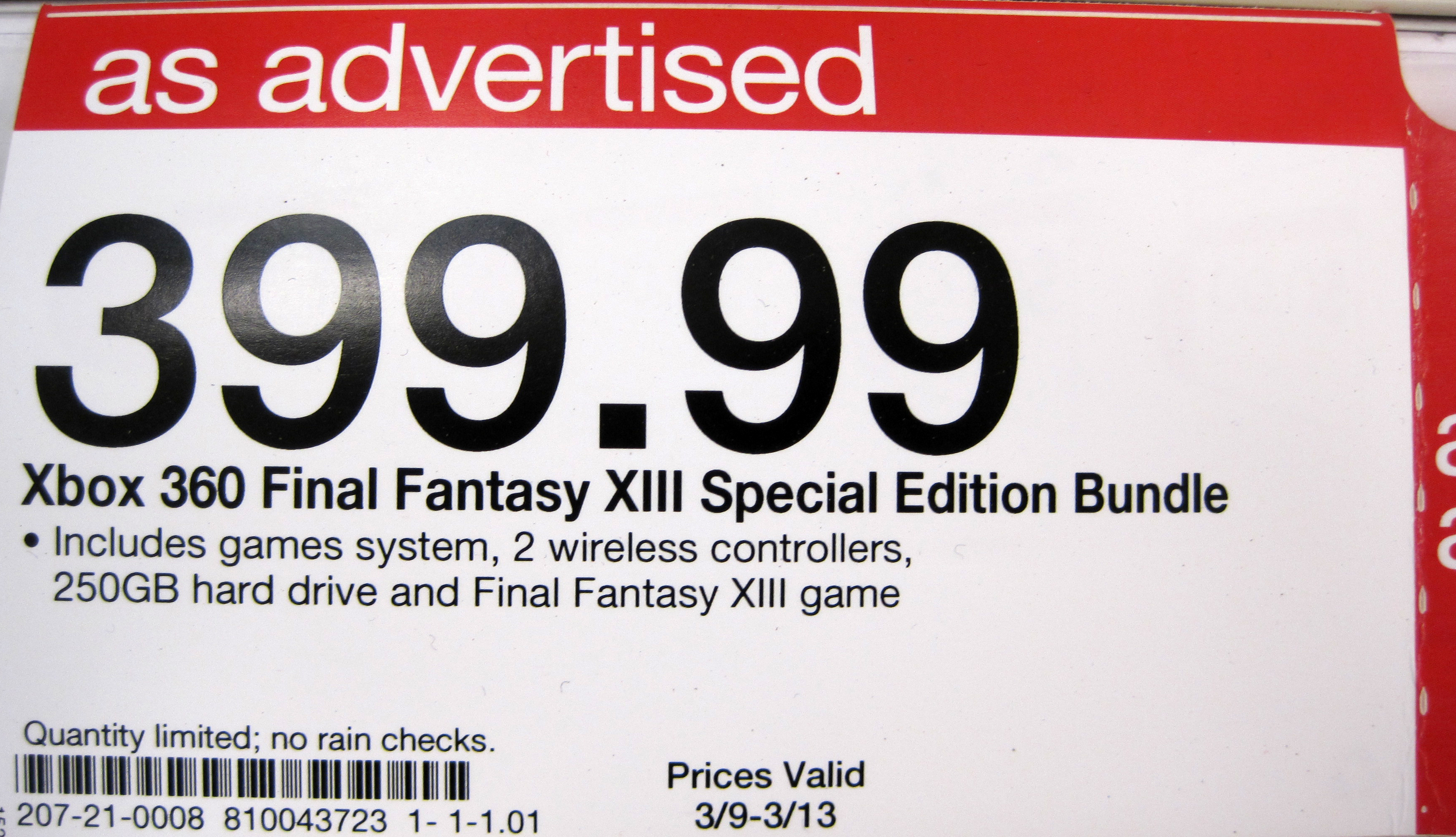
Set de produse vândute grupat sub marca Xbox

Vânzările grupate (cunoscute și sub numele de „vânzări la set” sau „price bundling” în engleză) au loc atunci când două sau mai multe produse ori servicii sunt vândute la set, cu un preț unitar, într-un singur ambalaj. Există diverse tipuri de seturi: seturi simple, în cazul cărora produsele pot fi cumpărate doar la set sau seturi mixte, în cazul cărora produsele pot fi cumpărate atât la set, cât și separat. Prețul unui set de produse este, de obicei, mai mic decât cel plătit pentru aceleași produse achiziționate separat. Vânzările grupate sunt utilizate la scară largă în domeniul îngrijirii personale, atunci când se stabilesc prețurile produselor cosmetice și ale celor de îngrijirea tenului.
Prețurile fixe
Strategia bazată pe stabilirea unor prețuri fixe („price lining”) implică folosirea unui număr limitat de prețuri pentru produsele oferite de o întreprindere comercială. Această strategie este o tradiție practicată pentru prima dată în magazinele de chilipiruri, unde orice produs costa fie cinci, fie zece cenți. În strategia prețurilor fixe, prețul rămâne constant, însă, în schimb, calitatea și volumul produselor sau a serviciilor sunt cele care suferă ajustările necesare în vederea obținerii profitului.  Explicația folosirii acestei tactici este aceea că aceste prețuri fixe sunt privite de către potențialii cumpărători drept convenabile pentru întreaga familie de produse oferite. Această strategie are avantajul de a fi ușor de administrat, dar și dezavantajul de a fi inflexibilă, în special în perioadele de inflație sau de prețuri instabile. Practica prețurilor fixe continuă să fie folosită pe scară largă în centrele comerciale, unde, cumpărătorii sunt atenți la rafturile cu articole de îmbrăcăminte sau accesorii vândute la prețuri fixe. În Statele Unite, de exemplu, într-un raion de cravate, produsele de pe fiecare raft pot avea prețuri de 10$, 20$ sau 40$.
Prețurile promoționale
Stabilirea unor prețuri promoționale reprezintă o măsură temporară care implică reducerea unor prețuri la un nivel mai mic decât cel perceput în mod normal pentru anumite bunuri sau servicii. Prețurile promoționale sunt practicate uneori pentru a răspunde unor circumstanțe neprevăzute, ca atunci când, din cauza diminuării cererii, o companie rămâne cu prea multă marfă în stoc sau atunci când activitățile concurențiale afectează cota de piață sau profitul întreprinderii.
Prețurile psihologice

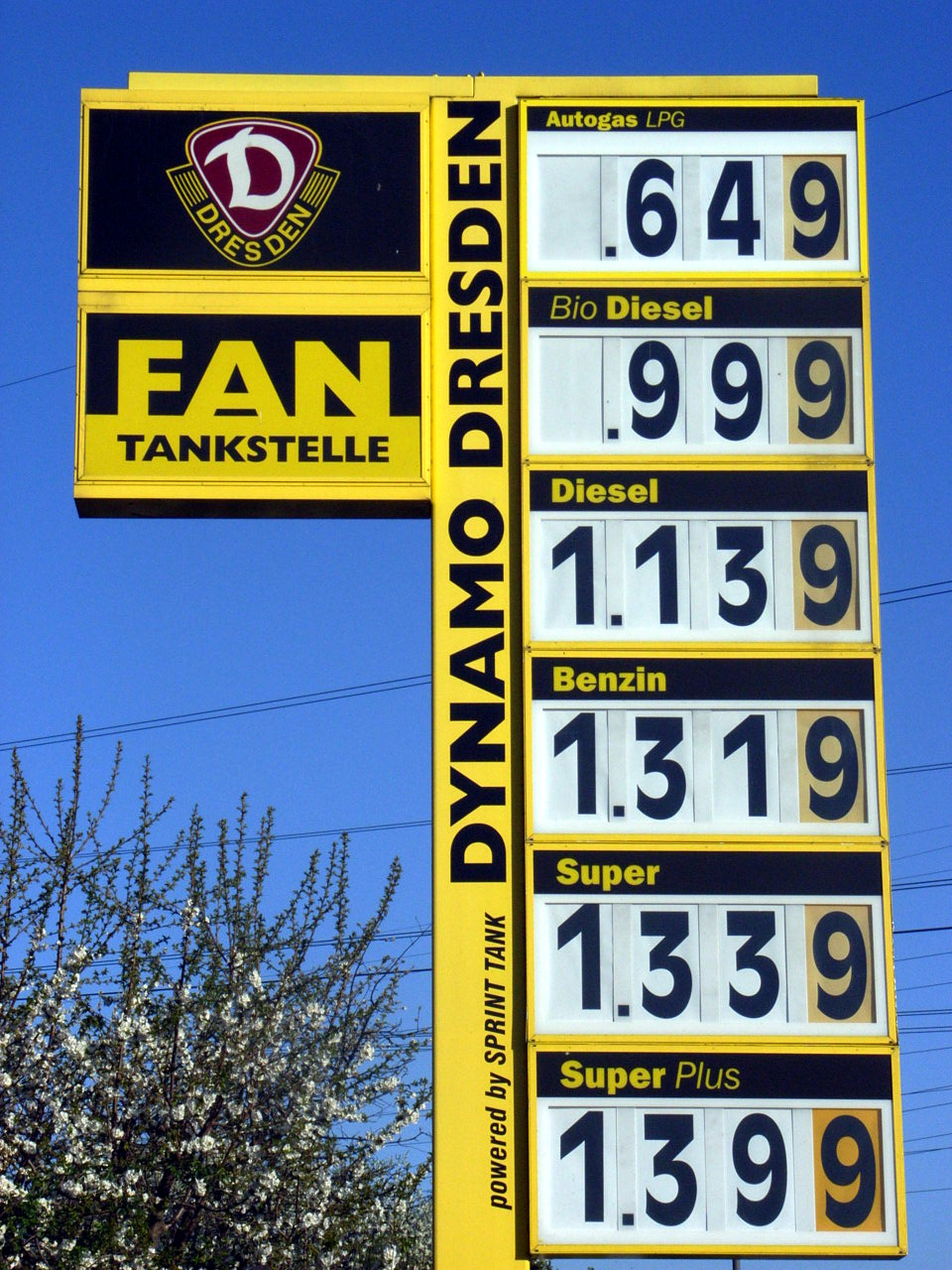
Utilizarea la scară largă a cifrei 9 la finalul prețului sugerează practicarea unui preț psihologic

Prețurile psihologice sunt un tip de strategie al cărei scop este acela de a avea un impact psihologic pozitiv. Prețurile care se termină în cifra “9”(19,99 lei, 29,99 lei sau 559,99 lei)  sunt folosite pentru a indica o sumă aflată imediat sub pragul pe care ar fi dispus să-l plătească clientul. Prețul psihologic este folosit la scară largă în diferite tipuri de comerț cu amănuntul.

### Personalul și condițiile de muncă
Întrucât clientela unui magazin variază, este necesar ca programul de lucru să fie flexibil.
Programele informatice de administrare a programului angajaților sunt des utilizate. Folosindu-se de obiceiurile cunoscute ale clienților, acestea anticipează cu destulă fiabilitate nevoia de personal pentru diverse posturi în anumite perioade ale anului, anumite zile ale lunii sau ale
săptămânii și în anumite părți ale zilei. De obicei, aceste nevoi variază considerabil.
Pentru a exista un echilibru între utilizarea personalului și nevoile existente, este necesar
ca unii angajați să aibă un program flexibil, adică să fie disponibili la nevoie, fără a fi plătiți când nu sunt solicitați - muncitori cu normă parțială de lucru; în 2012, 70% din vânzătorii din Statele Unite munceau cu normă parțială. Acest lucru poate duce la probleme financiare pentru angajați care, cu toate că trebuie să fie disponibili oricând, pot să nu obțină venituri suficiente pentru a-și satisface nevoile familiale și alte obligații, chiar și în situația în care ar lucra tot timpul inclus în normă.

#### Vânzări și tehnici de vânzari

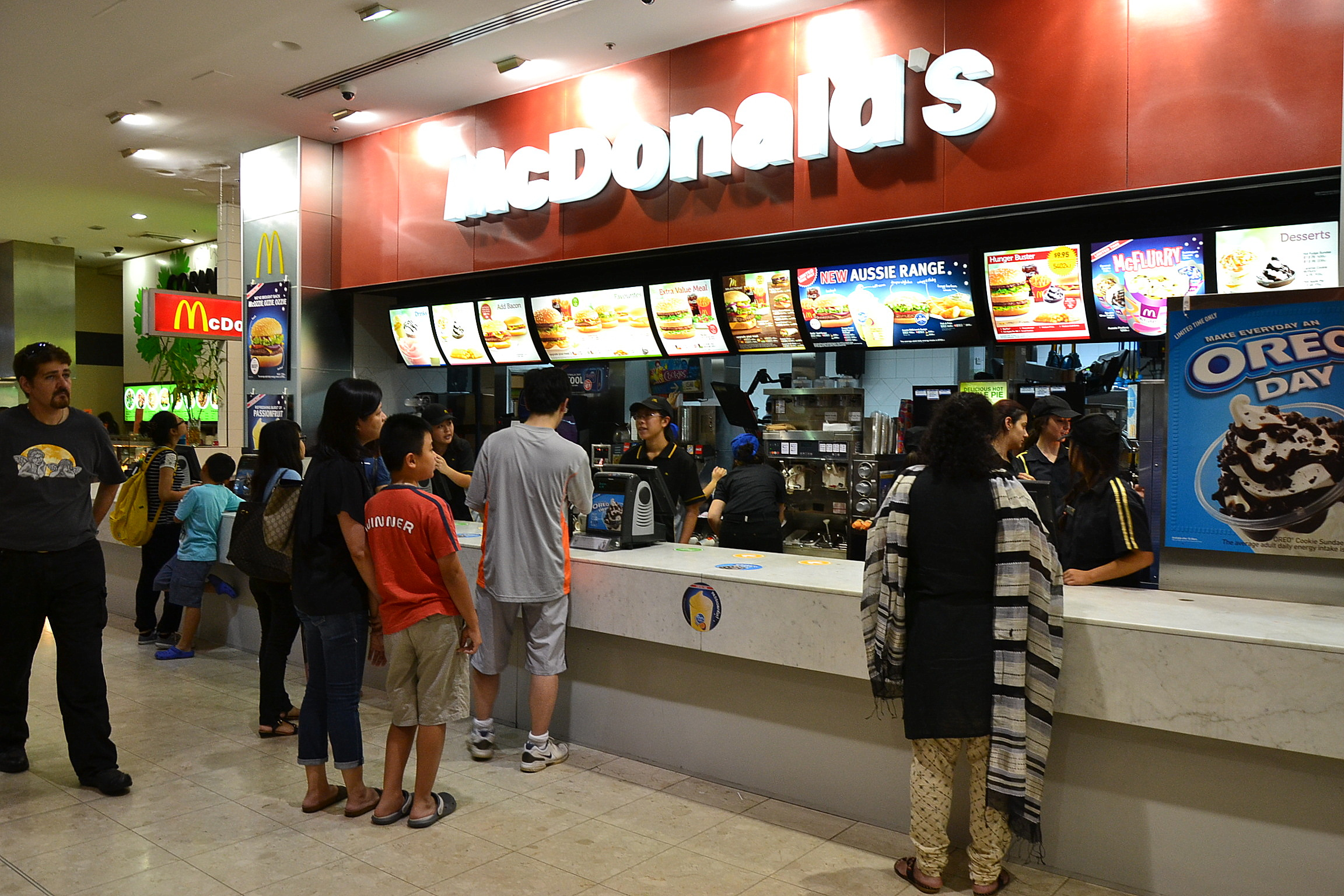
Unul dintre cele mai cunoscute exemple de sugestie de a cumpăra produse auxiliare (cross-selling) este întâlnit la McDonald’s: „Doriți și cartofi prăjiți?”

Comercianții pot folosi diferite tehnici pentru a mări volumul de vânzări și pentru a îmbunătăți  experiența oferită clientului:
Sugestia de a cumpăra un produs mai scump și sugestia de a cumpăra produse auxiliare la produsul deja cumpărat
Sugestia de a cumpăra un produs mai scump („upselling”) și sugestia de a cumpăra produse auxiliare la produsul deja cumpărat („cross-selling”) mai sunt cunoscute sub denumirea de tehnica sugestiei. Atunci când clientul și-a ales principalele achiziții, asistenții de vânzări pot încerca să îi vândă acestuia un produs premium sau de o calitate superioară și, de asemenea, îi pot recomanda produse auxiliare la ceea ce a cumpărat deja. De exemplu, dacă un client cumpără o tigaie de teflon, asistenții de vânzări îi pot sugera cumpărarea unor ustensile de bucătărie din plastic pentru a nu deteriora suprafața non-aderentă. 

Vânzarea bazată pe calitate
Asistenții de vânzări pricepuți găsesc modalități de a se concentra mai degrabă pe calitate decât pe preț. Vânzarea bazată pe calitate implică deseori identificarea caracteristicilor unice ale produsului. Valorificarea bunurilor sau a serviciilor prin promoții, cum ar fi un cadou oferit la cumpărarea unui produs sau promoțiile de tipul ”cumperi un produs și primești unul gratis”, îmbunătățește experiența oferită clienților, iar vânzările magazinului vor crește.
Aptitudinea de a ști când să finalizeze vânzarea
Asistenții de vânzări trebuie să învețe să recunoască momentul în care clientul este pregătit să cumpere ceva.  Dacă simt când clientul este pregătit, atunci pot încerca să obțină promisiunea de a cumpăra din partea acestuia și să finalizeze vânzarea. Vânzătorii cu experiență reușesc să recunoască în scurt timp indiciile verbale și non-verbale specifice care semnalează dorința clientului de a cumpăra ceva. De exemplu, dacă un client începe să analizeze produsele, acest lucru poate indica faptul că este interesat să le cumpere. De asemenea, clienții tind să adreseze diferite tipuri de întrebări pe parcursul procesului de vânzare. Întrebări comune, precum „Aveți și pe alte culori (sau alte modele)?” indică doar un nivel mediu de interes. Totuși, când începe să adreseze întrebări exacte, cum ar fi „Aveți acest model pe negru?”, clientul poate arăta că este pe punctul de a cumpăra acel produs. „Tehnica testării” poate fi folosită atunci când vânzătorul crede că presupusul cumpărător este pregătit să achiziționeze un produs, pentru a afla care este nivelul de interes al acestuia pentru achiziția respectivă. Simplu spus, „tehnica testării” este orice încercare de a confirma interesul cumpărătorului pentru finalizarea vânzării. Exemple referitoare la această tehnică ar fi întrebările: „Doriți ca echipa noastră să vă instaleze unitatea?” sau  „Sunteți disponibil să ridicați comanda joia viitoare?”. În cazul în care nu este sigur dacă potențialul client este pregătit să facă o achiziție, vânzătorul ar putea lua în considerare utilizarea acestei tehnici. Vânzătorul poate folosi diferite tehnici pentru a finaliza vânzarea, printre care se numără „tehnica alternativei”, „tehnica alegerii”, „tehnica recapitulării” sau „tehnica ofertei speciale”.

### Prezentarea
Vezi și Merchandising

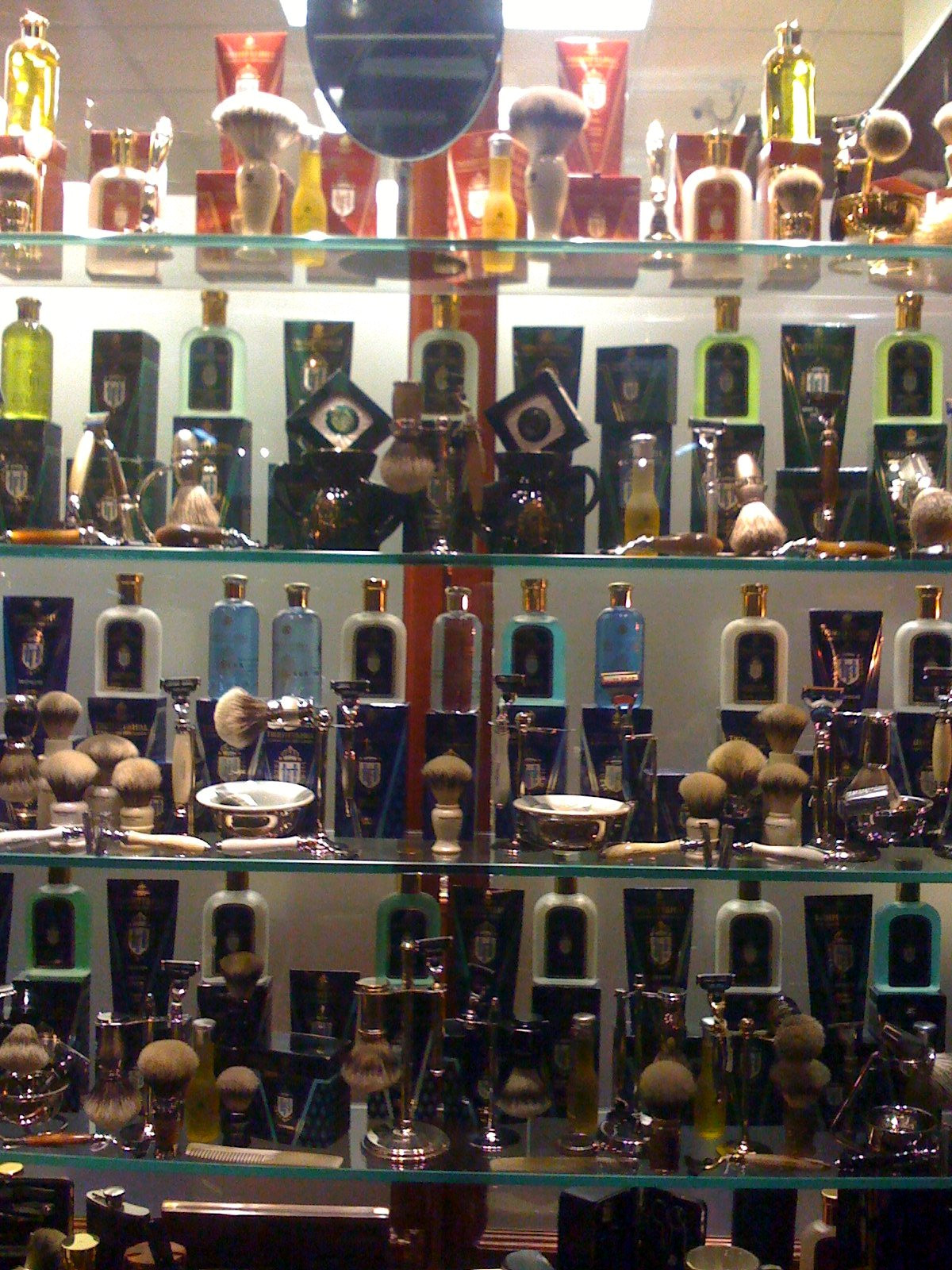
Felul în care sunt așezate produsele la raft face parte din „prezentarea” magazinului

Modul de prezentare al unui magazin se referă la toate elementele fizice care contribuie la imaginea acestuia. Aceste elemente includ numeroase aspecte, de la magazinul propriu-zis, inclusiv incinta și curtea acestuia, la birouri, fațada exterioară și amenajările interioare, la site-ul web, mașinile de livrare, depozitele sau uniformele personalului.

#### Proiectarea spațiilor comerciale
Organizarea spațiilor în care se prestează servicii de vânzare cu amănuntul este cunoscută în limba engleză sub numele de „servicescape”, un cuvânt compus din termenii „service” (serviciu) și „landscape” (peisaj, panoramă). Atmosfera din interiorul magazinelor este dată de mai multe elemente, precum mirosurile, mediul fizic (mobilier, dispunere în spațiu și funcționalitate), condițiile ambientale (iluminare, temperatură și zgomote), precum și anumite semne, simboluri sau artefacte (vânzări promoționale, rafturi, standuri promoționale, comunicare vizuală). Împreună, aceste elemente contribuie la formarea unei percepții privind mediul de vânzări sau atmosfera generală din magazin și pot influența atât cunoștințele, cât și emoțiile și comportamentul cumpărătorului în incinta spațiului comercial
Designerii de spații comerciale acordă o atenție deosebită zonei frontale a magazinului, cunoscută drept  „zona de decompresie”. Aceasta este, de obicei, un spațiu deschis la intrarea în magazin pentru a le permite clienților să se adapteze noului mediu. Designul în plan deschis este eficient în comerțul cu amănuntul, deoarece le permite clienților să vadă întreg magazinul. În ceea ce privește exteriorul, sensul în care circulă mașinile determină felul în care magazinele își dirijează cumpărătorii. Magazinele din Noua Zeelandă, de exemplu, își dirijează clienții spre partea stângă.
Pentru a maximiza numărul oportunităților de vânzare, comercianții doresc, în general, ca clienții să stea cât mai mult timp în magazin. Totuși, timpul petrecut în punctul de desfacere trebuie să țină cont de așteptările cumpărătorilor privind confortul, accesul și timpii de așteptare necesari. Scopul general al proiectării unui mediu de vânzări este acela de a-i face pe clienți să intre în magazin și să exploreze totalitatea spațiului fizic disponibil, implicându-se în diverse activități specifice vânzării cu amănuntul - de la simpla examinare a produselor până la folosirea unor mostre și, în cele din urmă, efectuarea unei achiziții. Mediul de servicii cu amănuntul joacă un rol important în influențarea percepțiilor clientului privind experiența de cumpărare.

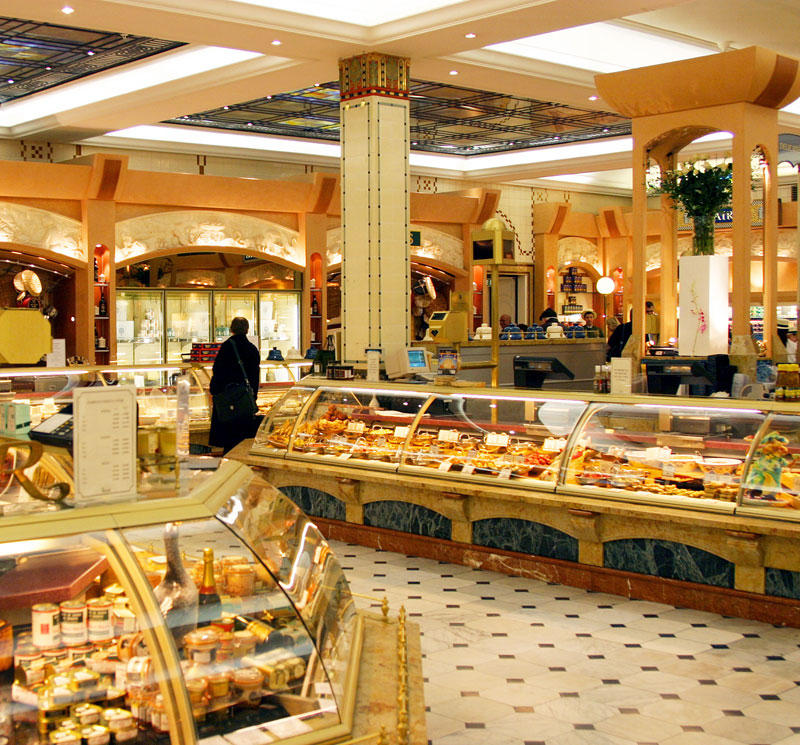
În comerțul cu amănuntul, mediul de vânzări include aspectul fizic, dispunerea echipamentelor, a vitrinelor și a caselor de marcat. În imagine, raionul alimentar din magazinul Harrods

Organizarea spațiului comercial modifică percepțiile legate de calitate și, mai mult, poate influența felul în care clienții se deplasează în cadrul spațiului comercial în timp ce își fac cumpărăturile. Dispunerea în spațiu, indicatoarele, plasarea pieselor de mobilier, a rafturilor și a vitrinelor, dar și condițiile ambientale din magazin influențează felul în care clientul se deplasează prin magazin. Dispunerea în spațiu se referă la modul în care sunt amplasate și funcționează împreună echipamentele, rafturile și alte obiecte de mobilier. În cadrul unui magazin, accesibilitatea este un element important al dispunerii în spațiu. De exemplu, organizarea de tip grilă  folosită de supermarketuri, cu rafturi lungi și gondole la capătul acestora unde sunt expuse articolele premium sau produsele promoționale, reduce timpul petrecut de cumpărător în magazin și utilizează în mod eficient spațiul disponibil. Raftul tip gondolă, preferat de supermarketuri, este un exemplu de element de design de spațiu comercial, care funcționează ca un avanpost de vânzări unde sunt expuse produse speciale, de obicei la capătul culoarelor de rafturi. Gondolele au scopul de a stimula cumpărăturile bazate pe decizii de moment sau de a valorifica alte produse din apropiere. De exemplu, galantarul cu carne dintr-un supermarket ar putea beneficia de un astfel de avanpost în care să fie expuse diferite sosuri pentru marinat sau condimente care ar putea fi folosite la prepararea cărnii. În general, avanposturile de vânzări sunt actualizate în mod periodic pentru crea impresia de noutate.
Ziethaml et al. arată că dispunerea în spațiu influențează gradul de dificultate al deplasării într-un sistem. Semnele și simbolurile oferă indicii pentru deplasarea într-o anumită direcție și informații despre comportamentul adecvat din cadrul unui magazin. Funcționalitatea se referă la măsura în care echipamentul și dispunerea în spațiu satisfac obiectivele  clientului. De exemplu, în cazul supermarketurilor, obiectivul clientului poate fi acela de a reduce timpul acordat căutării articolelor și statului la coadă la casa de marcat, în timp ce clientul dintr-un mall și-ar putea dori să petreacă mai mult timp explorând magazinele și produsele disponibile. În ceea ce privește funcționalitatea dispunerii în spațiu, designerii din domeniul comerțului cu amănuntul iau în considerare trei aspecte esențiale; circulația – felul în care clienții se deplasează în magazin, gândit astfel încât aceștia să fie încurajați să viziteze întregul spațiu; coordonarea – un design care combină produsele și spațiile în funcție de nevoile și confortul clienților; confortul – un design care își propune să ofere o experiență confortabilă și acces facil atât clienților, cât și angajaților.
Modul în care sunt aranjate mărcile în vitrine sau pe rafturi face parte tot din designul general al spațiului comercial. Locul în care un produs este așezat pe raft poate influența probabilitatea cumpărării acestuia ca urmare a vizibilității și accesului de care beneficiază. Produsele situate prea sus sau prea jos pe rafturi s-ar putea să nu fie vândute la fel de repede ca cele situate la nivelul ochilor. În ceea ce privește accesul, designerii de magazine acordă din ce în ce mai multă atenție accesului clienților vârstnici sau cu dizabilități.

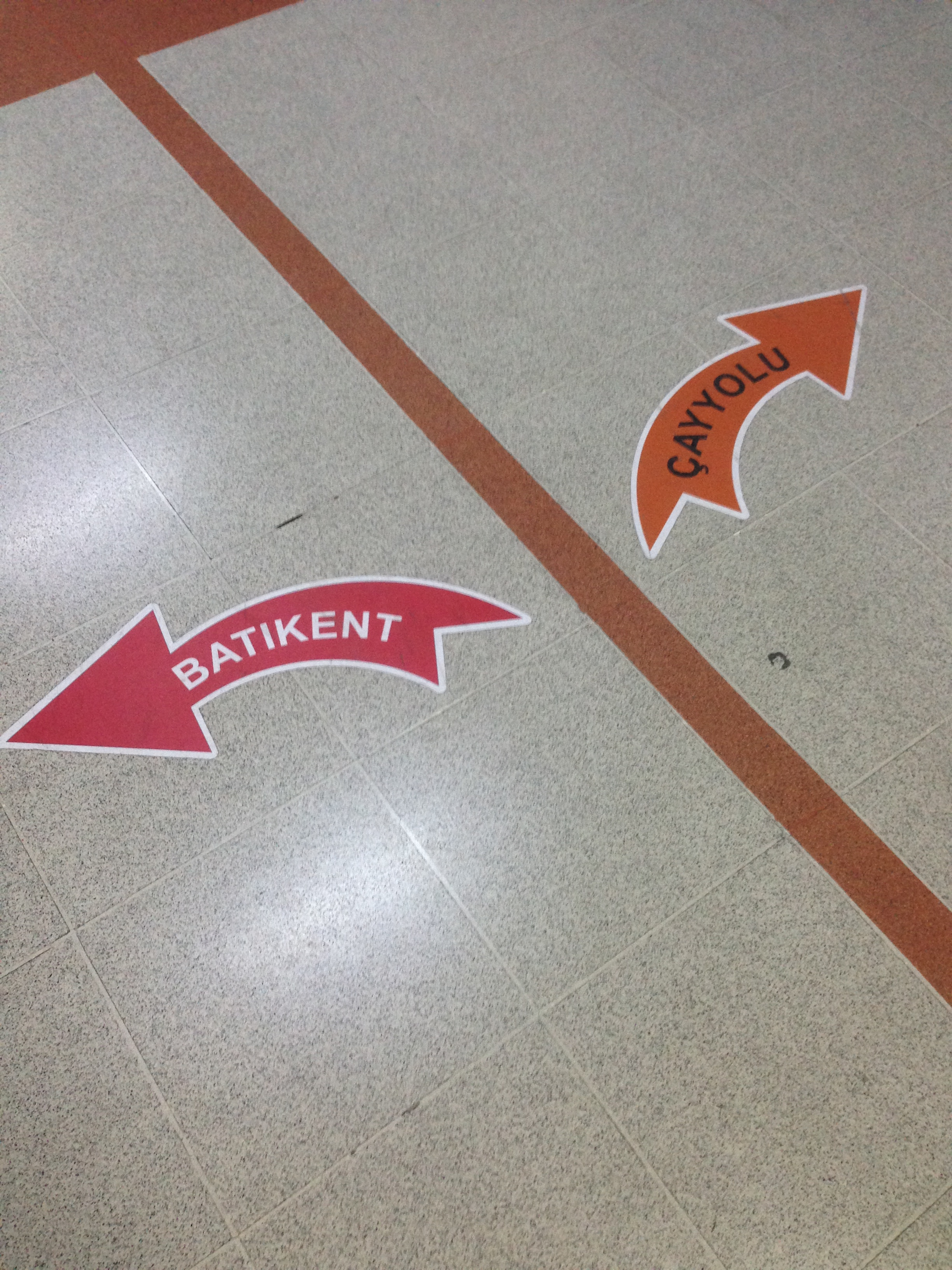
Indicatoarele plasate pe podea sunt folosite frecvent în medii complexe, precum mall-urile sau centrele comerciale

Prin intermediul stimulării senzoriale, comercianții cu amănuntul pot mări impactul emoțional pe care o marcă îl are asupra consumatorilor săi, raportându-se atât la obiectivul achiziției, cât și la experiența de cumpărare. Comportamentele de cumpărare pot fi influențate de stimuli fizici: atingere, mirosuri, imagini, gusturi și sunete. Supermarketurile oferă mostre pentru a spori experiența senzorială asociată fiecărei mărci. Cafenelele lasă aroma cafelei să iasă în stradă astfel încât trecătorii să simtă mirosul și să se lase ademeniți înăuntru. Articolele de îmbrăcăminte sunt așezate la îndemână, clienții având ocazia să simtă diferitele texturi ale materialelor folosite. Vânzătorii știu că atunci când interacționează cu produsele sau le ating  clienții sunt dornici să le cumpere.
În ceea ce privește mediul din magazin, spațiile sunt proiectate diferit, în funcție de scopul deservit. Podelele dure, cum ar fi cele din lemn, folosite în zonele deschise, diferă de cele acoperite cu mochetă din cabinele de probă, care sunt concepute pentru a crea sentimentul de confort casnic atunci când sunt probate hainele. Magazinul de pijamale și articole asociate Peter Alexander, de exemplu, este cunoscut pentru că folosește chiar lumânări parfumate.
Condițiile ambientale, cum ar fi lumina, temperatura încăperii sau muzica, fac parte, de asemenea, din mediul de vânzări.  Magazinele obișnuiesc să redea tipul de muzică apreciat de clienții lor țintă. Studiile arată că “muzica cu valențe pozitive stimulează gândurile și sentimentele mai bine decât muzica cu valențe  negativă”. Spre deosebire de melodiile încărcate negativ, muzica plăcută va face ca timpul de așteptare să pară mai scurt. De exemplu, trecerea la melodii cu un ritm mai alert poate influența consumatorul să se deplaseze mai repede prin magazin, îmbunătățind astfel debitul traficului din incintă. Există dovezi care sugerează că redarea muzicii reduce efectele negative ale așteptării, fiind considerată o distragere. Magazinele de bijuterii, precum Michael Hill, adoptă o lumină difuză, care creează un sentiment de intimitate.
Felul în care este aranjat un magazin este un aspect esențial pentru atragerea clientelei țintă,  deoarece acesta creează prima impresie. În general,  amenajările interioare pot influența percepția consumatorilor privind calitatea magazinului, comunicând aspecte legate de valoarea acestuia cu ajutorul unor elemente vizuale și simbolice. Anumite tehnici sunt utilizate pentru a crea o experiența de marcă pentru consumator, o experiență care, pe termen lung, duce la fidelizarea clienților.

## Tipuri de cumpărători
Două ramuri de cercetare diferite analizează comportamentul cumpărătorilor.  Una dintre acestea se axează pe motivațiile cumpărătorilor. Cealaltă urmărește să clasifice cumpărătorii în funcție de caracteristicile lor comune. Într-o oarecare măsură, aceste tipuri de studii sunt interconectate, dar fiecare analiză oferă diferite tipuri de cunoștințe privind comportamentul cumpărătorului.

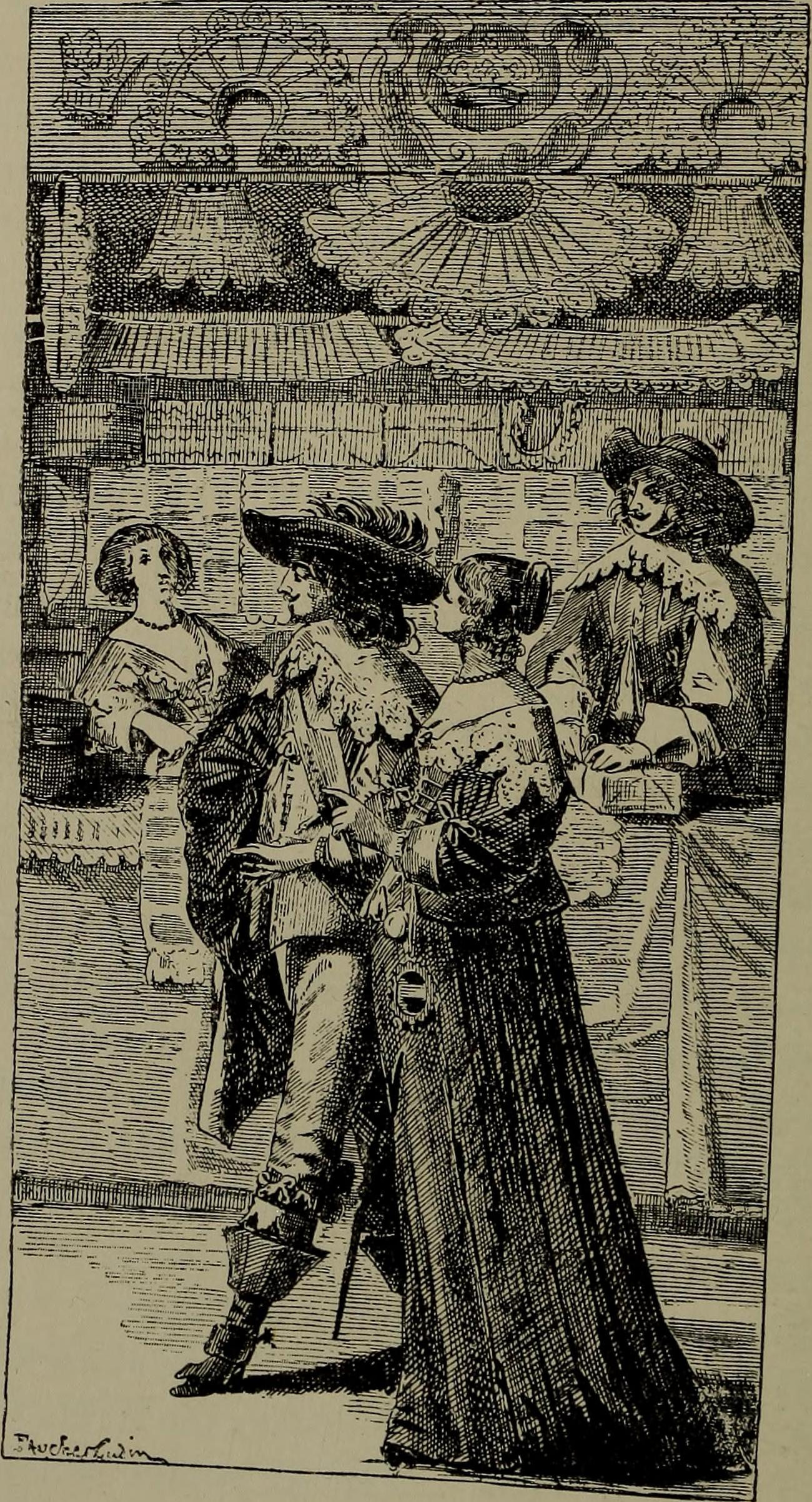
Persoanele care fac cumpărături de plăcere sunt cunoscute sub numele de „cumpărători hedoniști”. Acest comportament datează din perioada galeriilor comerciale. În imagine: Oameni de vază într-un magazin de dantelă din secolul al XVII-lea

Babin et.al. au realizat primele investigații privind motivațiile cumpărătorului și au identificat două tipuri generale de motivații: cele utilitare și cele hedoniste. Motivațiile utilitare sunt raționale și sunt asociate cu realizarea unor sarcini punctuale. Pentru cumpărătorul cu motivații utilitare, achiziția este o sarcină asemănătoare muncii, care trebuie realizată în cel mai eficient și oportun mod cu putință. Pe de altă parte, motivațiile hedoniste fac referire la plăcere. Cumpărătorii cu motivații hedoniste privesc cumpărăturile ca pe o formă de recreere, în cadrul căreia pot fi liberi de constrângeri și se pot lăsa purtați de fantezie. Cumpărătorii hedoniști sunt mai implicați în experiența oferită de cumpărături.
Pot fi identificate diferite tipuri de cumpărători. Comercianții cu amănuntul realizează analize personalizate privind segmentele de piață acoperite de fiecare punct de desfacere. Cu toate acestea, este posibilă identificarea câtorva tipuri generale de cumpărători.
Una dintre cele mai cunoscute și frecvent menționate clasificări ale profilurilor de cumpărători este cea creată de Sproles și Kendal la mijlocul anilor 1980. Tipologia consumatorilor propusă de Sproles și Kendall și-a dovedit valabilitatea atât în decursul timpului, cât și din punct de vedere cultural. Tipologia lor este bazată pe felul în care consumatorii abordează deciziile de cumpărare.
- Cumpărătorul atent la calitate / perfecționistul: Cumpărătorul atent la calitate este caracterizat de intenția de a găsi produse de cea mai bună calitate; consumatorii perfecționiști tind să cumpere comparând în mod sistematic produsele oferite de mai multe companii.
- Cumpărătorul atent la marcă: Cumpărătorul atent la marcă este caracterizat de tendința de a cumpăra mărci scumpe, binecunoscute sau produse cu etichete de designer. Cei care obțin scoruri ridicate la testele privind atenția la marcă tind să creadă că prețurile mai mari sunt un indicator al calității și preferă magazinele de tip mall sau de lux.
- Cumpărătorul orientat spre distracție/ hedonistul: Cumpărăturile făcute din plăcere se caracterizează prin implicarea consumatorului în procesul de achiziție. Cei are obțin scoruri ridicate la testele privind cumpărăturile în scop recreativ privesc mersul prin magazine ca pe o formă de recreere.
- Cumpărătorul atent la prețurile reduse: Un consumator care este interesat de raportul calitate-preț. Acest tip de cumpărător alege produsele cu cele mai mici prețuri sau la reduceri și este motivat să obțină cea mai bună valoare pentru banii oferiți.
- Cumpărătorul atent la noutăți și modă: Acest tip de consumator este caracterizat de tendința de a căuta produse sau experiențe noi de dragul entuziasmului produs de găsirea unor noutăți. Cumpărătorilor de acest tip le place fie la curent cu ultimele tendințe, iar căutarea varietății este asociată și ea cu această categorie.
- Cumpărătorul impulsiv: consumatorii impulsivi sunt mai degrabă imprudenți în luarea deciziilor care privesc achizițiile, cumpără sub impulsul momentului și nu sunt preocupați de sumele cheltuite sau de valoarea produselor cumpărate. Cei care sunt foarte impulsivi tind să nu acorde importanță la nivel cognitiv sau emoțional produsului cumpărat.
- Cumpărătorul confuz (din cauza numărului mare de alegeri posibile): Consumatorul acesta este  caracterizat de confuzia creată de numărul prea mare de oferte, magazine sau de volumul prea mare de informații despre produs; tinde să fie copleșit de informații..
- Cumpărătorul din obișnuință / fidel mărcii: Consumatorul caracterizat de tendința de a acționa din obișnuință în cazul fiecărei decizii de cumpărare. Cumpărătorii de acest tip au mărci sau magazine preferate și și-au format obiceiuri; decizia de a cumpăra nu implică o evaluare detaliată a produselor.

Câțiva cercetători au adaptat metodologia lui Sproles și Kendall pentru a fi utilizată în cazul unor țări sau grupuri culturale specifice. Stilul de a lua decizii al consumatorilor este important pentru comercianții cu amănuntul și pentru specialiștii în marketing, deoarece descriu comportamente relative stabile în timp și, din acest motiv, sunt utile în segmentarea pieței.

## Tipuri de puncte de vânzare cu amănuntul
Cea mai simplă formă de punct de vânzare cu amănuntul este piața, adică locul în care sunt oferite spre vânzare bunuri și servicii. În cadrul pieței tradiționale, comercianții își deschid tarabe, iar clienții aruncă o privire la mărfurile expuse. În unele zone, comerțul cu amănuntul este încă dominat de micile magazine de familie, însă acest tip de afacere este preluat tot mai des de marile lanțuri de comercializare cu amănuntul, care au o putere de cumpărare mult mai mare pe care o transformă în prețuri mai mici. De altfel, multe dintre aceste lanțuri de magazine au început să comercializeze produse sub marcă proprie care rivalizează cu cele ale unor companii cunoscute. Consolidările importante de pe piața comerțului cu amănuntul au transformat complet acest sector, în care puterea nu mai este deținută de angrosiști, ca în trecut, ci de marile lanțuri de magazine.
În Marea Britanie și Europa, vânzarea cu amănuntul este considerată un tip de serviciu. Directiva europeană privind serviciile se aplică tuturor tipurilor de comerț cu amănuntul, inclusiv piețelor sezoniere, comercianților stradali și vânzătorilor ambulanți.

### Tipuri de puncte de desfacere în funcție de produs
Comercianții cu amănuntul pot fi clasificați în funcție de tipul de produs vândut: 
Comercianții de mărfuri alimentare
Comercianții care vând alimente perisabile, cum ar fi carnea, produsele lactate sau alte produse proaspete, necesită de obicei condiții de depozitare la rece. Consumatorii cumpără produse alimentare, ciclul de cumpărare fiind unul regulat - de ex. zilnic, săptămânal sau lunar.
Comercianții de produse cu valabilitate limitată
Comercianții de produse cu valabilitate limitată vând bunuri ce pot fi utilizate o singură dată sau pot fi utilizate într-o anumită perioadă de timp (de obicei până la trei ani). Aceste produse includ îmbrăcămintea, alte produse textile, încălțămintea, articolele de toaletă, articole cosmetice, medicamentele sau papetăria. 
Comerțul cu amănuntul în magazine alimentare și  de cartier
Magazinele alimentare, inclusiv supermarketurile și hipermarketurile, precum și cele  de cartier oferă o gamă întreagă de produse alimentare și articole de uz casnic consumabile, cum ar fi: detergenții, produsele de curățare sau produsele de igienă personală. În general, aceste produse sunt cunoscute de consumatori ca bunuri de larg consum (FMCG) și reprezintă gamele de produse cel mai des distribuite în supermarketuri, magazine alimentare și magazine de cartier. Pentru consumatori, acestea sunt achiziții de zi cu zi , iar pentru comercianții cu amănuntul, tipuri de produse de mare rulaj. Magazinele alimentare și de cartier distribuie o gamă similară de produse, dar, de multe ori, magazinul de cartier se deschide în momente favorabile clientelei sale și poate avea o locație ușor accesibilă.
Comercianți de bunuri de folosință îndelungată
Comercianții cu amănuntul care distribuie bunuri de folosință îndelungată mai sunt cunoscuți drept comercianți de automobile, echipamente, produse electronice, mobilier, articole sportive, cherestea etc.,  și piese pentru acestea. Este vorba despre bunuri care nu se uzează repede și oferă o durată de utilizare îndelungată. Pentru consumatori, acestea fac deseori obiectul unor decizii de cumpărare importante. În ceea ce privește bunurile de folosință îndelungată, deciziile de cumpărare sunt luate în urma unor perioade mai lungi de timp. De exemplu, consumatorul tipic își poate înlocui mașina de familie la fiecare 5 ani, iar calculatorul personal la fiecare 4 ani.
Comercianți  specializați
Comercianții specializați operează în multe ramuri de activitate specializate, cum ar fi domeniul artistic, de ex. galerii de artă contemporană, librării, magazine de artizanat, instrumente muzicale, magazine de suveniruri. Magazinele de delicatese sunt și ele un tip de comerț specializat.
Comercianți cu amănuntul în funcție de produsele comercializate

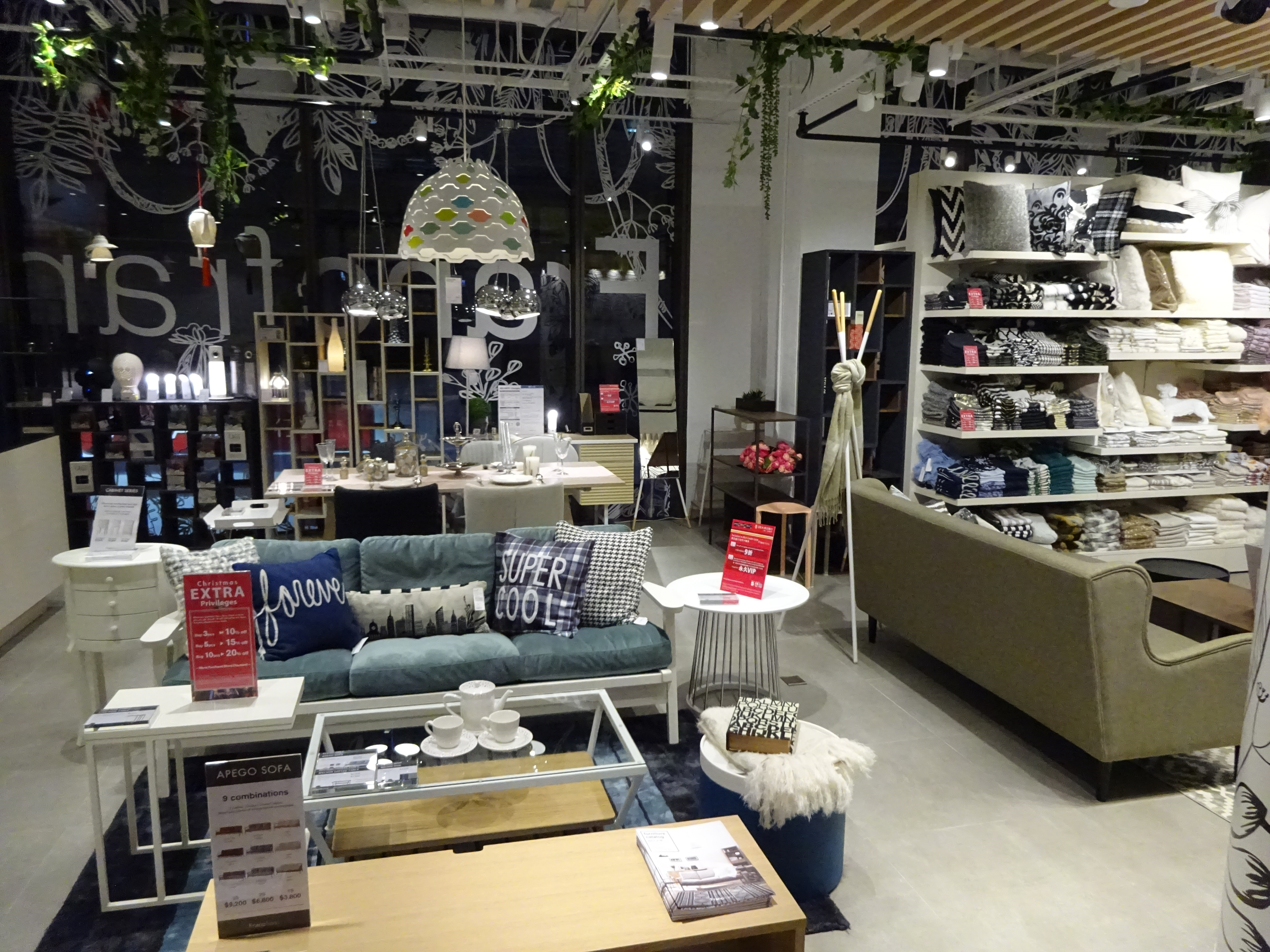
Comercianții de produse de uz casnic și de mobilier sunt considerați comercianți de bunuri de folosință îndelungată. În imagine: Comerciant de mobilă din Hong Kong
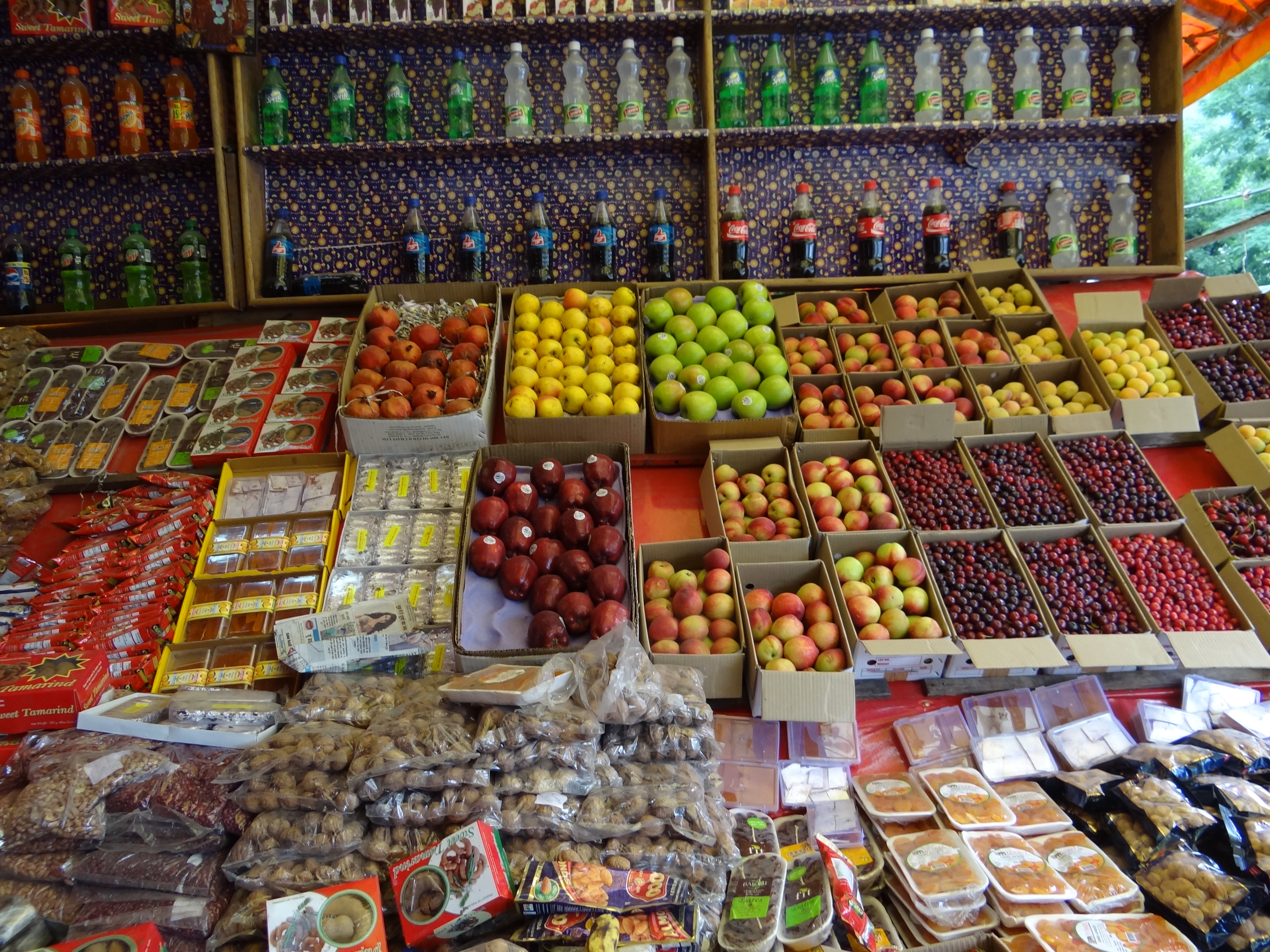
Comerciant de alimente  – Aprozar din Naggar, Himachal Pradesh,India
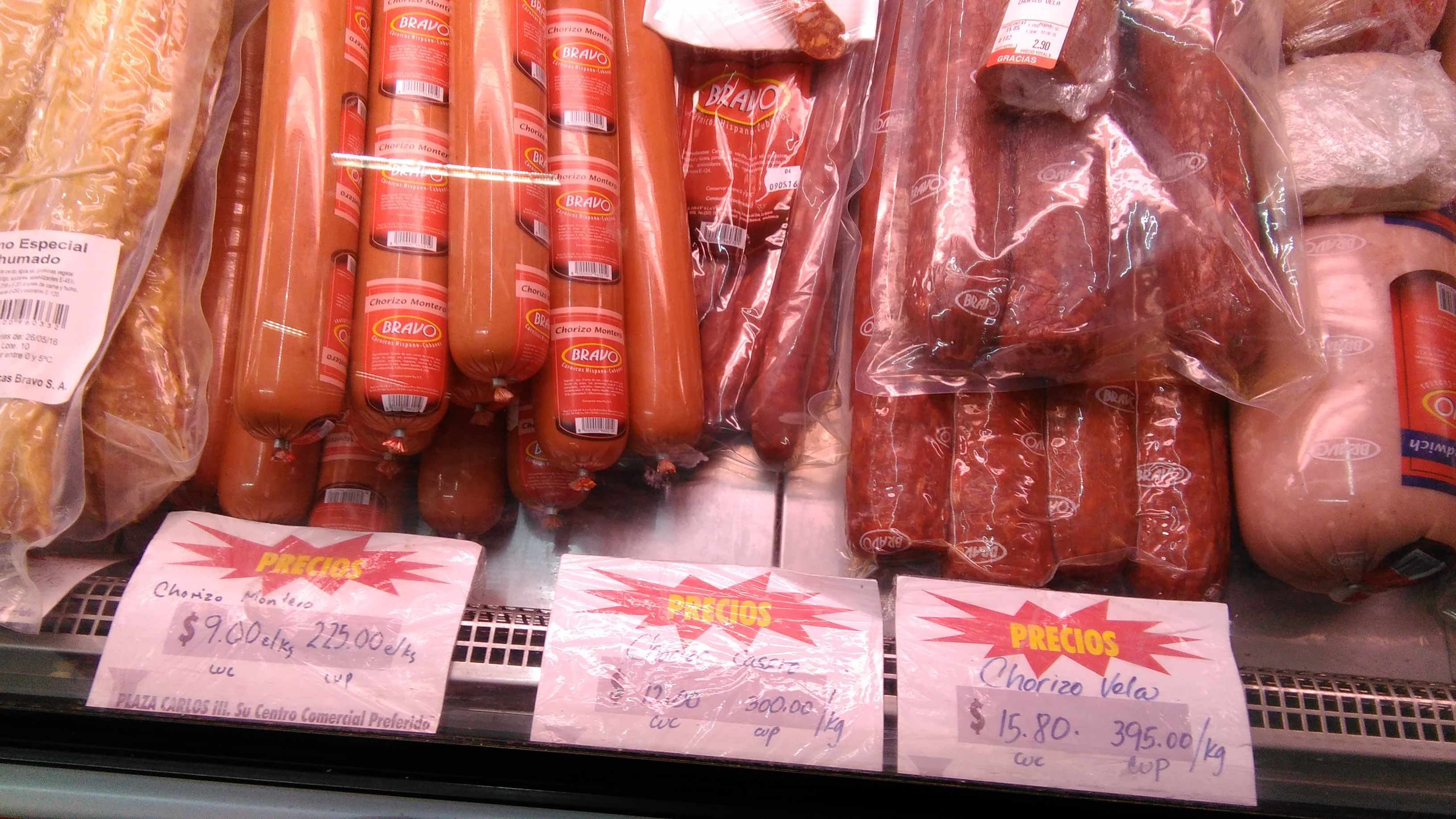
Comerțul de mărfuri alimentare include mezelăriile, măcelăriile, aprozarele, distribuitorii de mărfuri alimentare, furnizorii de produse alimentare pentru vapoare etc.
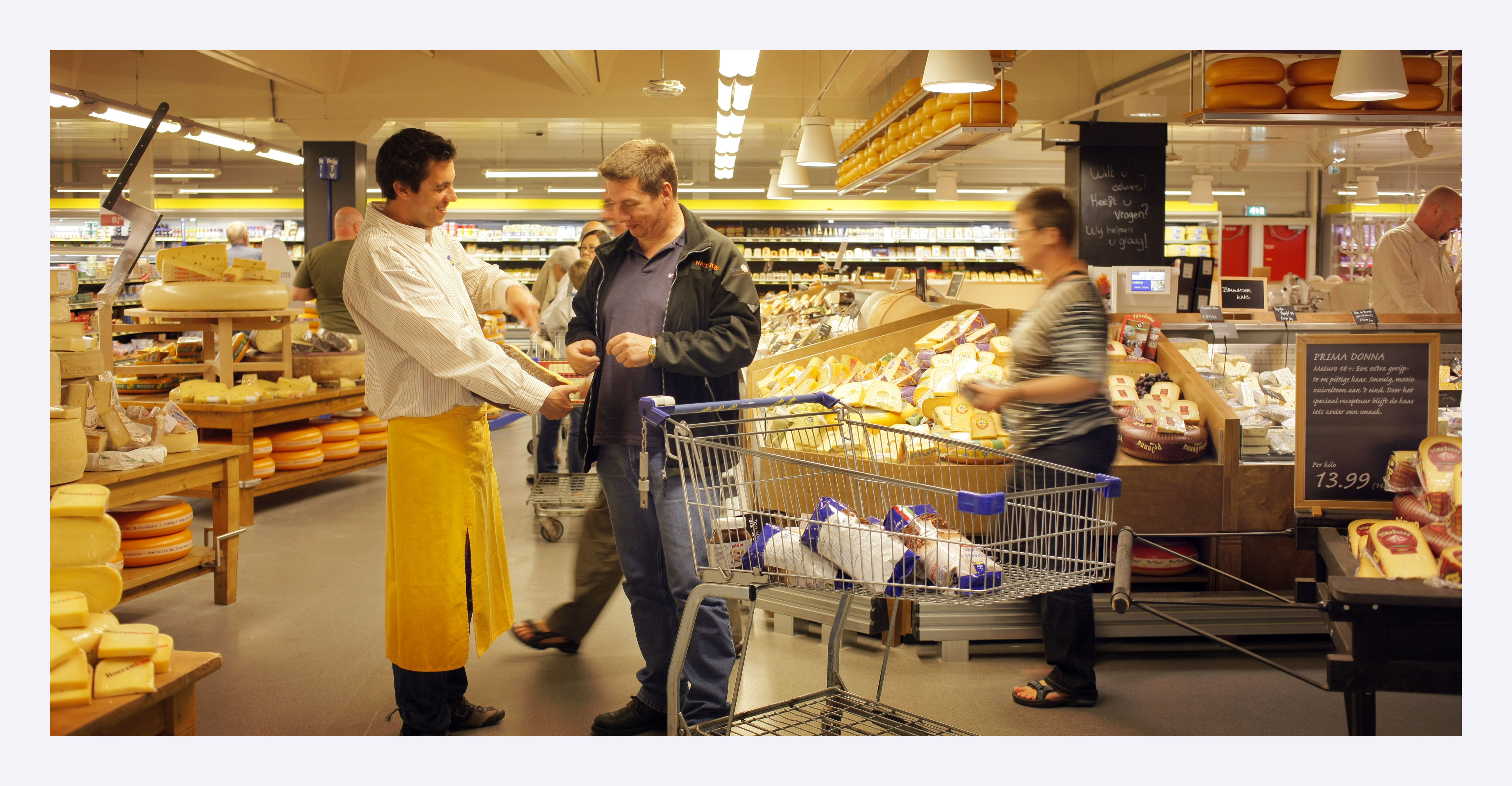
Kaaswereld, un magazin din Olanda destinat exclusiv brânzeturilor
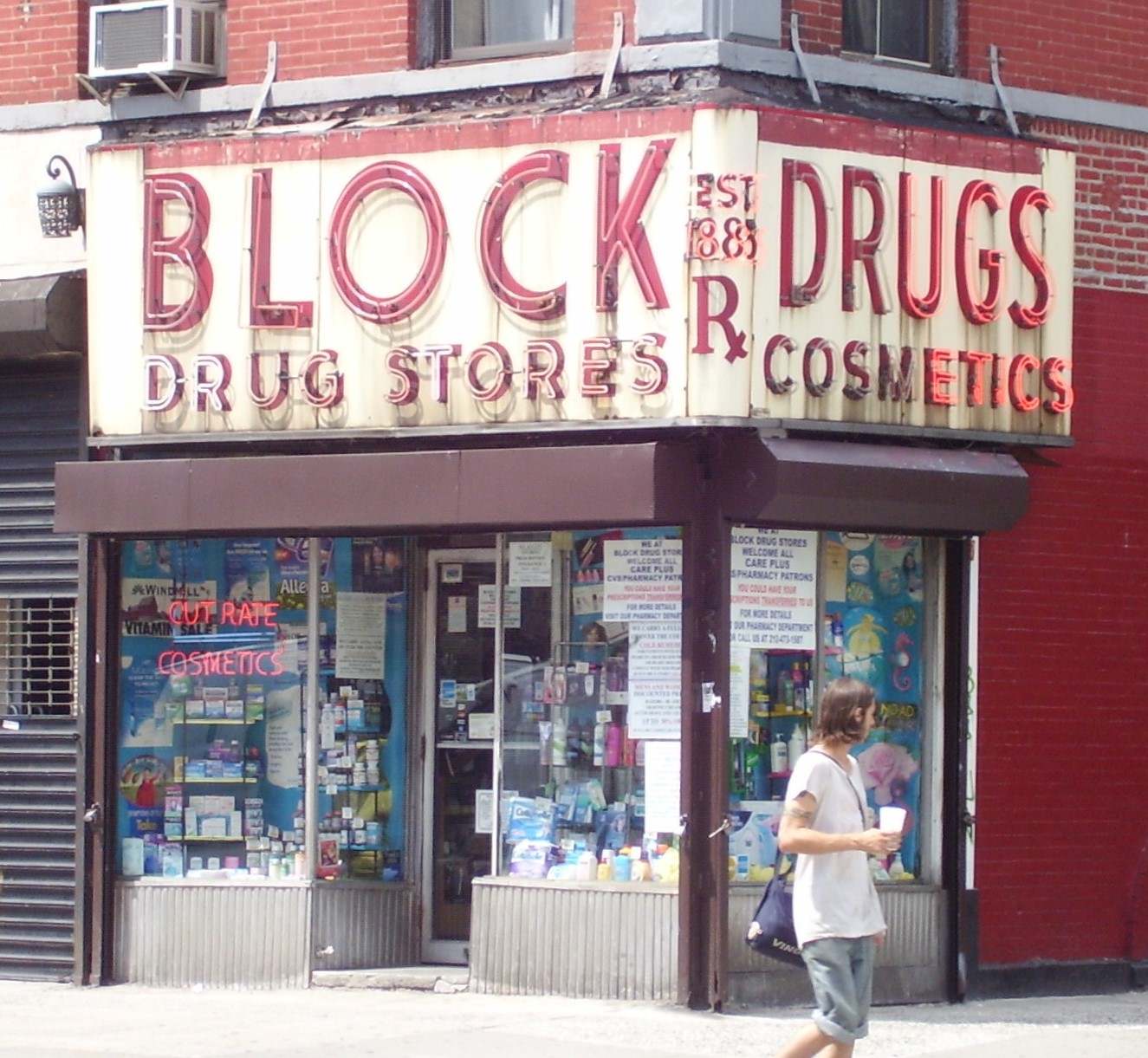
Magazinele care vând produse consumabile sunt cunoscute sub numele de magazine de produse cu valabilitate limitată
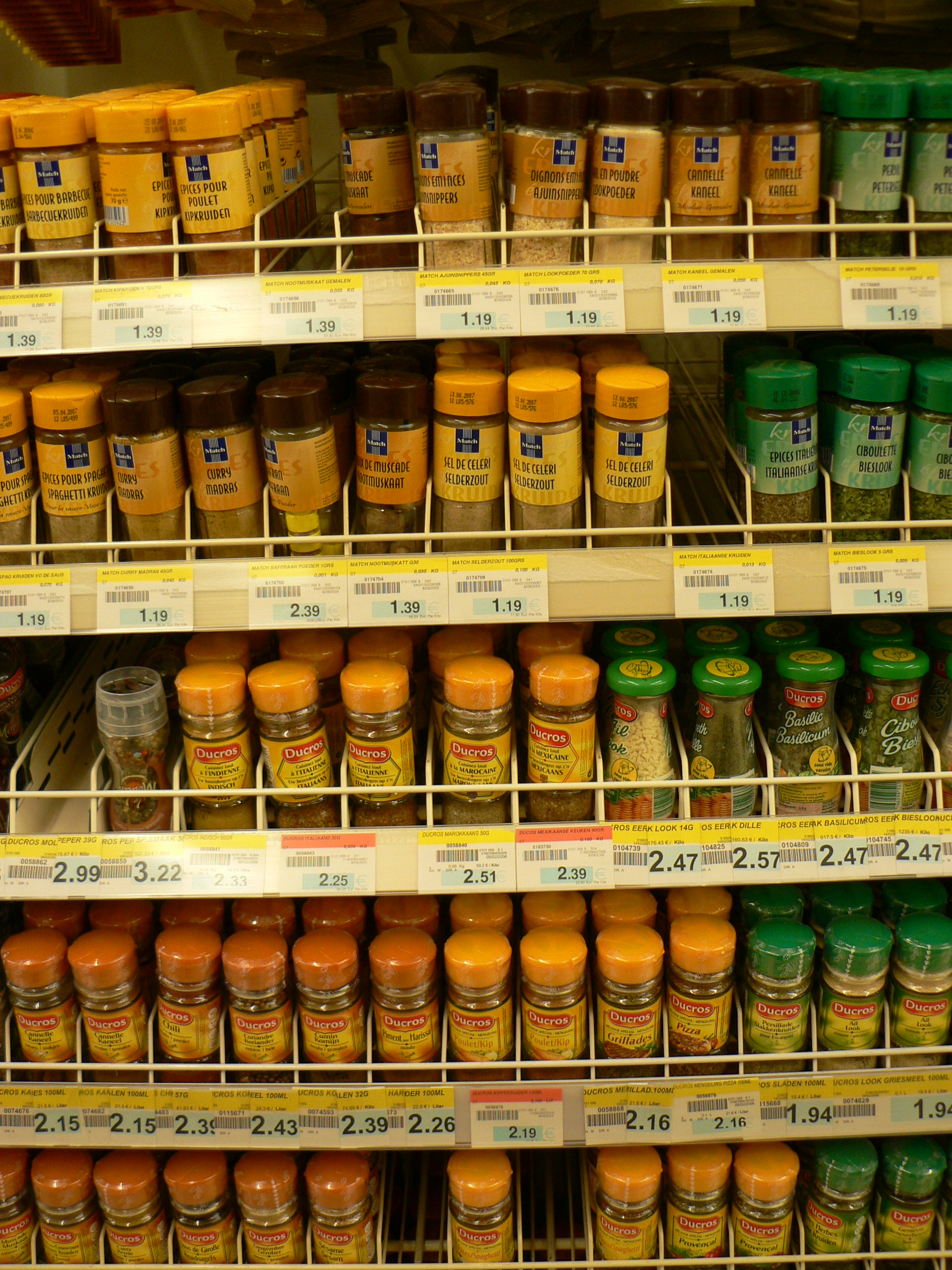
Magazinele care vând un amestec de mărfuri perisabile și consumabile pentru a satisface nevoile gospodărești sunt cunoscute sub numele de magazine alimentare
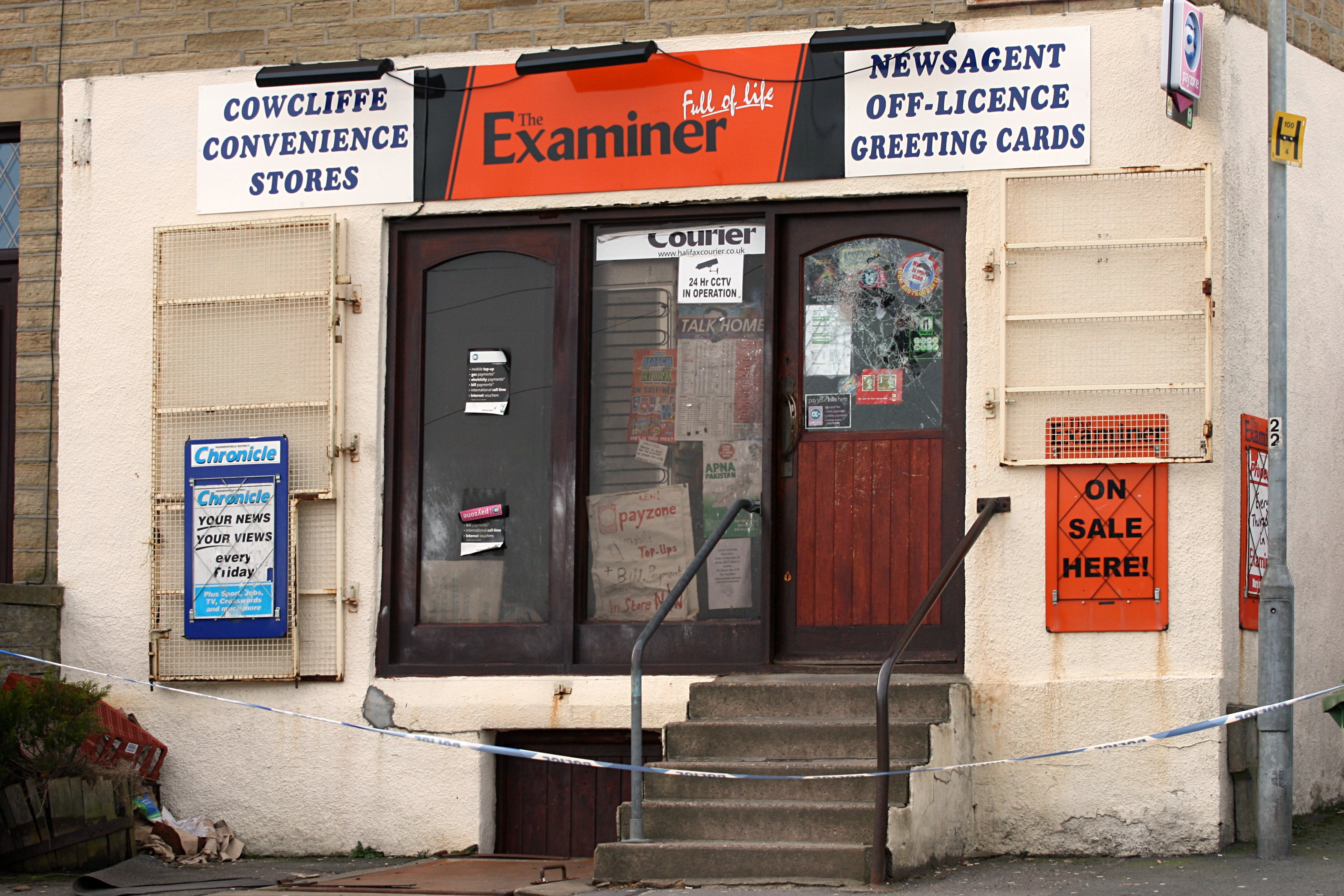
Un magazin care comercializează diverse produse de uz casnic și are un program prelungit este un magazin de cartier
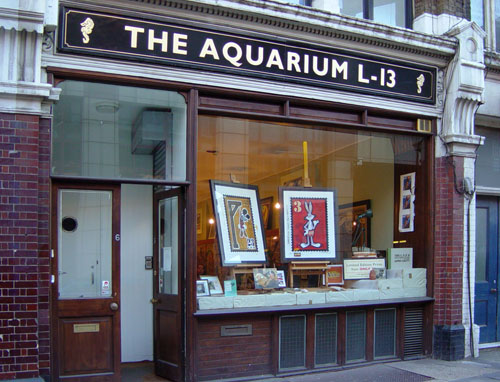
O galerie de artă este un comerciant cu amănuntul specializat

### Tipuri de magazine în funcție de strategia de marketing utilizată
În funcție de strategia de marketing adoptată, se disting următoarele tipuri de magazine:
Galeria comercială

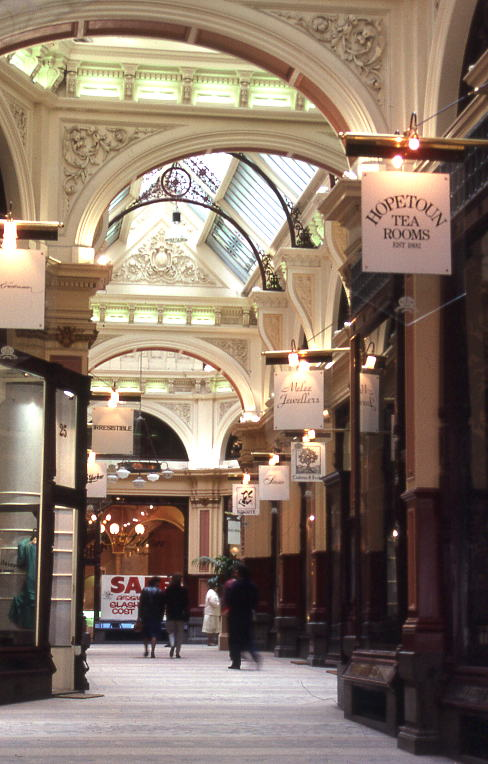
Galeria Block Arcade din Melbourne, deschisă în 1892, se află acum în lista monumentelor istorice din Australia

Termenul de „galerie comercială” desemnează un grup de puncte de vânzare cu amănuntul situat pe o alee acoperită. Galeriile sunt asemănătoare complexelor comerciale, deși sunt alcătuite dintr-un număr mai mic de magazine. Galeriile comerciale au apărut înaintea mall-urilor, fiind foarte populare la sfârșitul secolului al XIX-lea. Locuitorii eleganți din marile orașe obișnuiau să se plimbe de-a lungul acestor psaje, oprindu-se pentru a se uita la vitrine, achiziționând produse sau  relaxându-se într-una din ceainăriile deschise aici. Aceste spațiile le ofereau consumatorilor în ton cu moda posibilitatea de a fi văzuți și de a socializa într-un mediu relativ protejat. Galeriile comerciale există și acum  ca un tip distinct de punct de desfacere. Vechile galerii din secolul al XIX-lea au devenit atracții turistice populare în orașele din întreaga lume. Sălile de jocuri, cunoscute de asemenea sub numele de „penny arcades” în Statele Unite, sunt o întrupare modernă a galeriilor comerciale din secolele al XVIII-lea și al XIX-lea.
Bazarul

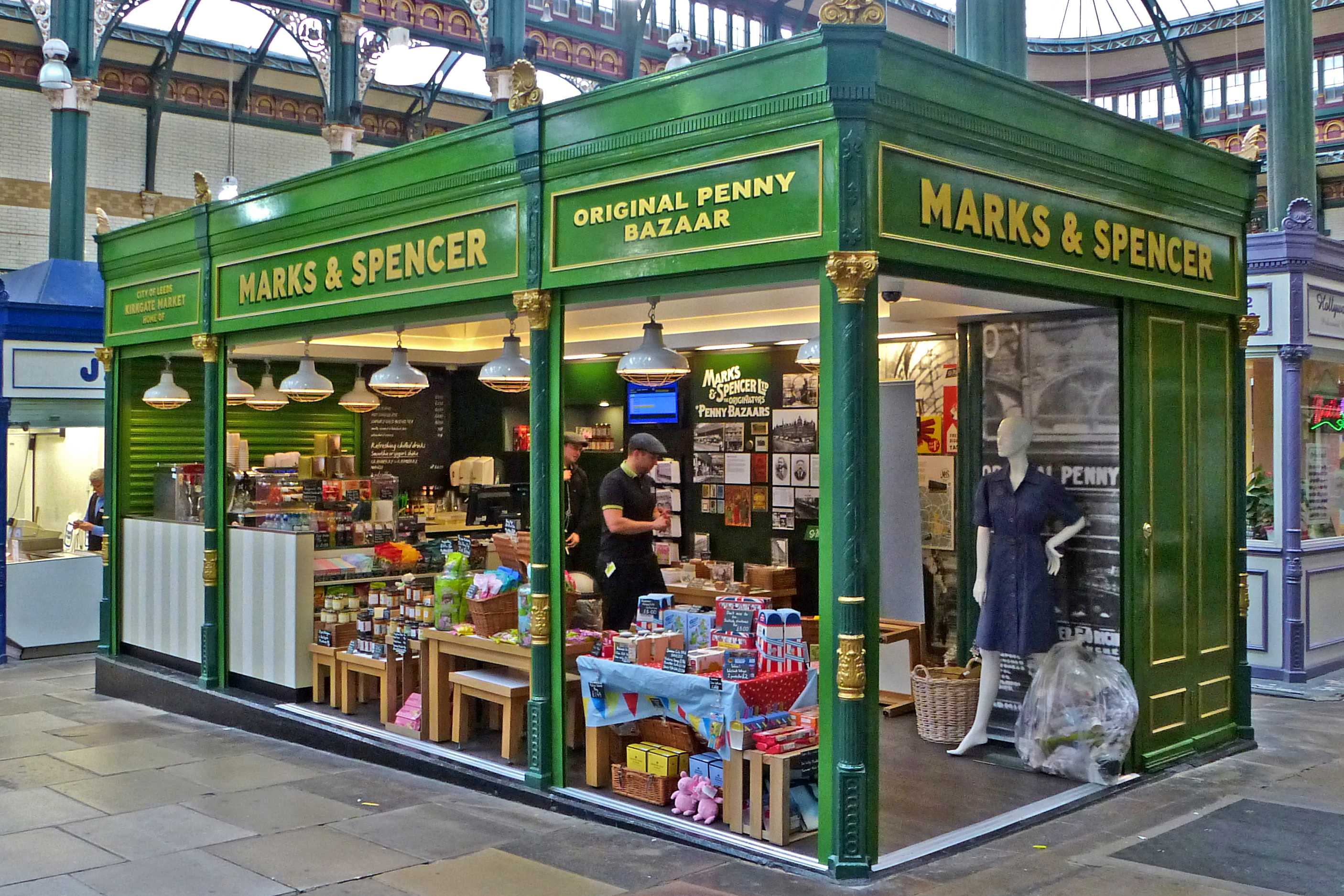
Primul magazin cu produse ieftine (bazar) Marks & Spencer, Yorkshire 2013

Termenul de „bazar” poate avea mai multe înțelesuri. Se poate referi la o piață din Orientul Mijlociu, iar expresia englezească „penny bazaar” se referă la un punct de vânzare cu amănuntul care oferă marfuri ieftine sau la preț redus. În Statele Unite, cuvântul „bazar” poate desemna un loc în care se vând produsele personale donate de doritori cu ocazia unor evenimente caritabile de strângere de fonduri, organizat de biserică sau de o altă comunitate locală.
Magazinul de modă
Un magazin de modă („boutique”, în limba engleză) este un magazin de mici dimensiuni care oferă o gamă atent selecționată de produse textile și accesorii de modă. În limba engleză, termenul “boutique” a dobândit recent un sens mai larg în domeniul comerțului și serviciilor, fiind folosit pentru a caracteriza diverse bunuri și servicii considerate la modă sau atente la calitate și detalii, de exemplu, hoteluri de tip boutique, bere de tip boutique (bere artizanală), investiții în tip boutique etc..
Magazinul lider de piață
Furnizând o gamă largă de produse de un anumit tip la prețuri mici, un magazin lider de piață poate domina segmentul său de piață, făcându-și concurența să renunțe cu totul la acel tip de produse.
Un lider de piață este un  magazin de specialitate care domină o anumită categorie de produse. Fondat în 1957, Toys “R” Us este considerat primul magazin lider de piață, dominând piața jucăriilor și a jocurilor pentru copii. În cazul anumitor categorii de produse, precum electronicele, produsele de bricolaj, articolele de birou sau jucăriile, practica obișnuită este ca acestea să fie expuse în centrul magazinului, iar asistenții de vânzări să fie disponibili pentru a răspunde la întrebările clienților și pentru a oferi sugestii atunci când este necesar. Magazinele rivale sunt obligate să își reducă prețurile dacă un lider de piață intră pe piața dintr-o anumită zonă geografică. Toys “R” Us sau magazinele Bunnings (echipamente, articole de bricolaj și materiale de construcție) și Officeworks (papetărie și materiale pentru birou) din Australia sunt exemple de lideri de piață. Unii lideri pot chiar redefini piața pe care operează. De exemplu, Bunnings a început ca un magazin de echipamente de lucru, dar oferă acum o gamă largă de produse pentru amenajări interioare și construcții, de la dulapuri de bucătărie sau produse artizanale la unelte pentru grădinărit sau mobilier exterior. Într-un mod asemănător, Officeworks a eliminat granițele care separau produsele de papetărie de mobilierul de birou sau dispozitivele de comunicații digitale, propunându-și să satisfacă toate nevoile consumatorilor legate de acest domeniu.
Lanțul de magazine

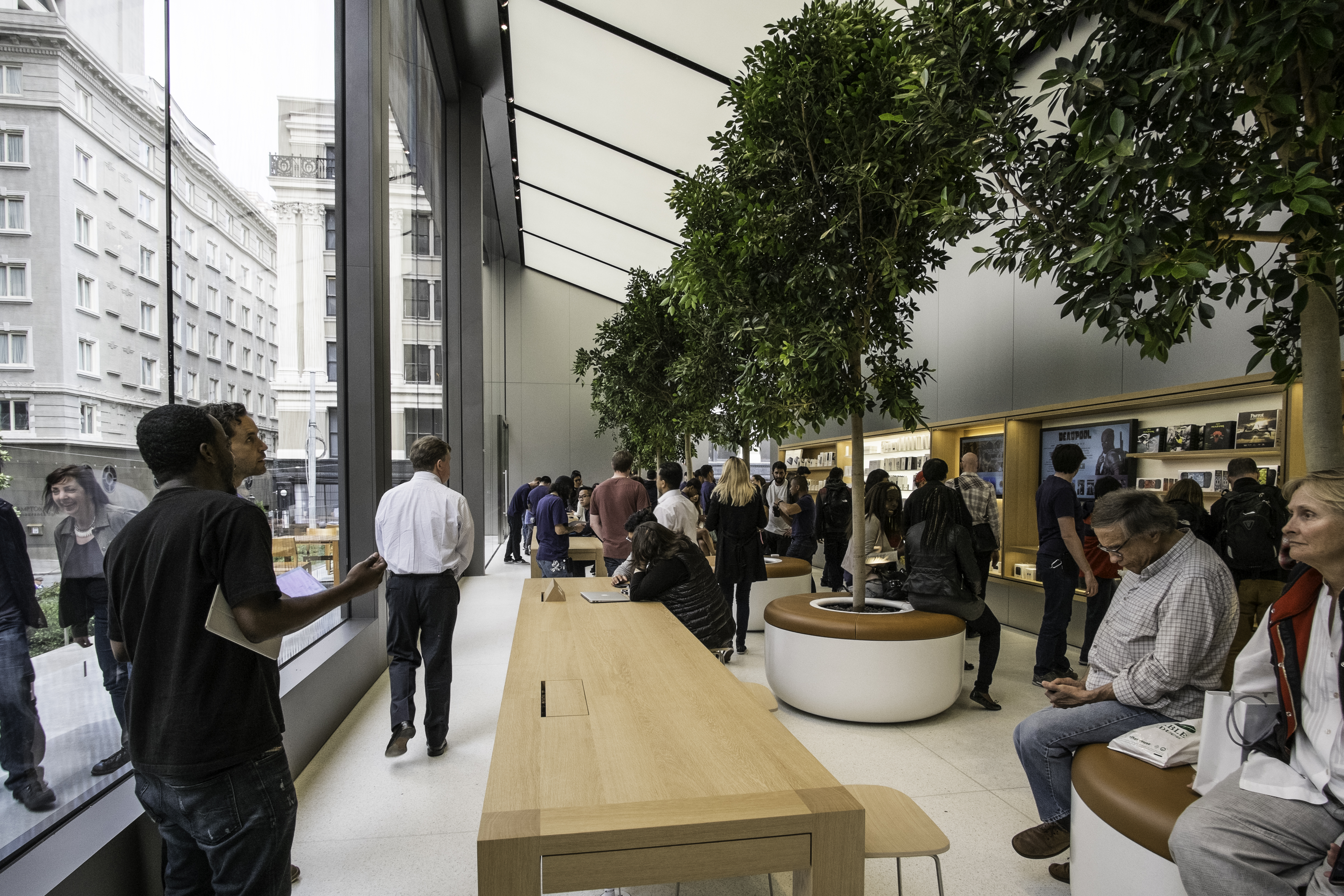
Magazinul-concept Apple din San Francisco le prezintă clienților lumea Apple, oferindu-le un perete 6K, spații de lucru, acces gratuit la wi-fi, un birou de consiliere și multe alte produse

Magazinele care  fac parte dintr-un lanț sunt deținute de aceeași companie și comercializează aceleași mărfuri sau produse similare. Lanțurile de magazine își propun să capitalizeze reducerile acordate la cumpărarea în cantități mari și să reducă cheltuielile prin economii de scară (de exemplu: depozitare, marketing, promovare și administrare în sistem centralizat). Costurile reduse se traduc în prețuri mai mici la raft.
Magazinul-concept
Magazinele tip concept se aseamănă cu cele de specialitate, deoarece sunt mici și comercializează o gamă limitată de mărci sau o singură marcă. În mod normal sunt administrate de marca deținătoare. De exemplu: L'OCCITANE en Provence. Dimensiunea și oferta limitată a magazinelor L'OCCITANE sunt prea mici pentru ca aceste magazinele să fie considerate de specialitate. Cu toate acestea, un magazin-concept nu se rezumă doar la a vinde produse, ci le oferă clienților o experiență completă, construită pentru a sublinia felul în care brandul care se pliază pe stilul de viață al cumpărătorului. Exemple în acest sens sunt magazinele Apple sau magazinele Kit Kat din Japonia.
Magazinul de tip cooperativă
Magazinele cooperative, cunoscute și drept cooperative, sunt întreprinderi deținute și administrate de consumatori pentru a-și satisface propriile nevoi sociale, economice sau culturale.
Magazinul de cartier
Un magazin de cartier oferă un număr limitat de produse la suprapreț, cu un sistem de plată și încasare rapid. Acest magazin este ideal pentru cumpărături urgente și imediate care vizează produse de strictă necesitate, având program prelungit și fiind aprovizionat în fiecare zi.
Centrul comercial

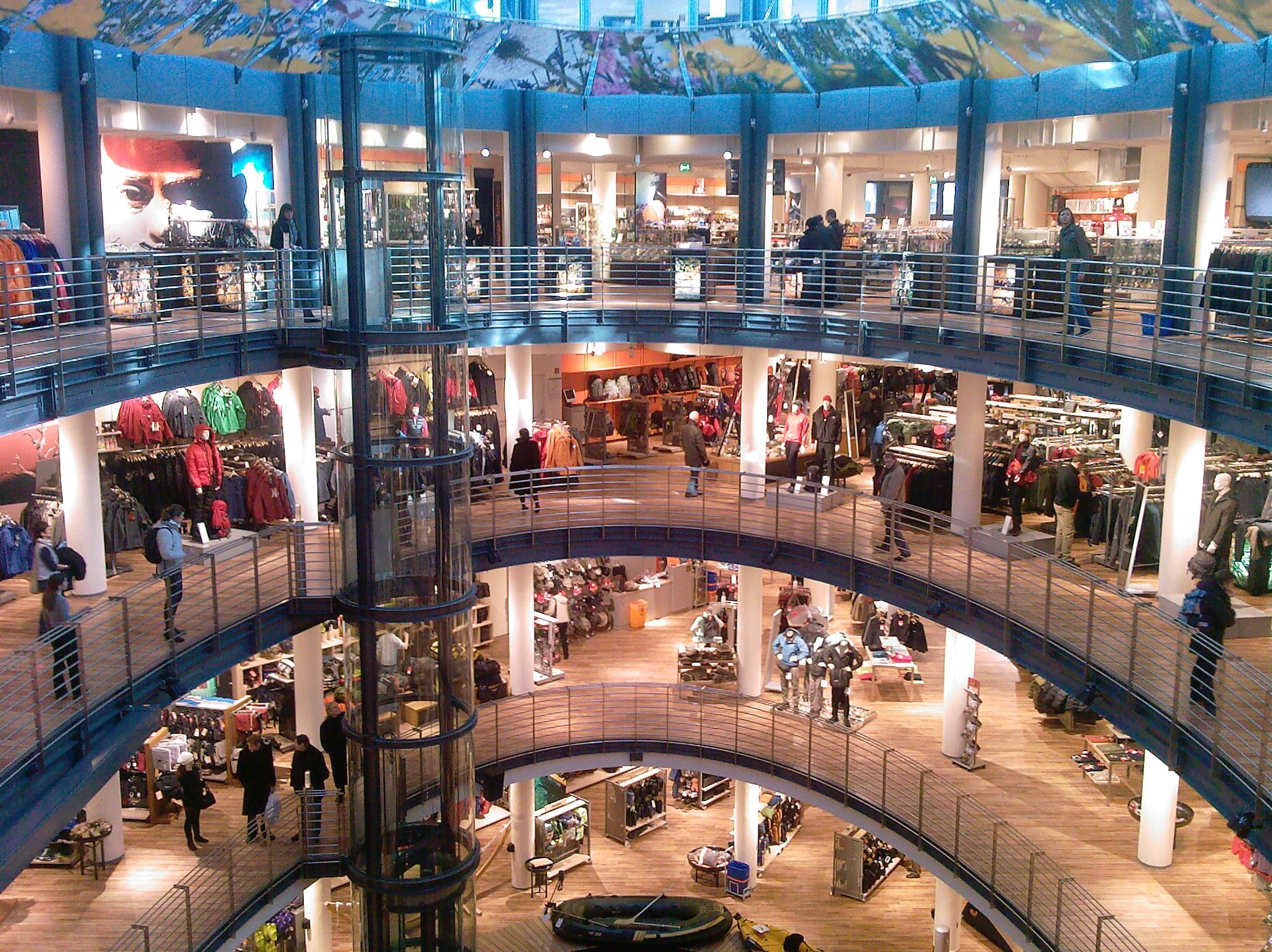
Un centru comercial este organizat pe mai multe etaje, oferind un „peisaj de servicii” elaborat

Centrele comerciale sunt magazine de foarte mari dimensiuni ce oferă o gamă largă de produse, de la haine și bijuterii, până la mobilă și electrocasnice, oferind impresia unui ansamblu de magazine specializate. Proprietarul unui astfel de magazin propune o gamă variată de bunuri, de diverse categorii, la prețuri moderate. Clienții beneficiază aici de servicii de asistență de calitate.
Magazinul-destinație
Un magazin-destinație este un punct de desfacere ales intenționat de clienți drept destinație pentru călătoria lor, care, uneori, poate presupune deplasarea pe distanțe considerabile.  Aceste magazine sunt adesea folosite pentru a atrage clienții către un mall sau o galerie comercială, generând un trafic de consumatori valorificat și de vânzătorii mai mici din jur.
Magazinul demografic
Comercianții care se axează pe un anumit segment de piață (de ex., comercianți de top care doresc să atragă doar clienți înstăriți sau se concentrează pe o piață de nișă).
Magazinul cu produse la preț redus
Magazinele cu produse la preț redus tind să ofere o gamă largă de produse și servicii, concurând cu celelalte magazine în special la capitolul preț. Clienții au acces la o mare varietate de mărfuri la prețuri mai mici decât cele ale altor comercianți. Magazinele de acest tip sunt concepute pentru a fi accesibile pentru segmentul de piață căruia i se adresează. În trecut, magazinele cu marfă la preț redus vindeau doar puține produse de firmă, la modă. Totuși, în zilele noastre, companii precum TJX Companies (care administrează lanțurile T.J. Maxx și Marshalls) și Ross Stores sunt rețele de magazine cu produse ieftine ce oferă din ce în ce mai multe produse de la firme în pas cu moda.
Magazinul online (e-tailer)

Clientul poate face cumpărături și comenzi prin intermediul Internetului, iar marfa este livrată la ușa acestuia sau poate fi preluată dintr-un punct de ridicare. În unele cazuri, comercianții cu amănuntul din mediul virtual folosesc tehnica „drop shipping” (magazinul nu are un stoc fizic pentru produsele pe care le comercializează). Aceștia acceptă plata pentru produs, iar clientul primește produsul direct de la producător sau de la un comerciant cu ridicata. Această modalitate este ideală pentru clienții care nu doresc să se deplaseze până la magazinele de vânzare cu amănuntul și preferă livrările la domiciliu. E-mag este un exemplu de magazin online din România.
Vânzătorii ambulanți

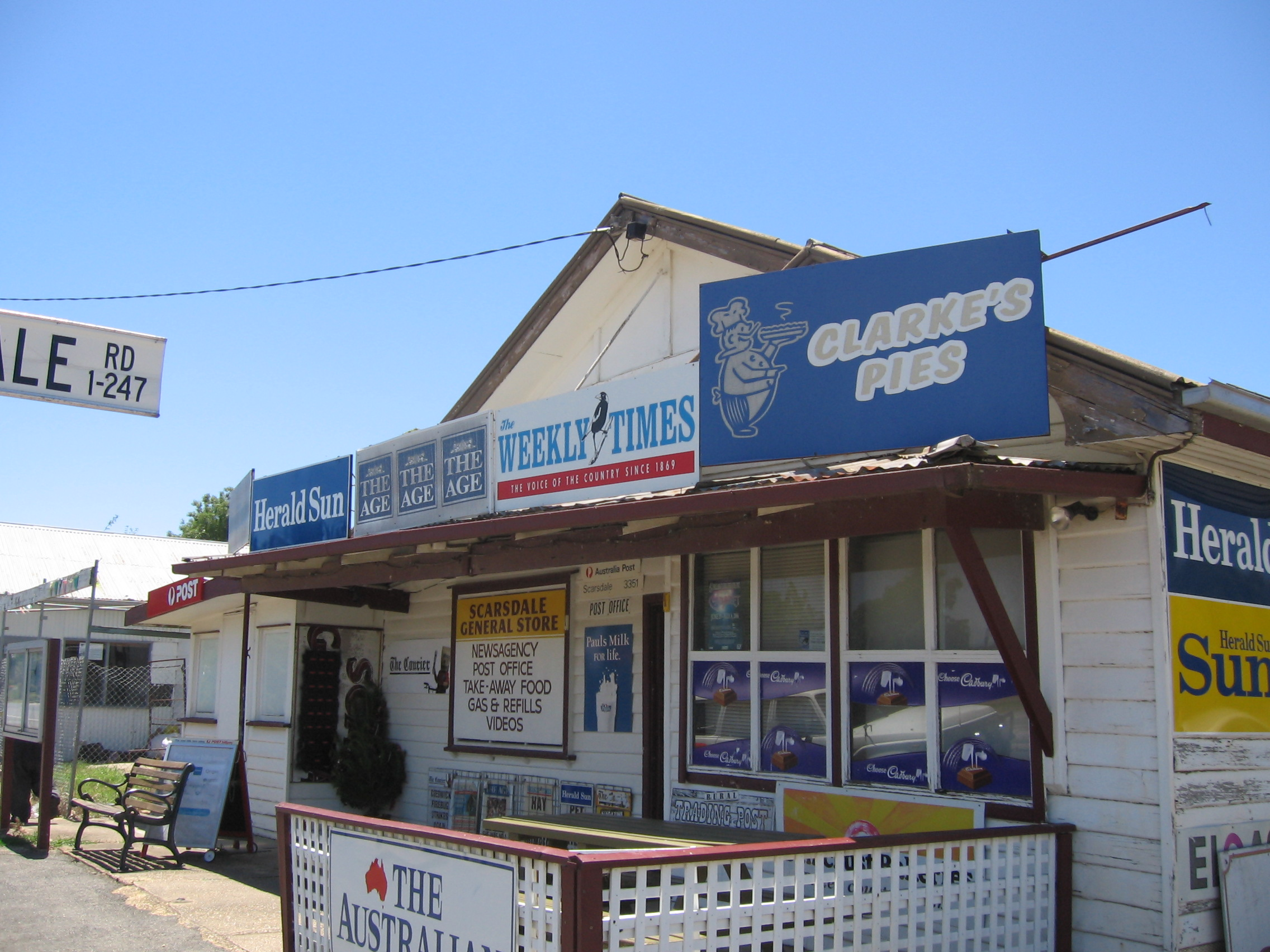
Magazin universal în Scarsdale, Victoria, Australia

Vânzătorii ambulanți, denumiți și vânzători itineranți sau comercianți stradali, sunt furnizorii de mărfuri ușor transportabile. De obicei, vânzătorii ambulanți își desfășoară activitatea în locuri publice, de exemplu străzi, piețe, parcuri sau grădini publice sau în apropierea locurilor cu trafic intens, cum ar fi grădinile zoologice sau casele de cultură. Vânzătorii ambulanți sunt des  întâlniți în Asia. 
Hipermagazinul
Hipermagazinul (cunoscut și sub numele de hypermarket sau hypermart) oferă cantități  foarte mari și variate de mărfuri, cu marjă de profit scăzută. Costul de operare este relativ mic față de alte tipuri de vânzare cu amănuntul, putând fi definit drept „o combinație între supermagazine și magazine de tip discount, cu o suprafață de cel puțin 18.580 de metri pătrați sau mai mare, care vinde o gamă largă de produse alimentare și mărfuri generale la un preț mic”.
Magazinul universal

Magazinul universal este un magazin care satisface principalele nevoi ale comunității locale și este adesea localizat în zone periferice sau rurale cu  o densitate scăzută a populației. În astfel de zone, magazinul universal poate  fi singurul punct de vânzare cu amănuntul pe o întindere de câteva sute de kilometri. Acest tip de unitate comercială oferă o gamă foarte variată de produse - de la produse alimentare și farmaceutice până la echipamente și combustibil. În plus, aceasta poate furniza servicii esențiale, precum serviciile poștale, bancare, servicii ale agențiilor de presă și, de asemenea, poate avea rolul unui intermediar pentru achiziția de echipamentele agricole și produse engros.
Magazinul de tip mall

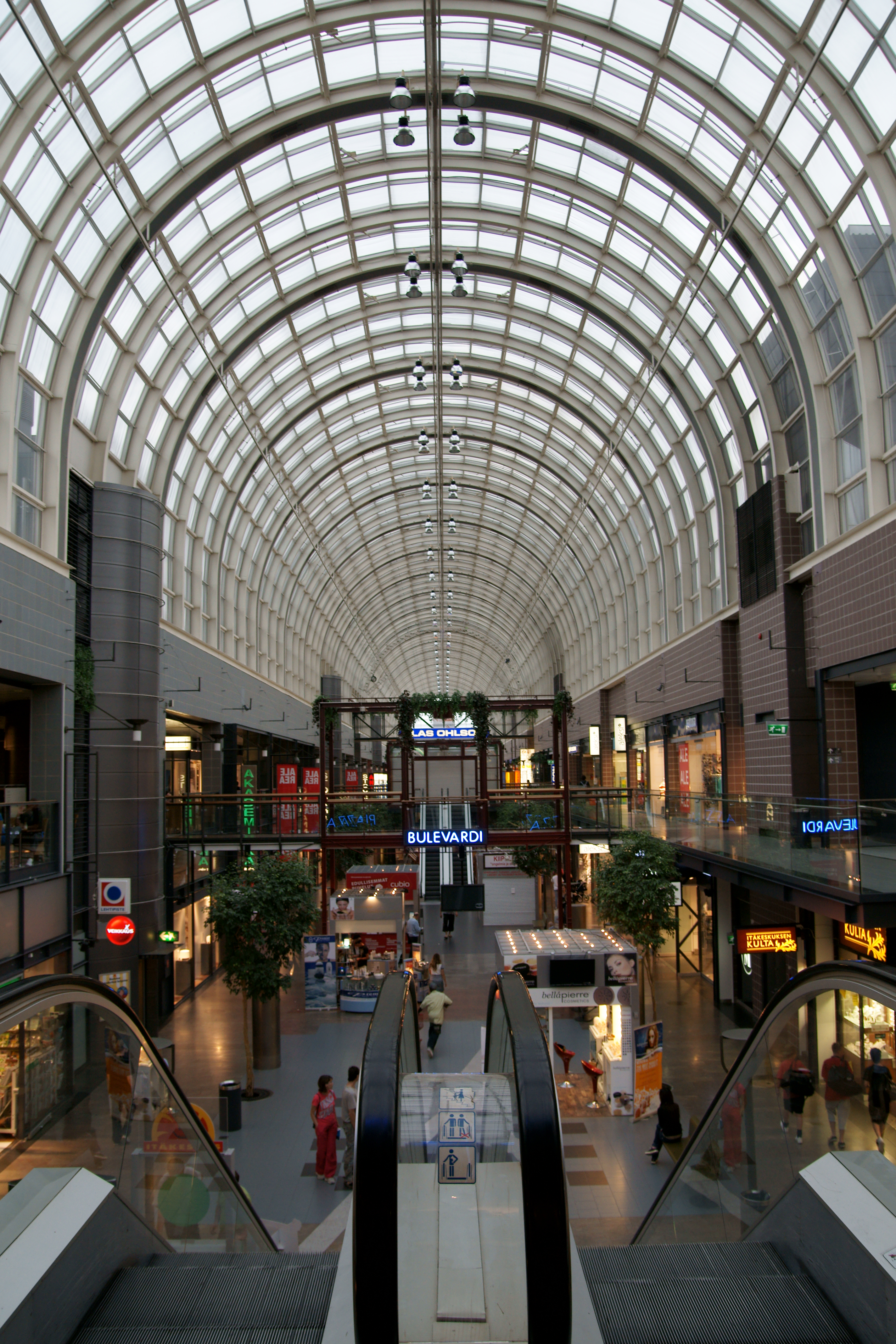
Un mall din Helsinki

Un mall înglobează o gamă largă de magazine cu amănuntul într-un singur spațiu. Centrele comerciale de acest tip pot include locuri special amenajate pentru a lua masa și pentru activități de divertisment, băcănii, magazine de electronice și de modă, toate sub același acoperiș. Mall-urile produc 7% din veniturile din comerțul cu amănuntul în India, 10% în Vietnam, 25% în China, 28% în Indonezia , 39% în Filipine și 45% în Thailanda. Mall-urile sunt gestionate de obicei de o autoritate administrativă centrală, care se asigură că acestea  atrag  tipul potrivit de comercianți cu amănuntul și folosesc un mix de marketing adecvat.
Magazinul de familie
Un magazin de mici dimensiuni deținut și exploatat de un individ sau de o familie.  Se concentrează pe un set de produse relativ limitat și selectiv.
Magazinul temporar
Magazinul temporar reprezintă un spațiu de vânzare cu amănuntul deschis pentru o perioadă scurtă de timp, eventual doar pentru vânzarea unui anumit stoc de mărfuri, pentru o ocazie specială sau pe perioada vacanțelor. Succesul unui astfel de magazin este dat de propunerea unor produse mereu noi, care pot stârni interesul clienților.
Piața
În comerțul cu amănuntul, piața este definită drept un punct de vânzare în care este comercializată o mare varietate de produse, împachetate sau despachetate, către consumatorii finali. La nivel global, piața poate purta diverse denumiri. De exemplu, în Orientul Mijlociu, piața este cunoscuta sub numele de bazar sau souq/souk.
Magazinul specializat

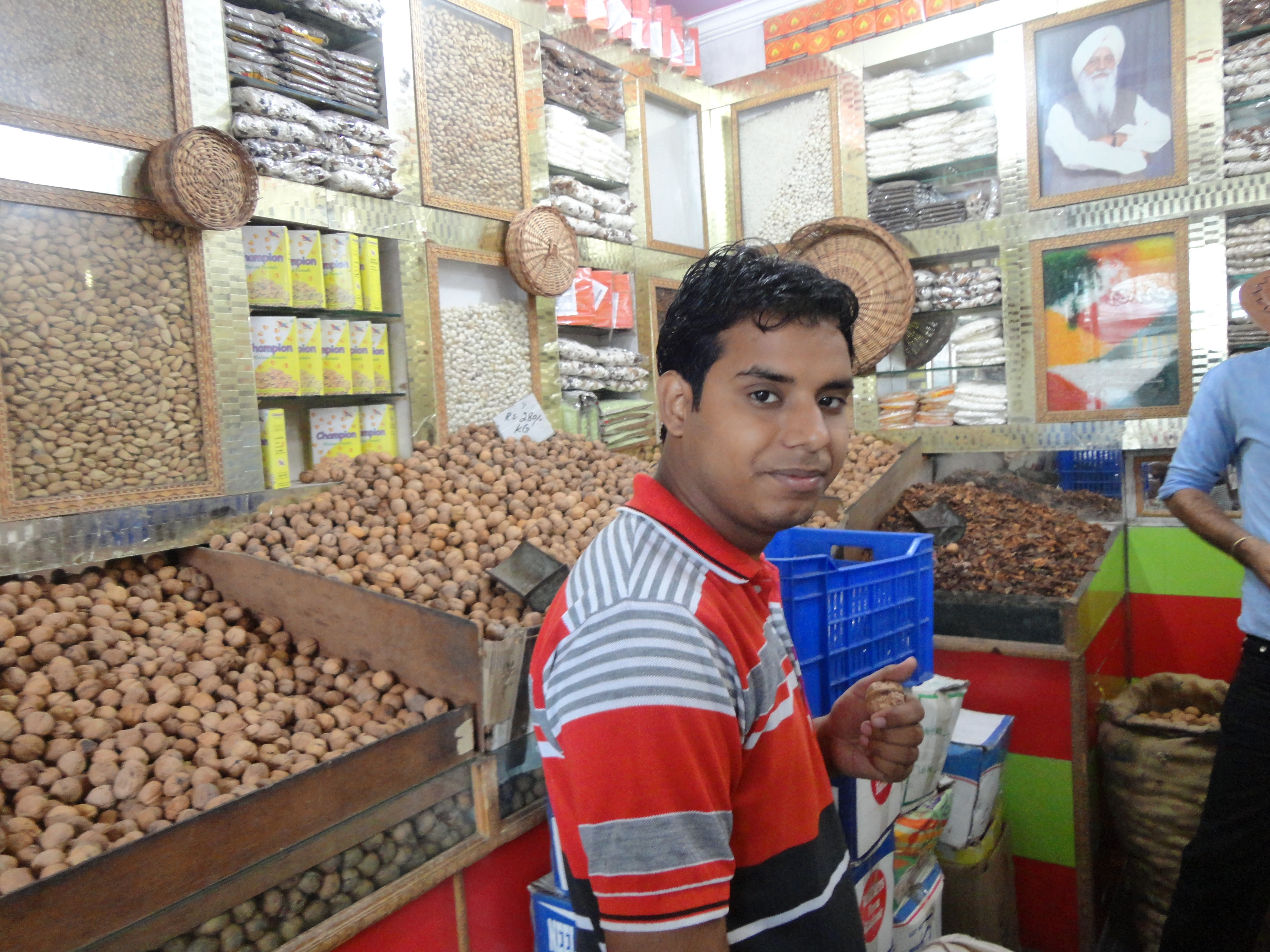
Un magazin din India este specializat într-un singur produs: diferite specii de nuci

Un magazin specializat oferă o gamă restrânsă de produse și se specializează fie în anumite mărfuri, cum ar fi jucăriile, încălțămintea sau îmbrăcămintea, fie se adresează unui public țintă, precum copiii, turiștii sau femeile plinuțe. Dimensiunile magazinelor de acest tip diferă, unele pot fi foarte mari, ca magazinul de jucării Toys ”R” Us, magazinul de articole sportive Foot Locker sau magazinul de produse cosmetice The Body Shop, în timp ce altele pot fi mici și individuale, precum magazinul de îmbrăcăminte pentru bărbați Nutters de pe celebra stradă Savile Row din Londra. Indiferent de spațiul pe care îl ocupă, magazinele specializate tind să dețină o varietate mai mare de produse specifice decât magazinele universale și, de cele mai multe ori, oferă informații de specialitate care sunt apreciate de către consumatori. De obicei, prețul nu este un factor prioritar atunci când clienții decid să cumpere un produs dintr-un magazin de specialitate. Factori precum imaginea mărcii, posibilitatea de a alege dintr-o gamă mai variată de produse sau asistența la cumpărare sunt considerați mai importanți.
Supermagazinul

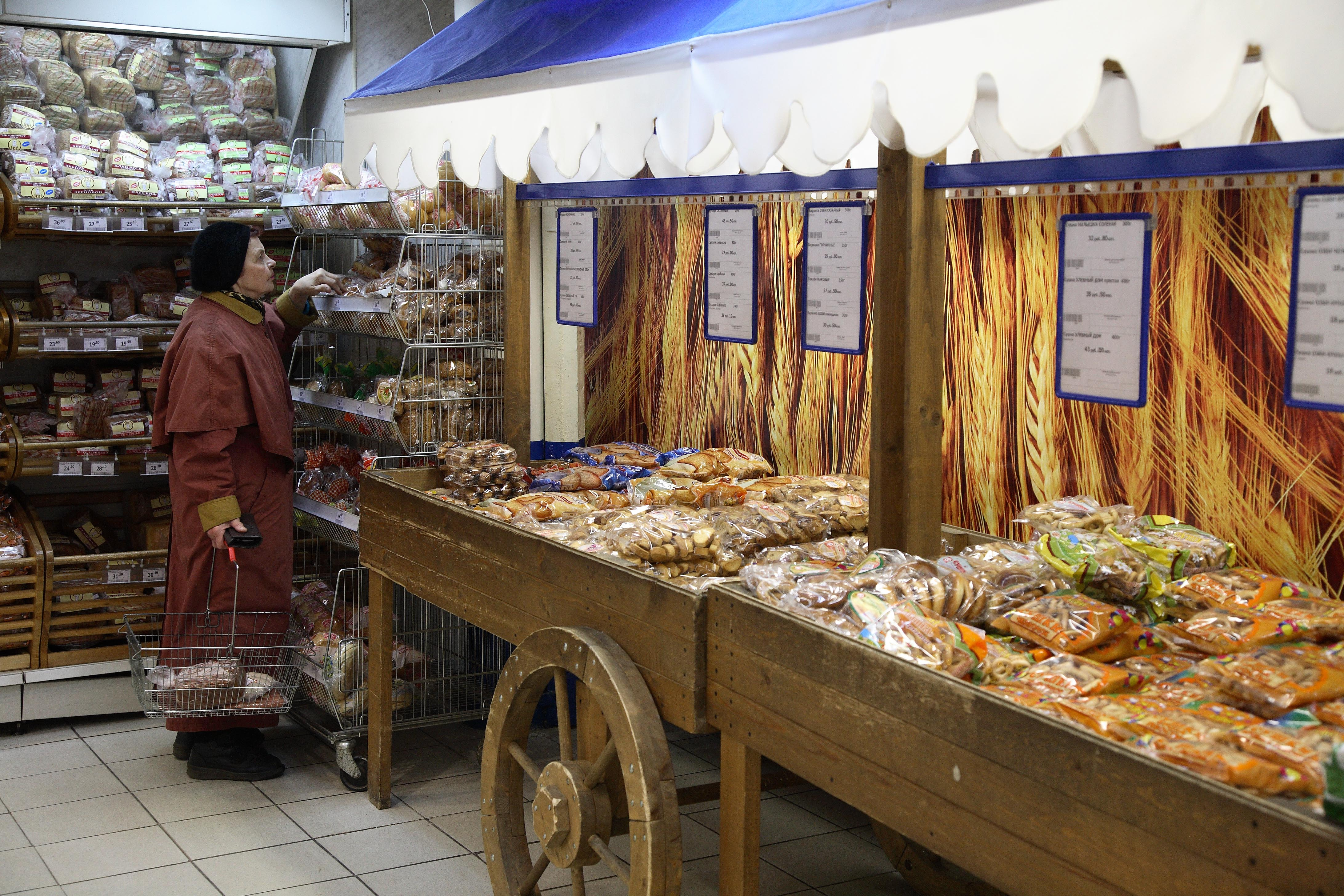
Interiorul unui supermarket din Rusia

Un supermagazin sau supermarket este un magazin cu autoservire care oferă produse alimentare și o gamă limitată de produse nealimentare. Magazinele de tip supermarket folosesc deseori politica prețurilor reduse sau a reducerilor de preț ocazionale. Supermarketurile pot avea între 1.850 și 3.700 metri pătrați.
Magazinul mixt
Magazinele mixte oferă mărfuri la prețuri foarte mici și o selecție variată de produse. Dezavantajul acestui tip de magazin este faptul că articolele nu sunt de cea mai bună calitate.
Automatul

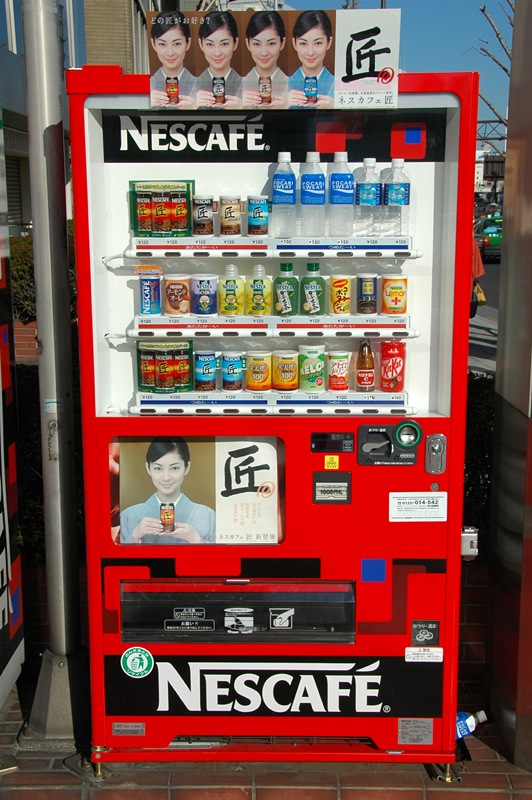
Automat Nescafé

Automatul de vânzare este un dispozitiv de vânzări acționat mecanic. Clienții introduc banii necesari într-un spațiu special și pot cumpăra produsul ales. Automatul reprezintă un tip de vânzări cu autoservire. Aparatele afișează deseori un număr de telefon la care clienții pot suna în cazul unor defecțiuni.
Unele magazine pun la dispoziție produse simple la preț redus, în vreme ce altele oferă mărfuri de calitate medie sau superioară, în funcție de veniturile consumatorilor țintă.
Depozitele-club
Depozitele-club sunt magazine cu amănuntul care vând, de obicei, o varietate mare de mărfuri pe care cumpărătorii le pot achiziționa în cantități mari, cu ridicata. Datorită acestui fapt, depozitele de acest tip atrag atât vânătorii de chilipiruri, cât și proprietarii unor afaceri mai mici. Aceste organizații comerciale pot să mențină prețurile scăzute datorită unui format nepretențios, axat doar elementele esențiale. Mai mult, clienților li se poate cere să plătească o taxă de membru anuală pentru a-și putea face cumpărăturile acolo.
Magazinele-depozit
Magazinele-depozit sunt unități de desfacere cu amănuntul care funcționează în antrepozite. Acestea oferă marfă la prețuri mici, de cele mai multe ori în cantități mari, dar și servicii minime. De exemplu, mărfurile sunt depozitate pe paleți sau rafturi de metal.

### Alte tipuri de puncte de desfacere
Comerțul cu amănuntul mai poate include următoarele tipuri de puncte de desfacere:
- Punctele de desfacere automate - autoservirile, chioșcurile automate localizate în aeroporturi, mall-uri, în magazine alimentare. Magazinele automate acceptă cardurile de credit și lucrează non-stop 24/7. Exemple pot fi automatele ZoomShops și Redbox.

- Centrele comerciale de mari dimensiuni – includ magazine universale, magazinele cu reduceri, marketuri și depozite etc.
- Magazinele de produse la mâna a doua  
Unele magazine vând produse la mâna a doua. Magazinele non-profit primesc bunuri donate de public cu scopul de-a fi vândute. Din magazinul comunitar bunurile pot fi luate fără a fi plătite.
- Casele de amanet. O altă formă de magazin este reprezentată de casele de amanet. Acestea vând bunurile care au fost lăsate drept garanție pentru împrumuturi. Există și consignații în care oamenii își pot aduce bunurile spre vânzare, iar când acestea sunt vândute îi returnează proprietarului magazinului un procentaj din prețul acestora. Avantajul acestei metode de a vinde îl reprezintă faptul că magazinele expun bunurile unui număr mai mare de potențiali cumpărători.  Platforme de vânzări online precum OLX sau Quikr care oferă și ele bunuri la mâna a doua..

Comercianții cu amănuntul își pot alege orice stil de organizare, deoarece fiecare corespunde unor anumite date demografice, stiluri de viață și obiceiuri de cumpărare ale clienților. Un mod de organizare bine ales va asigura o aranjare a produselor care va atrage cumpărătorii țintă, care, la rândul lor, vor crește vânzările..

## Topul primilor zece comercianți cu amănuntul la nivel global
La ora actuală, China are cea mai mare piață de comerț cu amănuntul din lume.
| Primii zece comercianți cu amănuntul la nivel global | Primii zece comercianți cu amănuntul la nivel global | Primii zece comercianți cu amănuntul la nivel global | Primii zece comercianți cu amănuntul la nivel global | Primii zece comercianți cu amănuntul la nivel global | Primii zece comercianți cu amănuntul la nivel global |
| Poziție                                              | Companie                                             | Țara de origine                                      | Venit 2015 (milioane dolari $)                       | Dominant în sectorul... 2015                         | Numărul de țări în care operează 2015                |
| ---------------------------------------------------- | ---------------------------------------------------- | ---------------------------------------------------- | ---------------------------------------------------- | ---------------------------------------------------- | ---------------------------------------------------- |
| 1                                                    | Walmart                                              | S.U.A.                                               | $482,130                                             | Hypermarket/Centru comercial/Supermagazin            | 30                                                   |
| 2                                                    | Costco                                               | S.U.A.                                               | $116,199                                             | Cash & Carry/Depozit-club                            | 10                                                   |
| 3                                                    | Kroger                                               | S.U.A.                                               | $109,830                                             | Supermarket                                          | 1                                                    |
| 4                                                    | Schwarz Gruppe (Lidl)                                | Germania                                             | $94,448                                              | Magazin reduceri                                     | 26                                                   |
| 5                                                    | Walgreens                                            | S.U.A.                                               | $89,631                                              | Magazin sănătate/Pharmacie                           | 10                                                   |
| 6                                                    | The Home Depot                                       | S.U.A.                                               | $88,519                                              | Construcții și bricolaj                              | 4                                                    |
| 7                                                    | Carrefour                                            | Franța                                               | $84,856                                              | Hypermarket/Centru comercial/Supermagazin            | 35                                                   |
| 8                                                    | Aldi                                                 | Germany                                              | $82,164                                              | Magazin Reduceri                                     | 17                                                   |
| 9                                                    | Tesco                                                | Regatul Unit                                         | $81,019                                              | Hypermarket/Centru comercial/Supermagazin            | 10                                                   |
| 10                                                   | Amazon                                               | S.U.A.                                               | $79,268                                              | Magazin virtual                                      | 14                                                   |

### Concurența
Este posibil ca magazinele cu amănuntul să nu aibă concurenți puternici, capabili să le afecteze politicile privind disponibilitatea produselor sau desfășurarea altor operațiuni. Un sondaj din 2006 a arătat că doar 38% dintre magazinele de comerț cu amănuntul din India credeau că se confruntă cu o oarecare concurență. Potrivit aceluiași studiu, concurența afecta de asemenea mai puțin de jumătate din magazinele din Kazahstan, Bulgaria și Azerbaidjan. În toate aceste țări, concurența a fost în principal internă, și nu externă.
| Țara                  | % din magazine au concurență |
| --------------------- | ---------------------------- |
| India                 | 38%                          |
| Kazahstan             | 44%                          |
| Bulgaria              | 46%                          |
| Azerbaidjan           | 48%                          |
| Uzbekistan            | 58%                          |
| Armenia               | 58%                          |
| Georgia               | 59%                          |
| Kârgâzstan            | 59%                          |
| Rusia                 | 62%                          |
| Belarus               | 64%                          |
| Croația               | 68%                          |
| România               | 68%                          |
| Ucraina               | 72%                          |
| Turcia                | 73%                          |
| Serbia                | 74%                          |
| Tadjikistan           | 74%                          |
| Slovenia              | 77%                          |
| Letonia               | 78%                          |
| Bosnia și Herțegovina | 79%                          |
| Moldova               | 79%                          |
| Republica Cehă        | 80%                          |
| Slovacia              | 80%                          |
| Polonia               | 83%                          |
| Ungaria               | 87%                          |
| Estonia               | 88%                          |
| Lituania              | 88%                          |
| Macedonia             | 88%                          |
| Albania               | 89%                          |

Comerțul cu amănuntul oferă 9% din locurile de muncă din India și reprezintă 14% din PIB-ul acestei țări.

## Provocări
Pentru a ocupa un segment și a-l menține pe o anumită piață, întreprinderile comerciale trebuie să depășească următoarele bariere:
- Barierele de reglementare includ
  - Restricții privind achizițiile imobiliare, în special cele impuse de autoritățile locale sau cele îndreptate împotriva marilor lanțuri de supermarketuri;
  - Restricții în ceea ce privește investițiile externe în domeniul comerțului cu amănuntul, care se pot referi atât la suma absolută care poate fi investită, cât și la procentajul de acțiuni care oferă drept de vot care poate fi achiziționat (de exemplu, din stocul comun de acțiuni);
- Sisteme de impozitare nefavorabile, în special cele care au scopul de a penaliza sau de a ține la distanță marile lanțuri de magazine (vezi „Reglementări” mai sus);
- Absența unor lanțuri de aprovizionare bine dezvoltate sau a unui tip de management IT integrat;
- Concurența strânsă dintre actorii deja existenți pe piață, care creează marje de profit scăzute, cauzate, în parte, de
  - Inovațiile constante în ceea ce privește designul produselor care se transformă într-un risc constant de uzură morală a acestora și în scăderea prețului stocurilor existente; și
- Lipsa unei forțe de muncă educate și/sau instruite în mod adecvat, deseori inclusiv la nivel managerial.
  - Lipsa unei infrastructuri educaționale care să le permită actorilor nou-intrați pe piață să reacționeze la provocările amintite mai sus..

## Statistici privind comerțul cu amănuntul la nivel național

### Statele Unite ale Americii
Sectorul comerțului cu amănuntul din Statele Unite dispune de cel mai mare număr de detailiști de succes.  Un raport marca Deloitte din 2012, publicat în revista Stores, a arătat că, în anul 2010, 32% din primii 250 de comercianți cu amănuntul din lume se aflau în Statele Unite, aceștia producând 41% din veniturile totale ale comercianților cu amănuntul din top.
Începând cu anul 1951, Biroul de Recensământ din SUA (USCB) publică în fiecare lună un raport privind vânzările cu amănuntul. Acesta este o măsură a cheltuielilor consumatorilor, un indicator important al PIB-ului din SUA. Companiile de comerț cu amănuntul furnizează date privind valoarea în dolari a vânzărilor și stocurilor realizate. Un eșantion de 12.000 de firme este inclus în sondajul final și unul de 5000 în cel avansat. Datele estimative propuse se bazează pe un sub-eșantion din cadrul eșantionului de comerț cu amănuntul și alimentație publică folosit de USCB.

### Europa Centrală
În anul 2011, în șase țări din Europa Centrală, piața produselor alimentare se ridica la aproape 107 miliarde de euro, cu 2,8% mai mult decât în anul anterior, fiind calculată în moneda locală. Creșterea a fost generată, în principal, de segmentele alimentare din magazinele de tip discount și din lanțurile de supermarketuri, precum și de creșterea masive a prețurilor produselor alimentare, conform raportului PMR intitulat „Grocery retail in Central Europe 2012”.

### La nivel global

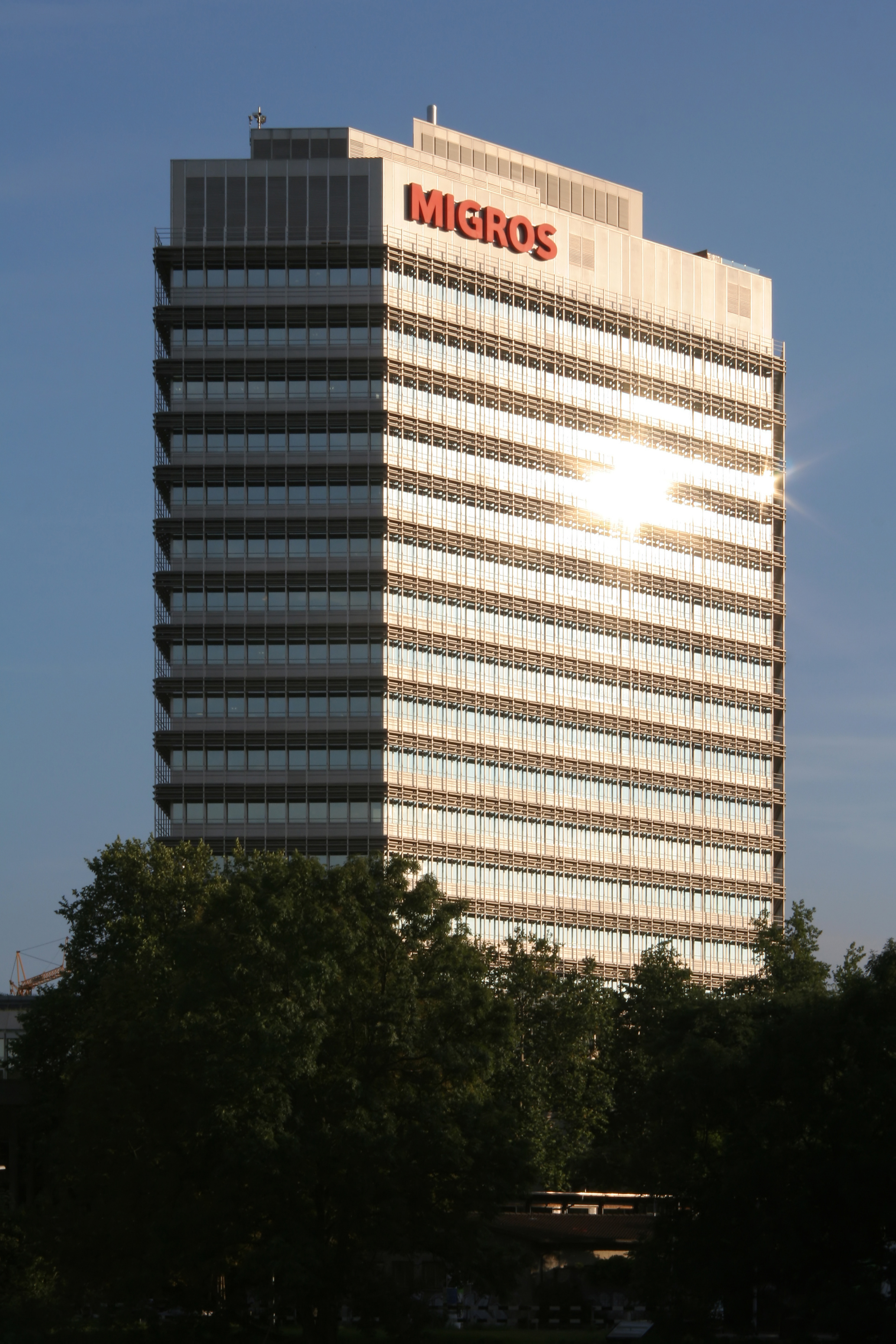
Cele mai mari lanțuri de supermagazine din Elveția, Migros și Coop, sunt cooperative.

Bilanțurile naționale prezintă datele centralizate privind comerțul cu amănuntul și comerțul cu ridicata, inclusiv hoteluri și restaurante. În anul 2012 sectorul producea peste 20% din PIB în economiile din insulele orientate pe turism, dar și din câteva țări importante, ca Brazilia, Pakistan, Rusia sau Spania. În toate cele patru țări menționate, acest procentaj a crescut începând cu anul 1970, însă în alte țări, unde alte sectoare au ajuns să ocupe o pondere mai însemnată în economie, sectorul comercial a înregistrat o scădere continuă, uneori în termeni absoluți. În Statele Unite, sectorul comerțului cu amănuntul și en gros a scăzut de la 19% la 14% din PIB, chiar dacă a crescut în termeni absoluți de la 4.500$ la 7.400$ pe cap de locuitor pe an. În China, sectorul comercial  a crescut de la 7,3% la 11,5%, iar în India chiar mai mult, de la 8,4% la 18,7%. Emarketer estimează că în anul 2016 China va avea cea mai mare piață de comerț cu amănuntul din lume.
În 2016, China a devenit cea mai mare piață de comerț cu amănuntul din lume.
| Econome                               | % din PIB, 1970 | % din PIB, 2012 | valoare per capita 1970 (prețuri 2012) | valoare per capita 2012 |
| ------------------------------------- | --------------- | --------------- | -------------------------------------- | ----------------------- |
| Afghanistan                           | 13.1            | 8.4             | $140                                   | $58                     |
| Albania                               | 11.5            | 22.5            | $188                                   | $858                    |
| Algeria                               | 17.3            | 11.9            | $572                                   | $639                    |
| Andorra                               | 40.5            | 26.5            | $17,532                                | $10,915                 |
| Angola                                | 12.6            | 15.0            | $513                                   | $839                    |
| Anguilla                              | 33.9            | 27.8            | $2,166                                 | $5,577                  |
| Antigua and Barbuda                   | 26.4            | 26.8            | $1,081                                 | $3,540                  |
| Argentina                             | 15.4            | 15.7            | $1,041                                 | $1,825                  |
| Armenia                               | 15.2            | $510            |                                        |                         |
| Aruba                                 | 26.9            | 19.1            | $1,140                                 | $4,757                  |
| Australia                             | 11.4            | 11.7            | $3,736                                 | $7,960                  |
| Austria                               | 17.4            | 18.8            | $3,281                                 | $8,782                  |
| Azerbaijan                            | 9.0             | $668            |                                        |                         |
| Bahamas                               | 28.0            | 24.5            | $5,335                                 | $5,299                  |
| Bahrain                               | 12.5            | 6.4             | $3,046                                 | $1,478                  |
| Bangladesh                            | 15.9            | 15.1            | $61                                    | $124                    |
| Barbados                              | 26.1            | 24.3            | $2,879                                 | $3,890                  |
| Belarus                               | 16.8            | $1,127          |                                        |                         |
| Belgium                               | 12.9            | 14.2            | $2,606                                 | $6,189                  |
| Belize                                | 17.0            | 20.3            | $297                                   | $972                    |
| Benin                                 | 17.7            | 17.4            | $89                                    | $131                    |
| Bermuda                               | 17.6            | 11.2            | $8,907                                 | $9,648                  |
| Bhutan                                | 8.2             | 8.2             | $30                                    | $205                    |
| Bolivia                               | 9.1             | 11.1            | $168                                   | $286                    |
| Bosnia and Herzegovina                | 17.9            | $807            |                                        |                         |
| Botswana                              | 9.2             | 16.8            | $60                                    | $1,206                  |
| Brazil                                | 16.4            | 21.3            | $756                                   | $2,413                  |
| British Virgin Islands                | 19.7            | 27.2            | $2,178                                 | $8,821                  |
| Brunei Darussalam                     | 1.0             | 3.7             | $495                                   | $1,536                  |
| Bulgaria                              | 14.6            | 13.8            | $272                                   | $966                    |
| Burkina Faso                          | 14.9            | 14.2            | $46                                    | $92                     |
| Burundi                               | 8.1             | 18.9            | $16                                    | $43                     |
| Cambodia                              | 16.6            | 14.5            | $86                                    | $137                    |
| Cameroon                              | 27.0            | 20.4            | $270                                   | $245                    |
| Canada                                | 13.6            | 13.0            | $3,586                                 | $6,788                  |
| Cape Verde                            | 24.5            | 18.7            | $269                                   | $718                    |
| Cayman Islands                        | 12.0            | 12.2            | $3,544                                 | $7,175                  |
| Central African Republic              | 14.0            | 13.5            | $100                                   | $65                     |
| Chad                                  | 20.5            | 12.6            | $122                                   | $103                    |
| Chile                                 | 14.9            | 11.7            | $780                                   | $1,801                  |
| China                                 | 7.3             | 11.5            | $20                                    | $700                    |
| China: Hong Kong SAR                  | 19.1            | 29.3            | $1,197                                 | $10,772                 |
| China: Macao SAR                      | 8.0             | 14.9            | $592                                   | $11,629                 |
| Colombia                              | 13.0            | 12.4            | $439                                   | $959                    |
| Comoros                               | 26.2            | 14.5            | $232                                   | $125                    |
| Congo                                 | 13.2            | 5.4             | $256                                   | $185                    |
| Cook Islands                          | 13.7            | 39.6            | $1,069                                 | $5,912                  |
| Costa Rica                            | 19.9            | 16.3            | $805                                   | $1,531                  |
| Croatia                               | 15.4            | $2,012          |                                        |                         |
| Cuba                                  | 18.4            | 15.2            | $432                                   | $959                    |
| Cyprus                                | 13.6            | 18.8            | $958                                   | $4,975                  |
| Czech Republic                        | 13.2            | $2,429          |                                        |                         |
| Czechoslovakia (fosta)                | 8.0             | $127            |                                        |                         |
| Democratic Republic of North Korea    | 11.7            | 18.3            | $231                                   | $107                    |
| Democratic Republic of the Congo      |                 |                 |                                        |                         |
| Denmark                               | 20.5            | 15.5            | $6,169                                 | $8,708                  |
| Djibouti                              | 45.0            | 18.6            | $1,470                                 | $294                    |
| Dominica                              | 9.6             | 15.0            | $163                                   | $1,046                  |
| Dominican Republic                    | 17.2            | 18.7            | $270                                   | $1,073                  |
| Ecuador                               | 8.3             | 12.6            | $195                                   | $713                    |
| Egypt                                 | 11.0            | 14.4            | $75                                    | $454                    |
| El Salvador                           | 22.6            | 21.2            | $534                                   | $804                    |
| Equatorial Guinea                     | 6.4             | 0.9             | $56                                    | $185                    |
| Eritrea                               | 19.4            | $98             |                                        |                         |
| Estonia                               | 14.0            | $2,432          |                                        |                         |
| Ethiopia                              | 18.6            | $84             |                                        |                         |
| Etiopia (Fosta)                       | 8.4             |                 |                                        |                         |
| Fiji                                  | 8.3             | 18.6            | $216                                   | $848                    |
| Finlanda                              | 12.3            | 13.3            | $2,268                                 | $6,103                  |
| France                                | 14.8            | 15.0            | $2,969                                 | $5,933                  |
| French Polynesia                      | 14.7            | 16.1            | $2,142                                 | $4,212                  |
| Gabon                                 | 28.1            | 12.1            | $2,918                                 | $1,787                  |
| Gambia                                | 27.1            | 28.8            | $143                                   | $147                    |
| Georgia                               | 18.9            | $685            |                                        |                         |
| Germany                               | 12.2            | 11.4            | $2,273                                 | $4,736                  |
| Ghana                                 | 5.3             | 10.9            | $58                                    | $175                    |
| Greece                                | 19.6            | 20.2            | $2,469                                 | $4,527                  |
| Greenland                             | 14.0            | 10.5            | $2,219                                 | $4,326                  |
| Grenada                               | 18.2            | 12.3            | $294                                   | $913                    |
| Guatemala                             | 17.5            | 21.6            | $385                                   | $720                    |
| Guinea                                | 34.0            | 16.2            | $132                                   | $86                     |
| Guinea-Bissau                         | 20.7            | 19.4            | $124                                   | $99                     |
| Guyana                                | 18.9            | 15.1            | $388                                   | $543                    |
| Haiti                                 | 17.4            | 18.4            | $168                                   | $130                    |
| Honduras                              | 17.2            | 17.1            | $247                                   | $399                    |
| Hungary                               | 9.8             | 14.1            | $531                                   | $1,760                  |
| Iceland                               | 11.3            | 11.0            | $1,873                                 | $4,585                  |
| India                                 | 8.4             | 18.7            | $31                                    | $283                    |
| Indonesia                             | 17.7            | 13.9            | $120                                   | $494                    |
| Iran                                  | 10.6            | 11.6            | $473                                   | $834                    |
| Iraq                                  | 8.2             | 6.4             | $215                                   | $290                    |
| Ireland                               | 17.6            | 18.0            | $2,293                                 | $8,295                  |
| Israel                                | 9.8             | 10.0            | $1,346                                 | $3,145                  |
| Italy                                 | 16.0            | 15.0            | $2,755                                 | $4,963                  |
| Ivory Coast                           | 21.7            | 14.7            | $353                                   | $181                    |
| Jamaica                               | 19.4            | 22.4            | $1,056                                 | $1,197                  |
| Japonia                               | 15.6            | 13.9            | $3,004                                 | $6,525                  |
| Jordan                                | 17.9            | 10.1            | $478                                   | $445                    |
| Kazakhstan                            | 16.8            | $2,086          |                                        |                         |
| Kenya                                 | 6.8             | 13.2            | $49                                    | $125                    |
| Kiribati                              | 12.4            | 8.6             | $439                                   | $150                    |
| Kosovo                                | 18.1            | $508            |                                        |                         |
| Kuwait                                | 8.3             | 3.2             | $13,693                                | $1,797                  |
| Kyrgyzstan                            | 19.7            | $233            |                                        |                         |
| Laos People's DR                      | 14.2            | 20.3            | $44                                    | $278                    |
| Latvia                                | 17.9            | $2,467          |                                        |                         |
| Lebanon                               | 31.4            | 27.6            | $2,829                                 | $2,522                  |
| Lesotho                               | 13.0            | 9.0             | $46                                    | $108                    |
| Liberia                               | 11.1            | 5.0             | $106                                   | $18                     |
| Libya                                 | 2.8             | 4.9             | $543                                   | $763                    |
| Liechtenstein                         | 19.9            | 17.8            | $12,763                                | $28,361                 |
| Lithuania                             | 19.9            | $2,782          |                                        |                         |
| Luxembourg                            | 13.8            | 13.4            | $5,010                                 | $14,141                 |
| Madagascar                            | 8.7             | 11.0            | $70                                    | $49                     |
| Malawi                                | 3.7             | 19.8            | $10                                    | $70                     |
| Malaysia                              | 12.4            | 16.5            | $229                                   | $1,716                  |
| Maldives                              | 29.8            | 30.8            | $252                                   | $2,373                  |
| Mali                                  | 7.3             | 16.2            | $23                                    | $112                    |
| Malta                                 | 28.7            | 15.8            | $1,104                                 | $3,238                  |
| Marshall Islands                      | 24.5            | 16.1            | $531                                   | $607                    |
| Mauritania                            | 2.1             | 7.1             | $20                                    | $72                     |
| Mauritius                             | 10.0            | 19.3            | $167                                   | $1,782                  |
| Mexico                                | 19.3            | 17.8            | $1,063                                 | $1,739                  |
| Micronesia                            | 13.1            | 15.1            | $219                                   | $477                    |
| Monaco                                | 39.1            | 30.3            | $34,091                                | $46,027                 |
| Mongolia                              | 21.4            | 11.9            | $237                                   | $439                    |
| Montenegro                            | 22.6            | $1,475          |                                        |                         |
| Montserrat                            | 19.4            | 7.6             | $1,051                                 | $974                    |
| Morocco                               | 22.5            | 12.4            | $253                                   | $365                    |
| Mozambique                            | 12.7            | 17.6            | $31                                    | $102                    |
| Myanmar                               | 25.9            | 20.1            | $48                                    | $226                    |
| Namibia                               | 8.0             | 14.7            | $326                                   | $832                    |
| Nauru                                 | 14.8            | 16.8            | $7,812                                 | $2,014                  |
| Nepal                                 | 4.7             | 15.4            | $14                                    | $101                    |
| Netherlands                           | 16.4            | 15.8            | $3,702                                 | $7,283                  |
| Netherlands Antilles                  | 16.4            | 18.2            | $1,417                                 | $3,349                  |
| New Caledonia                         | 34.7            | 13.3            | $9,624                                 | $5,169                  |
| New Zealand                           | 15.5            | 12.2            | $3,607                                 | $4,689                  |
| Nicaragua                             | 15.3            | 16.5            | $352                                   | $289                    |
| Niger                                 | 10.6            | 14.1            | $71                                    | $56                     |
| Nigeria                               | 14.6            | 15.9            | $148                                   | $247                    |
| Norway                                | 16.7            | 8.5             | $6,109                                 | $8,521                  |
| Oman                                  | 1.7             | 7.7             | $111                                   | $1,822                  |
| Pakistan                              | 18.8            | 20.6            | $99                                    | $248                    |
| Palau                                 | 16.3            | 31.2            | $1,565                                 | $3,200                  |
| Panama                                | 16.8            | 19.6            | $497                                   | $1,864                  |
| Papua New Guinea                      | 13.9            | 9.3             | $243                                   | $204                    |
| Paraguay                              | 18.3            | 19.9            | $304                                   | $771                    |
| Peru                                  | 14.2            | 18.6            | $583                                   | $1,271                  |
| Philippines                           | 10.7            | 19.4            | $153                                   | $501                    |
| Poland                                | 9.2             | 20.2            | $398                                   | $2,590                  |
| Portugal                              | 13.7            | 19.6            | $1,119                                 | $3,926                  |
| Puerto Rico                           | 16.7            | 9.4             | $2,024                                 | $2,635                  |
| Qatar                                 | 5.0             | 5.6             | $5,647                                 | $5,208                  |
| Korea, South                          | 17.1            | 11.8            | $345                                   | $2,712                  |
| Moldova                               | 17.8            | $367            |                                        |                         |
| Romania                               | 3.1             | 7.1             | $73                                    | $557                    |
| Russian Federation                    | 20.7            | $2,934          |                                        |                         |
| Rwanda                                | 9.9             | 15.7            | $35                                    | $97                     |
| Saint Kitts and Nevis                 | 8.4             | 12.6            | $256                                   | $1,800                  |
| Saint Lucia                           | 20.6            | 23.4            | $527                                   | $1,707                  |
| Samoa                                 | 14.8            | 23.6            | $312                                   | $851                    |
| San Marino                            | 15.8            | 12.9            | $5,282                                 | $7,643                  |
| Sao Tome and Principe                 | 25.5            | 26.2            | $273                                   | $363                    |
| Saudi Arabia                          | 4.6             | 8.2             | $799                                   | $2,067                  |
| Senegal                               | 22.7            | 20.4            | $218                                   | $207                    |
| Serbia                                | 11.0            | $582            |                                        |                         |
| Seychelles                            | 32.7            | 29.4            | $1,039                                 | $3,285                  |
| Sierra Leone                          | 12.9            | 7.6             | $93                                    | $55                     |
| Singapore                             | 27.8            | 19.5            | $2,008                                 | $10,179                 |
| Slovakia                              | 26.6            | $4,470          |                                        |                         |
| Slovenia                              | 14.4            | $3,155          |                                        |                         |
| Solomon Islands                       | 10.2            | 10.5            | $121                                   | $193                    |
| Somalia                               | 9.3             | 10.6            | $21                                    | $14                     |
| South Africa                          | 14.4            | 16.0            | $847                                   | $1,171                  |
| South Sudan                           | 15.4            | $143            |                                        |                         |
| Spain                                 | 15.1            | 21.4            | $1,956                                 | $6,060                  |
| Sri Lanka                             | 14.5            | 20.8            | $94                                    | $586                    |
| St. Vincent and the Grenadines        | 12.6            | 16.5            | $231                                   | $1,045                  |
| State of Palestine                    | 16.7            | 18.4            | $136                                   | $448                    |
| Sudan                                 | 16.8            | $232            |                                        |                         |
| Sudan (Former)                        | 16.8            | $0              |                                        |                         |
| Suriname                              | 18.3            | 23.3            | $915                                   | $2,183                  |
| Swaziland                             | 15.5            | 9.8             | $197                                   | $306                    |
| Sweden                                | 12.1            | 12.8            | $3,315                                 | $7,056                  |
| Switzerland                           | 19.9            | 17.8            | $10,641                                | $14,080                 |
| Syrian Arab Republic                  | 20.4            | 22.7            | $184                                   | $482                    |
| Tajikistan                            | 20.3            | $193            |                                        |                         |
| Macedonia                             | 16.5            | $749            |                                        |                         |
| Thailand                              | 24.3            | 18.0            | $239                                   | $1,039                  |
| Timor-Leste                           | 4.0             | $195            |                                        |                         |
| Togo                                  | 23.5            | 8.2             | $195                                   | $49                     |
| Tonga                                 | 12.7            | 14.6            | $214                                   | $646                    |
| Trinidad and Tobago                   | 18.9            | 17.1            | $1,323                                 | $2,966                  |
| Tunisia                               | 11.7            | 13.5            | $147                                   | $558                    |
| Turkey                                | 11.1            | 16.5            | $437                                   | $1,757                  |
| Turkmenistan                          | 4.2             | $274            |                                        |                         |
| Turks and Caicos Islands              | 38.2            | 38.0            | $1,557                                 | $8,520                  |
| Tuvalu                                | 9.5             | 11.2            | $182                                   | $451                    |
| Tanzania: Mainland, see also Zanzibar | 15.0            | 15.8            | $51                                    | $96                     |
| Uganda                                | 11.8            | 22.3            | $50                                    | $133                    |
| Ukraine                               | 17.5            | $679            |                                        |                         |
| United Arab Emirates                  | 15.4            | 12.1            | $24,122                                | $5,024                  |
| United Kingdom                        | 15.3            | 16.5            | $2,662                                 | $6,490                  |
| United States                         | 19.0            | 14.5            | $4,488                                 | $7,436                  |
| Uruguay                               | 12.9            | 16.5            | $810                                   | $2,419                  |
| USSR (Former)                         | 8.1             |                 |                                        |                         |
| Uzbekistan                            | 9.9             | $178            |                                        |                         |
| Vanuatu                               | 18.2            | 21.4            | $266                                   | $651                    |
| Venezuela                             | 9.5             | 16.4            | $1,152                                 | $2,099                  |
| Vietnam                               | 12.9            | 16.8            | $39                                    | $289                    |
| Yemen                                 | 16.3            | $224            |                                        |                         |
| Yemen Arab Republic (Former)          | 13.7            |                 |                                        |                         |
| Yemen Democratic (Former)             | 21.2            |                 |                                        |                         |
| Yugoslavia (Former)                   | 10.4            |                 |                                        |                         |
| Zambia                                | 12.6            | 15.0            | $244                                   | $229                    |
| Zanzibar                              | 18.2            | $119            |                                        |                         |
| Zimbabwe                              | 14.9            | 10.7            | $125                                   | $77                     |

## Consolidarea pe piață
În ultimele două decenii, comercianții cu amănuntul și lanțurile de magazine au fost implicați într-un număr tot mai mare de operațiuni de consolidare pe piață. Între anii 1988 și 2010 au fost anunțate 40.788 de fuziuni și achiziții în întreaga lume, ajungând la o valoare totală estimată de 2,255 trilioane de dolar. Cele mai mari tranzacții în care au fost implicați comercianți cu amănuntul din Statele Unite au fost: achiziționarea companiei Albertson’s în anul 2006 pentru suma de 17 miliarde de dolari, fuziunea din anul 2005 dintre Federated Department Stores și May Department Stores, cunoscută acum sub numele de Macy’s, estimată la 16,5 miliarde de dolari, și fuziunea dintre Kmart Holding Corp și Sears Roebuck&Co din anul 2004, cu o valoare de 10,9 miliarde de dolari.

## Gânditori celebri în domeniu
Gânditori care au influențat domeniul vânzărilor și al comerțului cu amănuntul:
- Dale Carnegie – autor și profesor; promotor al ideologiei de vânzări, al retoricii și al autoperfecționării
- E. St. Elmo Lewis – agent de vânzări al NCR (National Cash Register) și creatorul modelului de vânzări AIDA (Atenție, Interes, Dorință, Acțiune)
- William Thomas Rawleigh – fondatorul companiei Rawleigh, care deținea cu una dintre cele     mai mari echipe de comis-voiajori din Statele Unite
- Harry Gordon Selfridge – fondatorul filialei Selfridges din Marea Britanie; a redefinit conceptul de cumpărături, care s-au transformat dintr-o necesitate într-o activitate de relaxare; s-a făcut remarcat prin introducerea unei tente teatrale și a aparițiilor de celebrități în magazinele universale; de asemenea, a scris cartea The Romance of Commerce, publicată în anul 1918.
- Walter Dill Scott – psiholog și scriitor; a scris la începutul secolului XX o serie de cărți despre psihologia vânzărilor.
- Thomas J. Watson – agent de vânzări al NCR și  director executiv al IBM; descris deseori drept „cel mai influent comerciant american”.